# Planoise
Vous lisez un « bon article » labellisé en 2010.
Pour les articles homonymes, voir Planoise (homonymie).
Planoise est l'un des quatorze quartiers de Besançon (France). Situé au sud-ouest de la ville, il est au cœur d’un site de 3,5 km2 ceinturé par quatre forêts (Planoise, Monsieur, Franois, et Pirey) et deux collines (Planoise et Rosemont), à environ 2 km du Doubs et 3,5 km du centre-ville. Il est limitrophe des Tilleroyes, de Saint-Ferjeux, et de Velotte au nord et à l’est, ainsi que des communes d'Avanne-Aveney, Grandfontaine-la Belle Étoile, et Franois au sud et à l’ouest. Le secteur est bien desservi par les transports en commun grâce au tramway et à plusieurs lignes de bus Ginko et d'agglomération, et se trouve également à un carrefour routier avec la rue de Dole/R.N.73 et la R.N.57. Il faisait administrativement partie du canton de Besançon-Planoise jusqu’en 2014 mais est désormais associé à celui de Besançon-1, relevant de la ville de Besançon pour tout le reste de son administration et de sa gestion.
Les premières traces de vie durable sur place remontent au Moyen Âge, période de faible démographie champêtre et agricole qui perdurera jusqu'à la Seconde Guerre mondiale. Dans les années 1950 à 1980, la constitution d'un habitat récent de barres d'immeubles et de tours donne à Planoise son caractère définitivement citadin. Imaginé comme une ville nouvelle et satellite, devenu ZUP et ZUS, le quartier intramuros, axé autour des sous-divisions de Cassin, Île-de-France, et Franche-Comté, connait dès la fin des années 1980 de graves problématiques économiques et sociaux à l’instar de nombreuses cités similaires. Pourtant elle dénombre des atouts majeurs, avec un parc immobilier de plus de 8 000 appartements représentant 14 % des logements locaux, trois centres commerciaux et des zones franches réunissant une partie notable des entreprises bisontines du secondaire et tertiaire, ou encore un fort taux d’infrastructures publiques et sièges divers notamment dans l’enseignement, le sport, et la culture.
Son extension géographique, nommée Grand Planoise, y inclut Châteaufarine, les Hauts du Chazal, la Malcombe, Micropolis, la zone industrielle de Planoise, ainsi que la colline de Planoise et celle du Rosemont, dont l’ensemble forme un pôle régional stratégique de premier plan. Ses habitants, appelés les Planoisiens, sont estimés à environ 21 000 personnes, affichant 17 % du total municipal ce qui en fait le quartier le plus peuplé de Besançon et une des entités urbaines les plus importantes en Franche-Comté. Cette population, sociologiquement très diverse, recense cependant quelques généralités, notamment sa jeunesse et son dynamisme, une correspondance massive à la classe populaire et moyenne avec un chômage élevé, l'appartenance à plus de cinquante groupes ethniques différents et une présence marquée de l'islam, ainsi qu'une tendance politique fondée sur une abstention nettement majoritaire et des scrutins bénéficiant à l’extrême-droite, à la gauche réformiste, et à l’extrême-gauche.

## Géographie

### Situation
Le quartier de Planoise est situé à la périphérie sud-ouest de Besançon en région Bourgogne-Franche-Comté, à l'est de la France.
Planoise est bordé à l'ouest par les quartiers de Châteaufarine et de La Belle Étoile ; au nord par les quartiers des Hauts du Chazal et par la zone industrielle des Trépillots ; à l'est par les quartiers de Rosemont, de Saint-Ferjeux et de l'Amitié ; et au sud par le secteur des Vallières, à Velotte. Planoise est également limitrophe de la commune d'Avanne-Aveney au sud, et situé à proximité de la commune de Beure au sud-est, ainsi que des communes de Serre-les-Sapins et de Pirey au nord-ouest. Planoise fait également partie du canton de Besançon-Planoise avec les quartiers des Tilleroyes et Châteaufarine.

### Géologie et sismicité
La ville de Besançon est située à la jonction de la région montagneuse d’élevage du massif du Jura (plateaux du Haut-Doubs) et des vastes plaines cultivables fertiles franc-comtoises, dans la zone préjurassienne délimitée par les zones plissées dites des Avant-Monts au nord et du faisceau bisontin au sud. Le site de Planoise est bâti sur un terrain composé de calcaires datant du Bajocien et du Bathonien et de dépôts fluviatiles. Il est traversé par trois failles décrochantes dans un sens nord-sud. Le mont de Planoise appartient au faisceau bisontin qui fait partie de l'ensemble de faisceaux délimitant la frontière occidentale entre le massif jurassien et les plateaux de Haute-Saône et les bassins tertiaires environnants (Bresse...)
La ville de Besançon est très faiblement exposée aux risques sismiques. Cependant les tremblements de terre ne sont pas inexistants, les sols s'inscrivant dans un contexte de faible déformation liée au mouvement de la plaque africaine. Cela est dû à la remontée de l'Afrique vers l'Eurasie en direction du nord, à une vitesse estimée à environ 1 cm/an, provoquant des déformations qui sont absorbées par la création de chaînes montagneuses (Alpes et Atlas notamment) et/ou par la sismicité (mais dans une mesure bien moindre). C'est ainsi que des séismes importants furent enregistrés près de Besançon : à Bâle en 1356 et à Remiremont en 1682. Mais plus récemment, c'est un tremblement de terre d'une magnitude de 5,1 sur l’échelle de Richter qui fut enregistré le 23 février 2004 à une vingtaine de kilomètres de la capitale comtoise.

### Climat
Le quartier de Planoise est soumis au même climat que Besançon, caractérisé par une forte variabilité. Les hivers sont rudes avec de fortes gelées et de la neige, et les étés sont chauds et secs. Les records de température maximale et minimale sur Besançon sont respectivement de 40,3 °C le 28 juillet 1921 et −20,7 °C le 1er janvier 1985. La température moyenne annuelle est de 10,2 °C.
| Mois                                                      | J    | F    | M    | A    | M     | J     | J    | A    | S    | O    | N     | D    | Année |
| --------------------------------------------------------- | ---- | ---- | ---- | ---- | ----- | ----- | ---- | ---- | ---- | ---- | ----- | ---- | ----- |
| Températures (sous abri, normales) °C                     | 1,6  | 3,3  | 6,1  | 9,4  | 13,3  | 16,5  | 18,9 | 18,3 | 15,7 | 11,3 | 5,6   | 2,1  | 10,2  |
| Précipitations (hauteur moyenne en mm, période 1961-1990) | 91,1 | 81,8 | 83,5 | 91,6 | 111,4 | 100,1 | 80,5 | 86,9 | 93,2 | 85,8 | 103,7 | 99,0 | 1108  |
| Source : Météo France                                     |      |      |      |      |       |       |      |      |      |      |       |      |       |

### Site

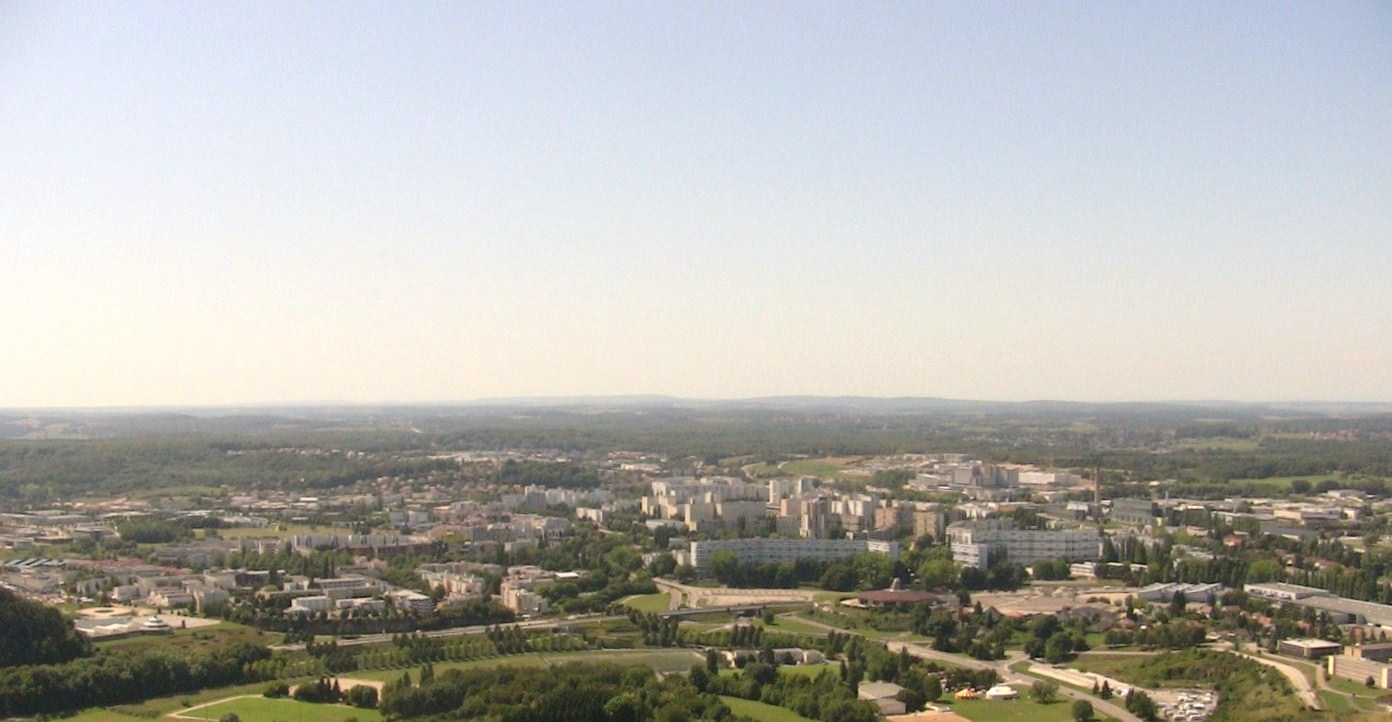
Vue générale de Planoise

Le site de Planoise est établi sur une plaine d'environ 300 hectares situés entre le Bois de Planoise au sud-est, le Bois Monsieur au sud-ouest (Avanne-Aveney), le Bois de Franois à l'ouest, et le Bois de Pirey au nord. Il est dominé par la Colline de Planoise (490 m) au sud, et par la Colline de Rosemont (466 m) au nord-est. Le Doubs passe à environ 1 km au sud. Jadis, une faille passait au milieu de l'emplacement du futur quartier et formait un creux béant à l'emplacement actuel du secteur de Cassin. Elle fut peu à peu rebouchée par des tonnes de déchets, le site ayant été destiné à recueillir les déchets de la ville. Le site compte deux cuvettes appelées respectivement Cuvette de Cassin et la Malcombe, ainsi qu'une butte dénommée Butte de Châteaufarine.

### Voiries

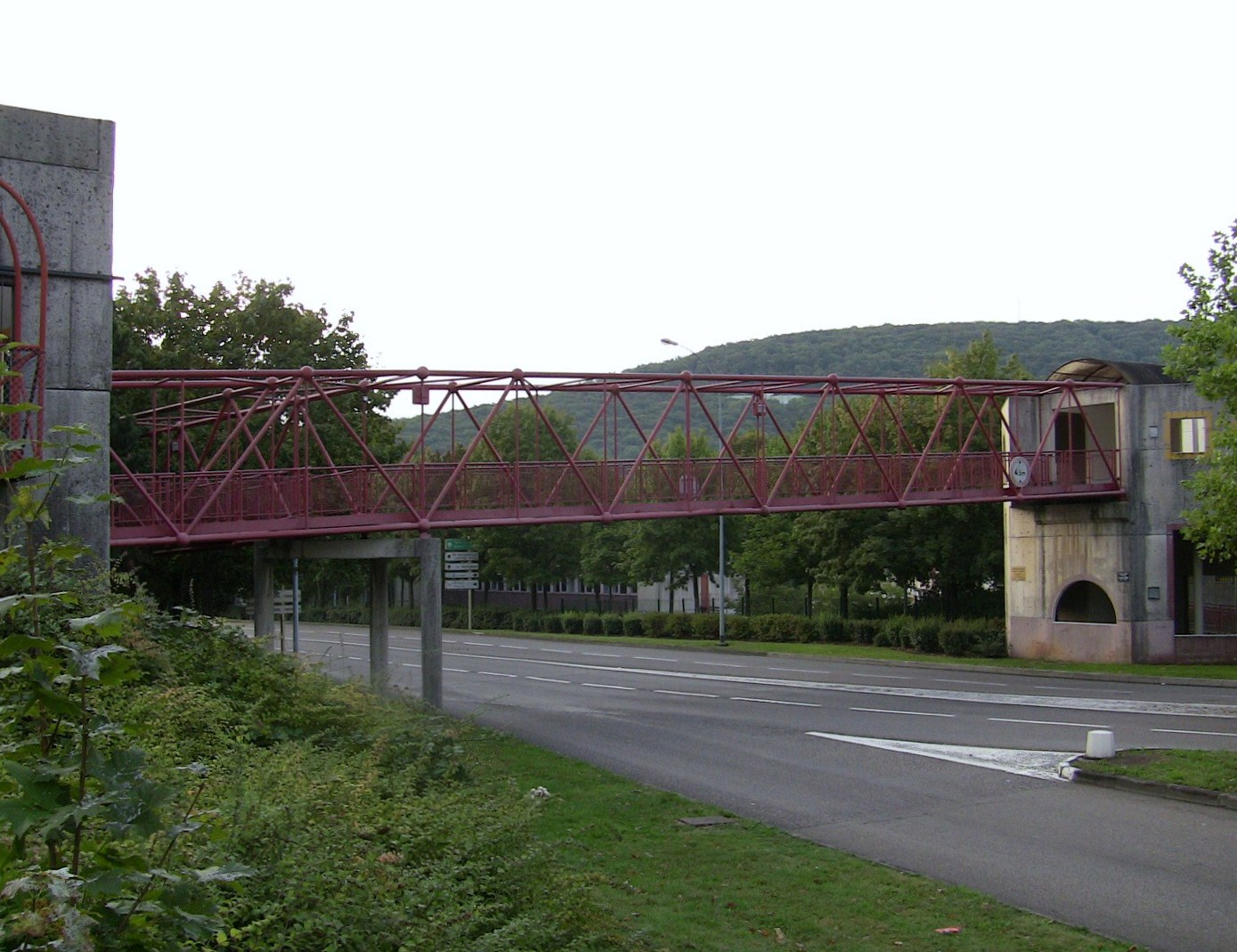
La passerelle de Planoise

À l'intérieur du quartier, les principales voies sont : l'avenue d'Île-de-France, le boulevard Salvador-Allende, l'avenue de Bourgogne et la rue de Franche-Comté. Planoise dispose également d'un grand nombre de parkings, dont les plus importants sont le parking de Cassin avec environ 600 places (dont un parking couvert de 800 places environ), le parking d'Île-de-France avec environ 150 places et le parking des Époisses avec environ 110 places.
Le quartier comporte également une partie non négligeable de voirie piétonne, notamment dans le secteur de Cassin. En effet, la municipalité a tenté de créer comme au centre-ville, une zone presque exclusivement piétonnière accueillant les petits commerces de proximité, et dont l'accès aux véhicules est limité. De nombreux autres chemins et passages piétonniers existent également dans les autres secteurs de Planoise, notamment pour contourner les voies routières ou pour accéder aux différents parcs et espaces verts.

### Découpage

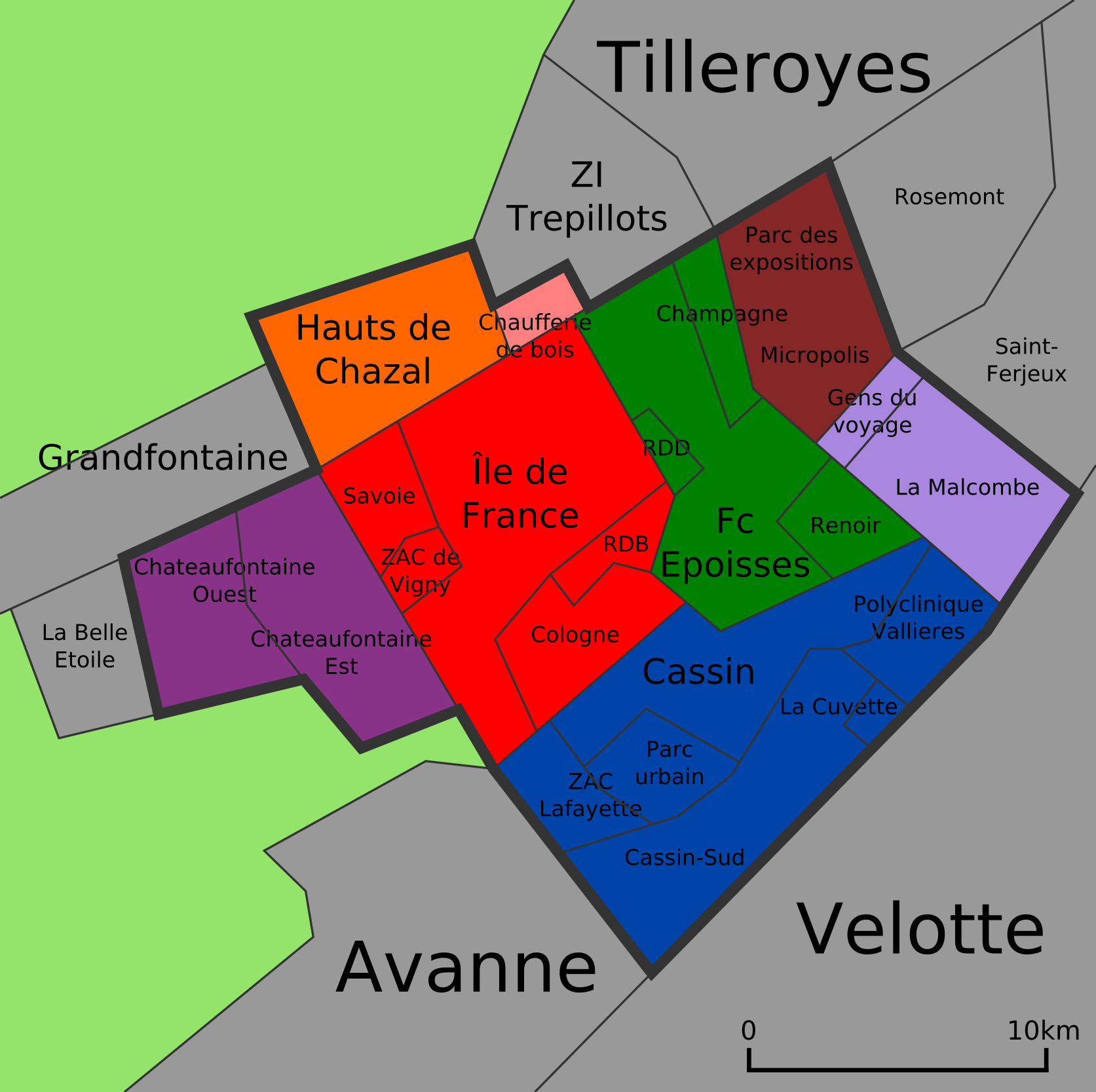
Planoise et ses secteurs

Du fait de sa superficie importante, la municipalité a été conduite, à mesure de l'évolution démographique du quartier, à le diviser en secteurs ou en zones. Les trois secteurs : Île-de-France (comprenant cinq sous-secteurs), les Époisses ou Franche-Comté (comprenant quatre sous-secteurs) et le quartier de Cassin (comprenant six sous-secteurs) font partie du Planoise intra-muros. S'y ajoutent les quatre zones : Châteaufarine, Hauts du Chazal, Malcombe et Micropolis. L'ensemble comprenant Planoise intra-muros et les quatre zones forme ce que les Bisontins appellent communément le « Grand Planoise ».
Planoise comprend également une zone urbaine sensible définie par la municipalité bisontine et qui représente environ 90 % du territoire ainsi que 85 % des habitants du quartier. Elle englobe le secteur des Époisses d'Île-de-France, le nord du secteur de Cassin ainsi que la zone des Hauts du Chazal et une partie de celle de Châteaufarine. Le dispositif est remplacé par celui de quartier prioritaire en 2015.

#### Planoise «intra-muros»

##### Les Époisses

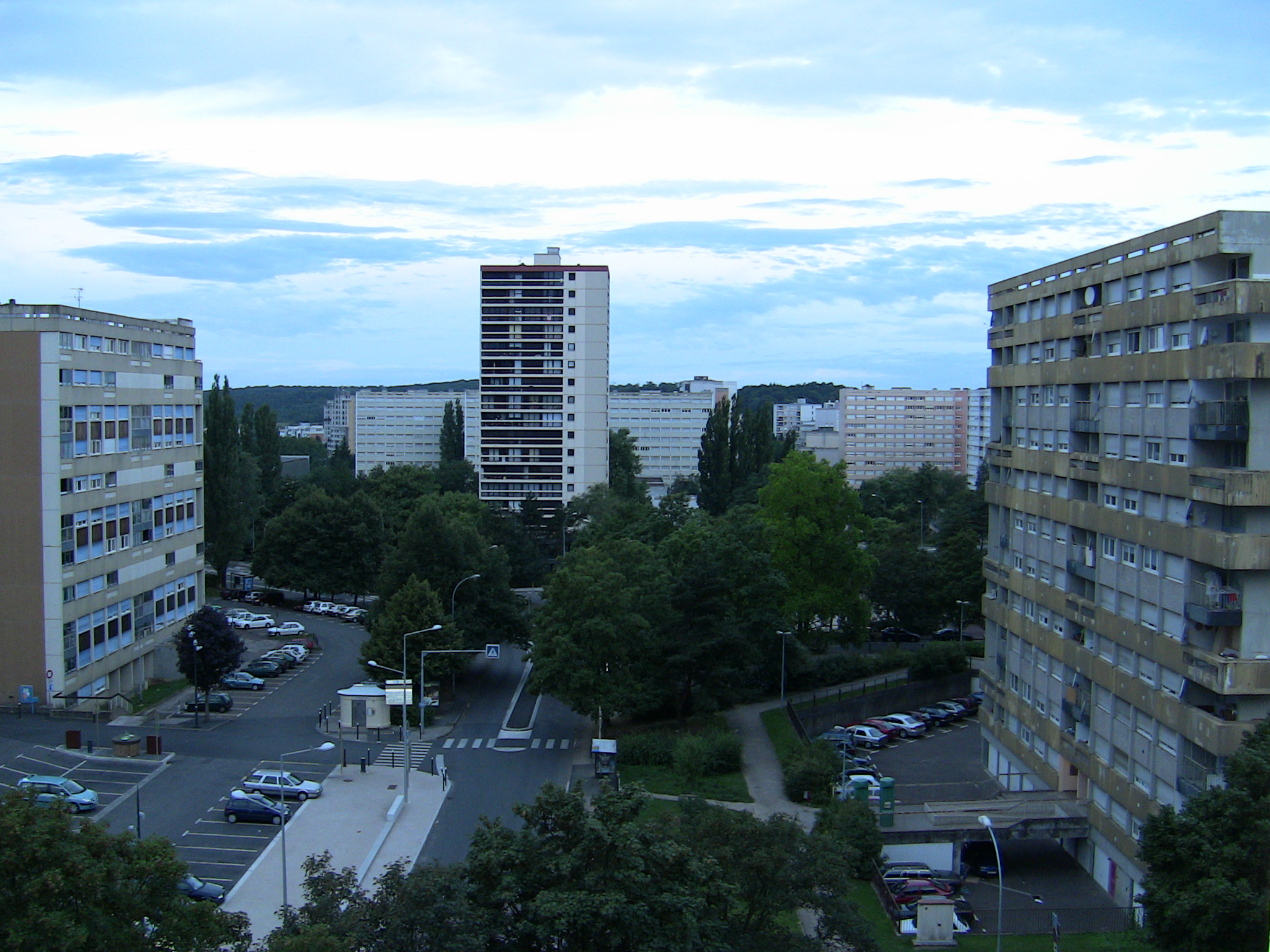
Vue générale du secteur

Le secteur des Époisses est situé au sud-est de Planoise, entre les secteurs Île-de-France, Cassin, la Malcombe et Micropolis. Le nom « Époisses » apparaît dès le XVe siècle, mais les planoisiens utilisent communément le terme « Franche-Comté » souvent raccourci en « FC », qui est le nom de la principale rue du secteur. Le secteur est issu, avec celui d'Île-de-France, de la première tranche de construction du quartier ZUP et fut achevé en 1977. Le principal type d'habitat est essentiellement constitué de « barres » HLM. Le secteur des Époisses est subdivisé en plusieurs sous-secteurs : le centre Époisses, Dijon, Renoir et Champagne.

##### Île-de-France

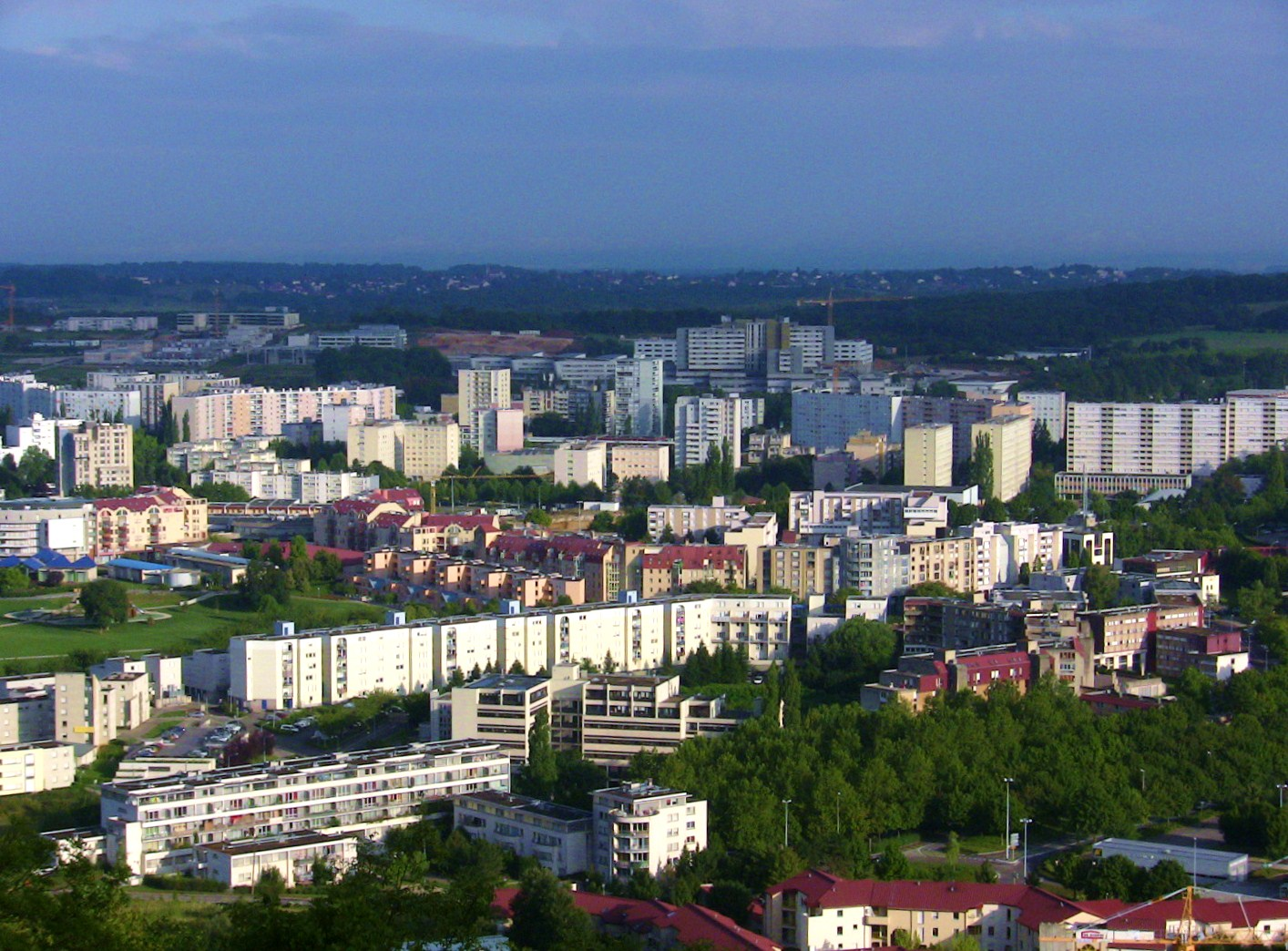
Les secteurs de Cassin (premier plan) et d'Île-de-France (second plan).

Le secteur Île-de-France correspond au centre géographique de Planoise. Il est limitrophe avec les secteurs d'Époisses, de Cassin, des Hauts du Chazal et de Châteaufarine. Le nom qui est en fait celui de sa principale avenue est généralement raccourci en « IDF » par les Planoisiens. Il fut achevé, comme les Époisses, fin 1977 sur l'ancien site de Châteaufarine. C'est actuellement, avec environ 7 000 habitants, soit plus du tiers de la population totale de Planoise, le secteur le plus peuplé du quartier. Il est souvent considéré comme le plus « défavorisé » de Besançon : de nombreuses tours et « blocs » sont délabrés ; les taux de chômage et de criminalité sont les plus élevés de toute la ville. Le principal type d'habitation est essentiellement constitué, tout comme les Époisses, de « barres » HLM. Île-de-France est divisé en cinq secteurs : le centre Île-de-France, Savoie, la ZAC de Vigny, Cologne et Bourgogne.

##### Cassin
Pour les articles homonymes, voir Cassin.
Le secteur de Cassin est situé au sud de Planoise. Il est limitrophe avec le secteur Châteaufarine, le quartier de Velotte et la commune d'Avanne-Aveney. Il comprend une partie de la colline (avec le château Saint-Laurent) et de la forêt de Planoise. Il doit son appellation à la place éponyme dédiée au juriste René Cassin. Ce secteur est plus récent que les deux précédents, il est en outre reconnu comme quartier à part entière depuis 1985. Les principaux types de bâtiments sont des immeubles et quelques maisons mitoyennes. Le secteur de Cassin regroupe l'essentiel des commerces de proximité organisés autour d'un réseau de voies piétonnes ainsi que des entreprises de Planoise. Cassin est divisé en six secteurs : le centre Cassin, la ZAC La Fayette, Cassin-Sud, le parc urbain, le secteur des Vallières et le secteur dit de la « cuvette ».

#### Le «Grand Planoise»

##### La Malcombe

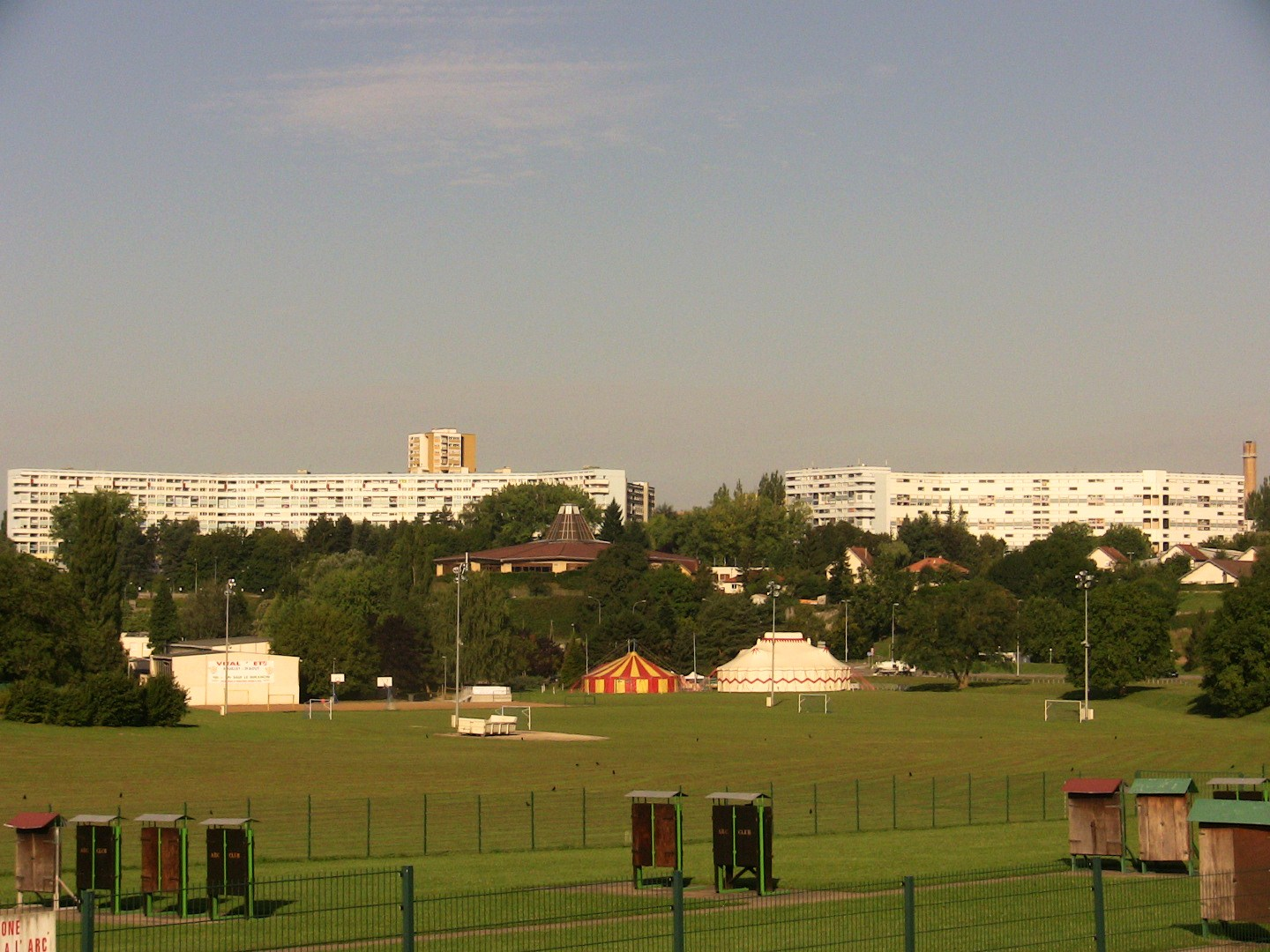
Un aperçu de la Malcombe

Le secteur de la Malcombe est situé à l'extérieur de l'actuelle ZUP de Planoise, près du secteur des Époisses et de Micropolis, sur le bord droit du boulevard de la Grette. Le nom renvoie à un épisode tragique de l'histoire bisontine : au XIVe siècle, des combats acharnés opposèrent à cet endroit (qui forme une Combe) l'armée de Besançon, qui était à l'époque une ville libre du Saint-Empire romain germanique, aux troupes du duc de Bourgogne ;
la ville y subit une lourde défaite et y perdit un grand nombre d'hommes ; les Bisontins, qui en gardèrent longtemps le souvenir, surnommèrent cet endroit la « combe du malheur », qui à l'usage devint « Malcombe ». Ce secteur est principalement consacré au sport et constitue aujourd'hui un des principaux secteurs sportifs de la ville. Une partie du site est réservée à l'accueil des « gens du voyage ».

##### Micropolis

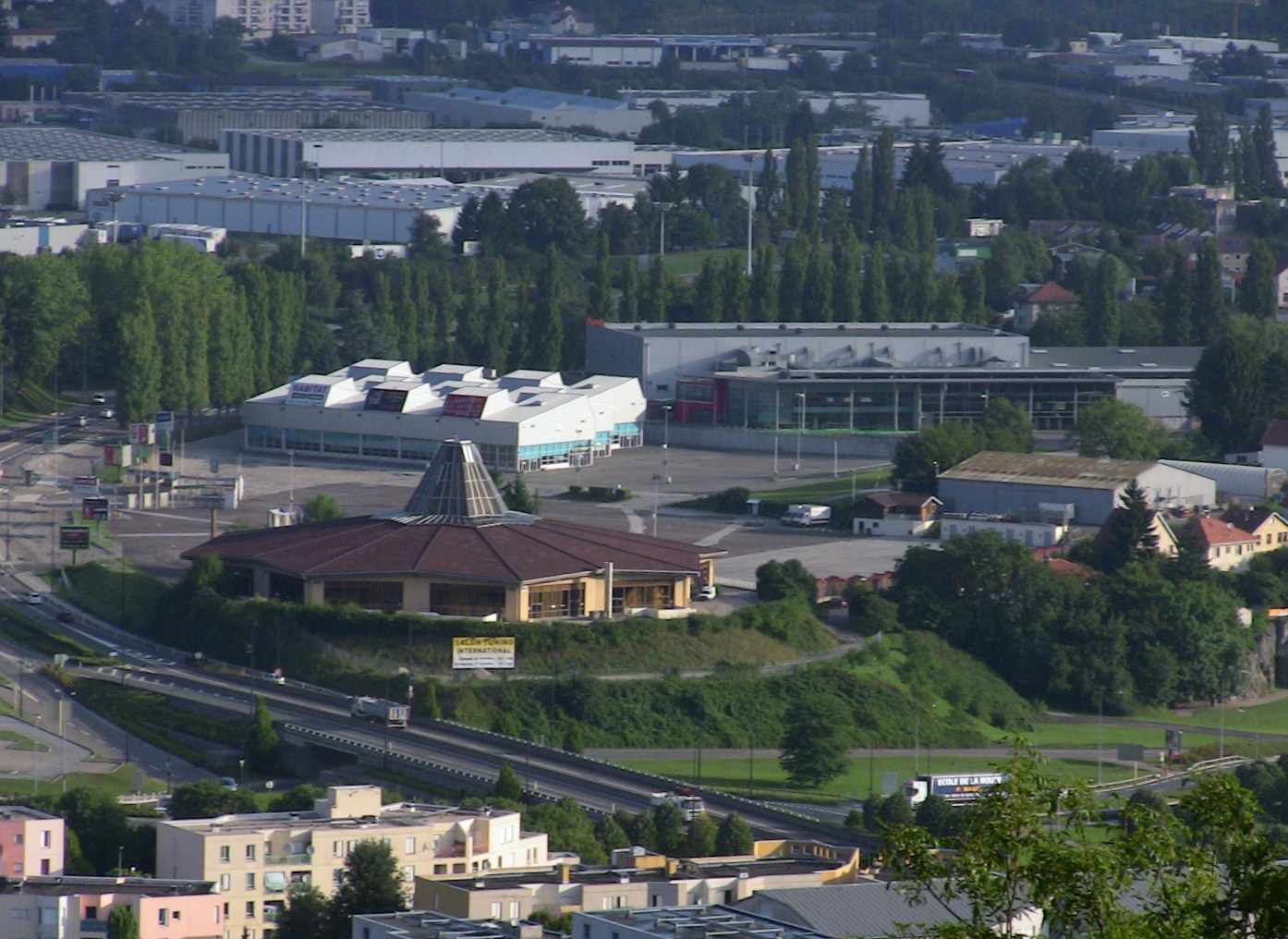
Secteur de Micropolis, depuis la colline de Planoise

Le secteur de Micropolis comprend le parc des expositions de la ville ainsi que plusieurs salles de concert annexes. Il fut construit à l'emplacement d'une ferme dite la « ferme Roy » et dont les bâtiments qui subsistèrent jusqu'en 2000 servirent un temps de lieu de culte chrétien. Ce secteur est situé au sud-est du Grand Planoise, entre le secteur Époisses et le quartier de Saint-Ferjeux, et jouxte la rue de Dole.

##### Châteaufarine

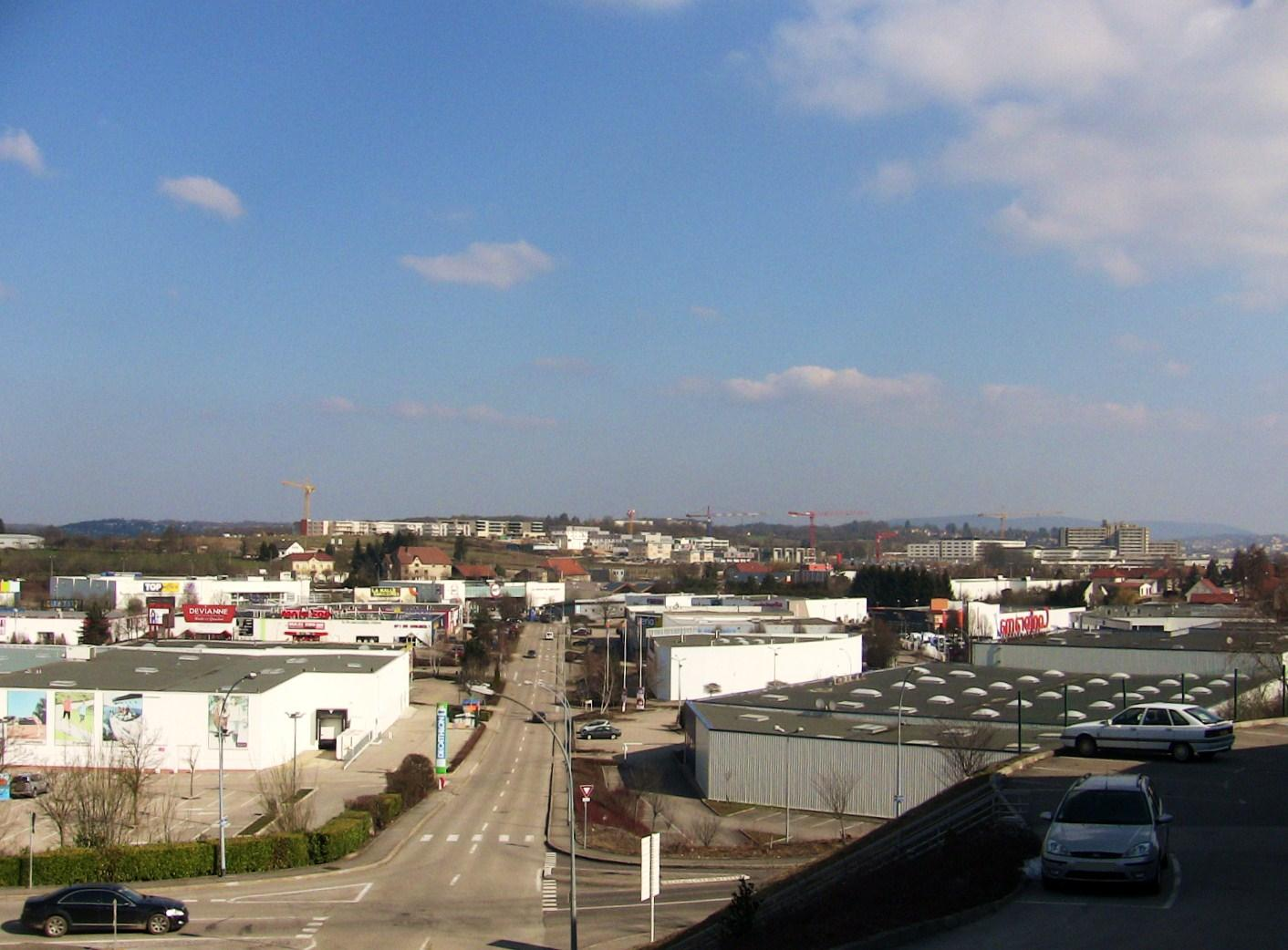
Une rue typique du secteur.

Le secteur de Châteaufarine est situé à l'extrême ouest de Besançon, entre celui d'Île-de-France et celui de la Belle Étoile. Le nom viendrait d'un boulanger bisontin qui avait appelé sa ferme « château farine ». Anciennement, ce secteur était plus vaste et englobait celui d'Île-de-France ; il s'agissait alors d'une zone rurale où étaient cultivées des céréales et des pommes de terre. Dès les années 1980, le site est en pleine mutation, des dizaines de grandes et moyennes surfaces voient le jour. Jadis, plusieurs dizaines de fermes étaient construites sur le site. La plupart furent détruites comme la ferme de Prabey, qui céda sa place à Mammouth, puis à Géant dans les années 1970. D'autres furent conservées et furent le plus souvent réhabilitées en gîtes ou en petits magasins, le long de la rue de Dole. Outre ses quelques habitations, il ne reste rien de l'ancien Châteaufarine excepté l'école municipale construite en 1939, aujourd'hui inutilisée et l'école d'agriculture d'hiver créée en 1959, aujourd'hui communément appelée « centre de formation de Chateaufarine ». Aujourd'hui, ce secteur est la plus grande zone commerciale de Franche-Comté, avec de nombreuses grandes et moyennes surfaces.

##### Les Hauts-du-Chazal

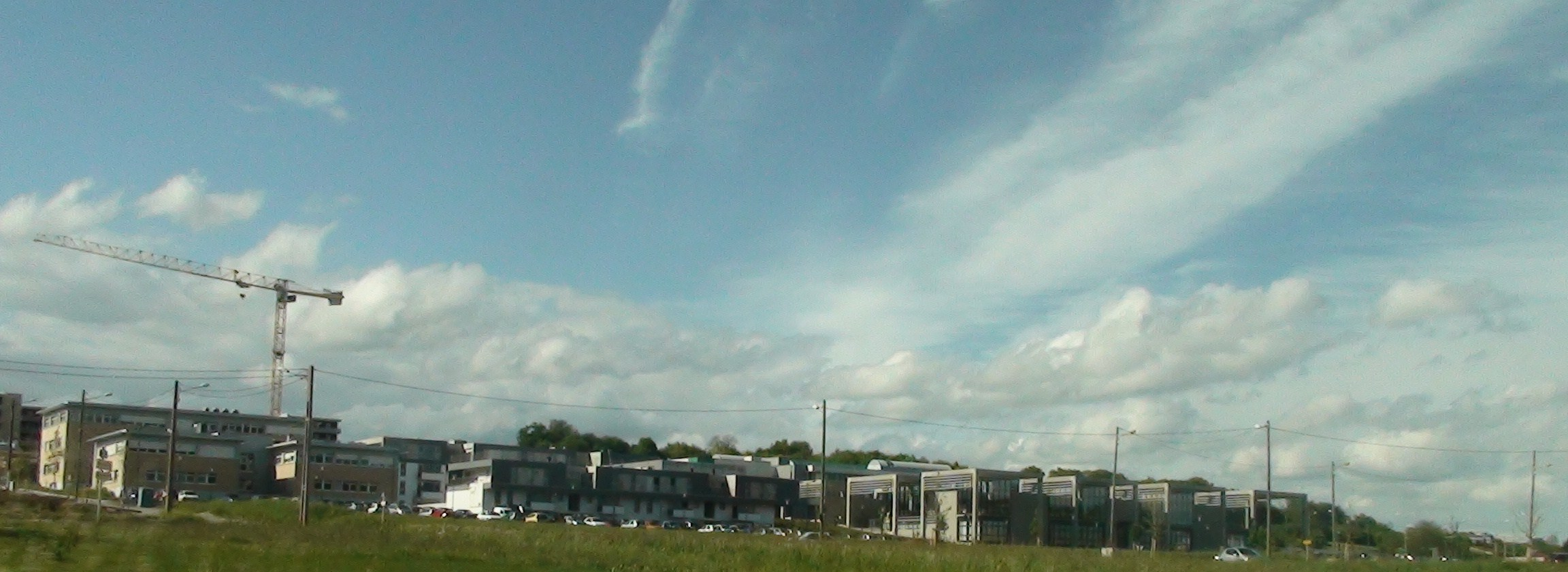
Les Hauts-du-Chazal en 2009.

Le secteur des Hauts-du-Chazal est situé au nord de Planoise. Il est limitrophe avec les secteurs Île-de-France, Châteaufarine ainsi qu'avec la commune de Franois. Le secteur des Hauts-du-Chazal est établi sur un site qui avait un caractère champêtre. De nombreuses exploitations fermières étaient répartis sur tout le site, comme celles de la famille Courtois, les fermes du Bois des Dames ou encore la grange de la famille Siméon. 
En 1983 l'hôpital Jean-Minjoz est inauguré. En novembre 1998, le conseil municipal de Besançon vote la création d'une zone d'aménagement concerté, prévoyant que le secteur des Hauts-du-Chazal deviendrait le nouveau pôle hospitalier de la ville. Cette ZAC de 45 hectares (0,45 km2) accueillera un pôle santé, un secteur d'affaires et une zone résidentielle. Il est prévu qu'à terme, environ 1 200 logements soient construits en 2020, dont 20 % de logements sociaux. Le secteur est relié depuis 2014 par le tramway de Besançon aux principaux quartiers de Besançon et le centre-ville. 
L'UFR Santé de l'université de Franche-Comté comprend notamment une bibliothèque universitaire, un laboratoire d'anatomie et de recherche, un restaurant universitaire ainsi qu'un amphithéâtre de 800 places.

##### Zone industrielle de Planoise

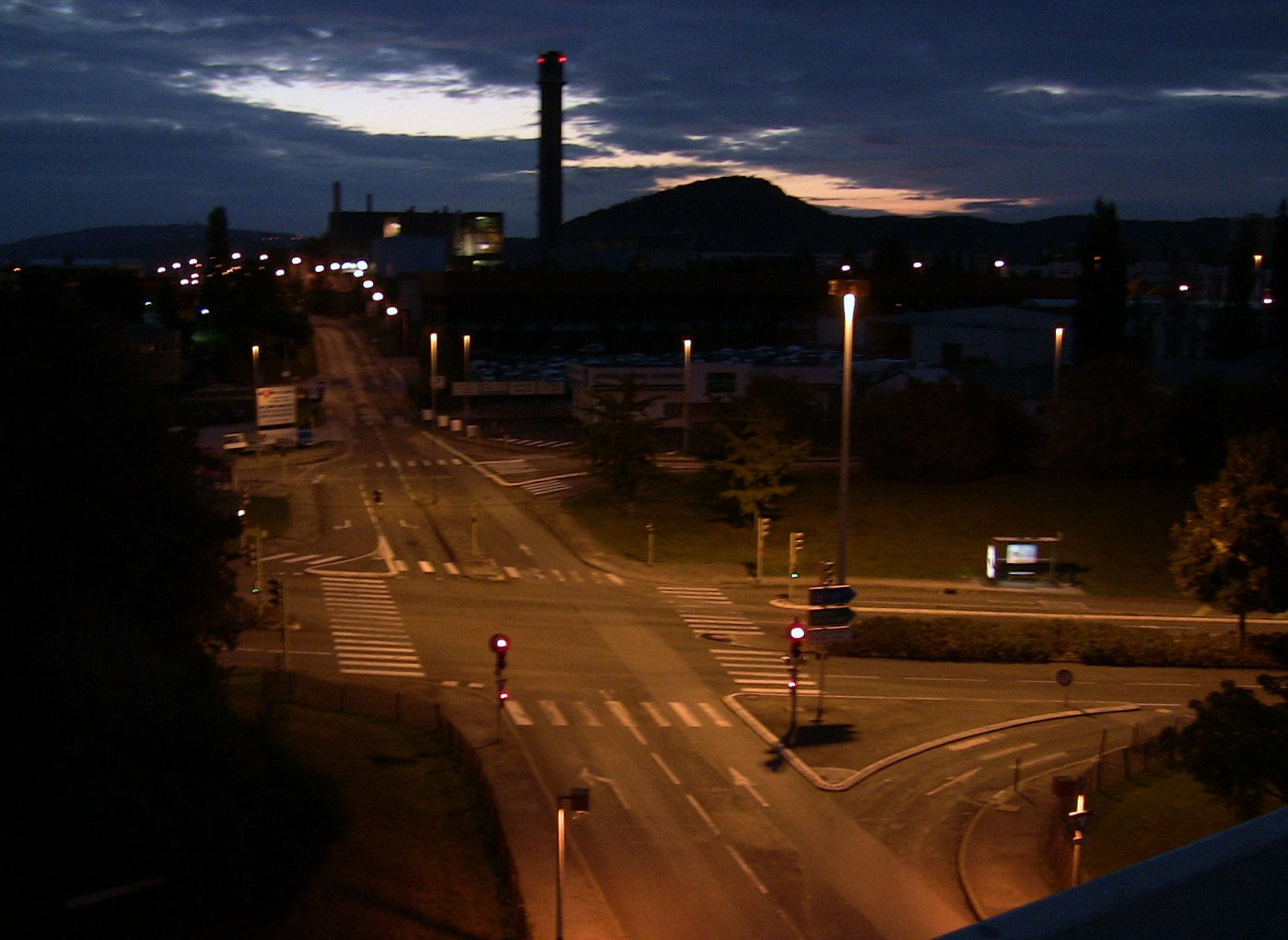
La Z.I. de Planoise, aujourd'hui secteur des Trépillots.

Dès le début des années 1980, le nouveau quartier dispose d'une zone industrielle : la zone industrielle de Châteaufarine. Devenue zone industrielle de Planoise durant les années 1990, elle est rattachée au début des années 2000 à deux autres zones industrielles annexes : la zone industrielle des Tilleroyes et la zone industrielle des Trépillots. C'est le nom de cette dernière qui sera gardé pour nommer le nouveau pôle industriel de l'ouest de la ville, aujourd'hui administrativement rattaché au quartier des Tilleroyes, et ne faisant donc plus partie de Planoise. Le secteur comporte un grand nombre d'entreprises notamment Metro AG et de nombreux entrepôts, comme l'un des entrepôts de bus Ginko ou les entrepôts de Carrefour, ainsi que les abattoirs municipaux de la ville, la principale déchèterie et l'un des deux centres Électricité de France de Besançon.

## Histoire

### Préhistoire
Le passage de chasseurs-cueilleurs remontant à 50 000 ans, durant la période du paléolithique moyen, a été attestée sur le site de Besançon. Les fouilles menées au cours des derniers siècles ont permis de révéler des traces d'occupation du site dès le Néolithique le long du Doubs, notamment au pied des collines de la Roche d'Or et de Rosemont, ces traces d'habitat étant datées de 4 000 ans av. J.-C. environ.
À Planoise, les plus anciennes traces de vie du site furent retrouvées dans le secteur des Époisses de fouilles archéologiques. Outre une pointe en silex dont la fabrication remonterait au Néolithique (3000 ans av. J.-C.), le musée des beaux-arts et d'archéologie de Besançon conserve trois bracelets en bossettes datés de la fin de l'âge du fer (500 av. J.-C.) ainsi qu'une lampe à huile et une burette toutes deux en terre cuite datant probablement de l'Époque hellénistique (entre le IVe et le Ier siècle av. J.-C.).

### Antiquité et Moyen Âge

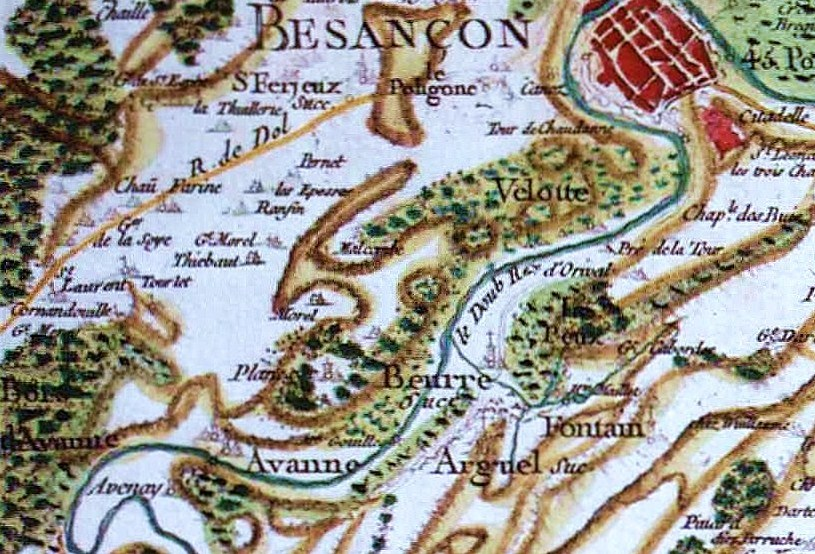
Carte de Cassini de Besançon-Planoise, entre 1757 et 1759. Il apparaît sur la carte de nombreux toponymes de lieux-dits, notamment la Malcombe et les Époisses, ou encore Château Farine. Le toponyme de Planoise est quant à lui, accolé à la colline du même nom.

Un flacon en bronze, une statuette représentant une Vierge à l'Enfant, ainsi qu'une lampe à huile en terre cuite, ont été retrouvés près du secteur des Époisses. Ils datent vraisemblablement de l’Époque romaine.
À la fin du XIIIe siècle, les terres de Planoise sont comprises de justesse dans les limites de la commune de Besançon, d'après la charte de Jean Ier de Chalon, régent du Comté de Bourgogne, qui fixa les limites de la ville. Au XVe siècle, le clergé acquiert les terres de Planoise ainsi qu'une partie de la colline.
Les premières traces écrites faisant référence à Planoise datent de 1435. Ce toponyme est formé par le mot latin planesium avec le sens de planus campus qui signifie plaine, « terrain essarté ». Le haut de la colline de Planoise présente en effet une surface à peu près plane qui fut pendant longtemps cultivée. Une autre hypothèse est avancée : le nom proviendrait de bois de planes, c'est-à-dire bois de platanes ; il y avait effectivement autrefois un grand nombre de ces arbres. De cette époque parviennent certains renseignements : Planoise était une vaste forêt (comparable à la Forêt de Chailluz). Très peu d'habitations existaient, les seuls riverains étaient des agriculteurs (pas plus d'une dizaine) qui cultivaient essentiellement des fruits et des légumes.
Plusieurs hameaux étaient répartis de part et d'autre sur le site de Planoise. Parmi eux, on retrouve certains toponymes qui aujourd'hui existent toujours. C'est ainsi que l'on retrouve encore actuellement des secteurs comme la Malcombe, Château Farine, les Époisses ou encore les Vallières qui furent des anciens lieux-dits du site (on peut également citer Planoise, qui fut également un lieu-dit toponyme de la colline). D'autres, comme Cornandouille (situé dans l'actuel secteur de Châteaufarine), la Bousserotte (situé dans l'actuel secteur de Cassin, au nord-est) ou la Louvière (situé dans l'actuel secteur de Cassin, au sud-est) furent des hameaux dont le nom a été évoqué pour nommer les secteurs de Planoise, avant l'abandon de certains de ces derniers, faisant disparaître en même temps ses anciens toponymes. À noter que jadis existaient également les hameaux de Saint-Laurent (situé dans l'actuel bois Monsieur) ainsi que de la grande et la petite Soyes (situés dans l'actuel Hauts du Chazal). Tous ces toponymes seraient apparus lors du Moyen Âge.

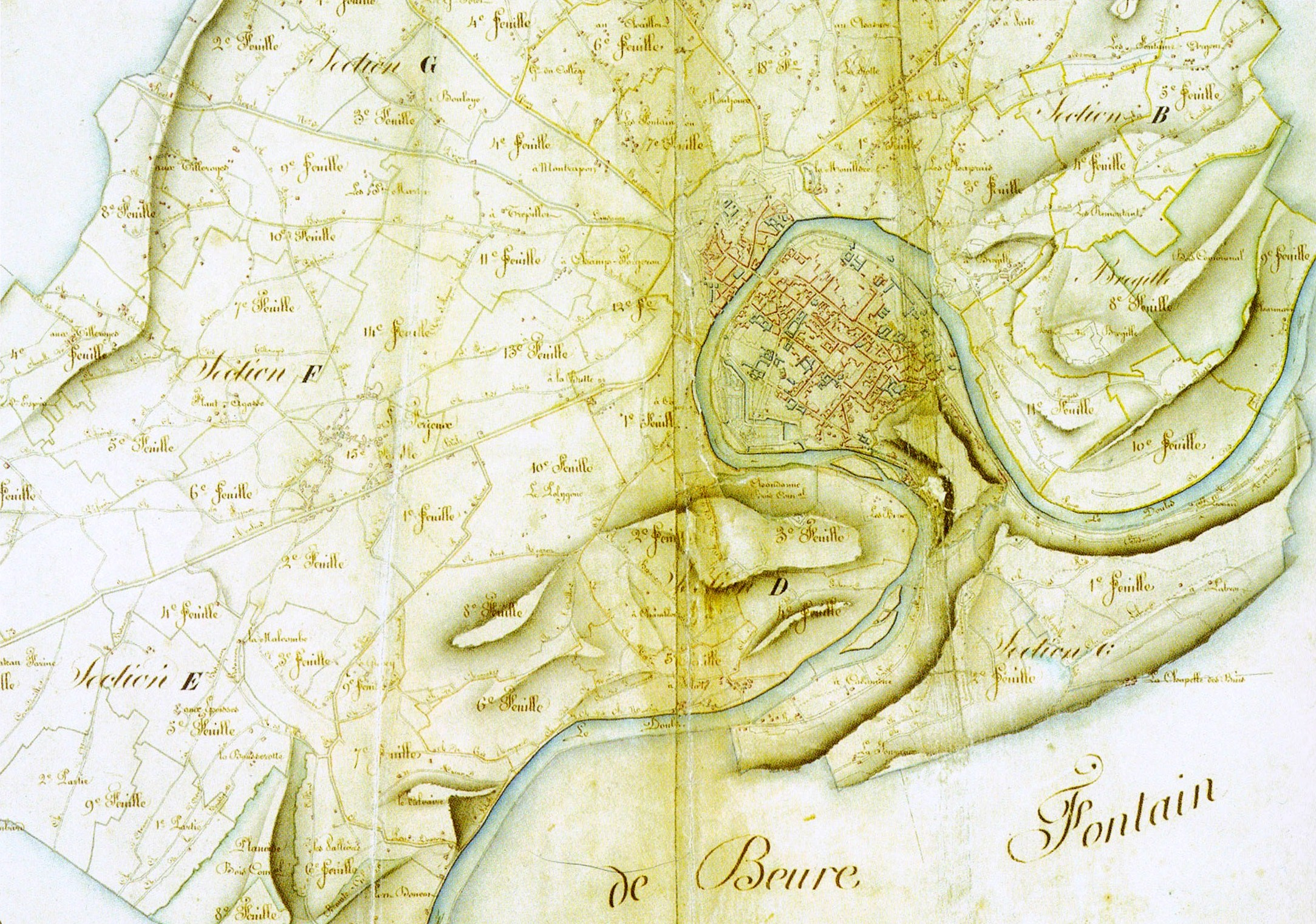
Cadastre de Besançon et environs, daté de 1832.

### Époque moderne
Entre le Moyen Âge et l'Époque contemporaine, le site reste peu habité. La seule évolution notable a été l'agriculture ; en effet, la majorité des agriculteurs présents se mirent à cultiver des pommes de terre. À la fin du XVIIe siècle, une décharge est aménagée dans l'actuel secteur de Cassin (nommé à l'époque « Cornandouille »). Cette dernière avait pour premier but l'enfouissement des déchets de la ville voisine de Besançon, mais servait également à combler la faille de Cornandouille.
Le 14 janvier 1815, le prince du Liechtenstein entreprend le siège de Besançon, et ses troupes s'installent à Saint-Ferjeux. Le général Marulaz tente de constituer des vivres pour ses hommes et sa cavalerie. Le lieu de ravitaillement le plus proche est alors situé à Avanne-Aveney. L'armée liechtensteinoise bloque donc le passage entre Saint-Ferjeux et Avanne-Aveney en occupant le site de Planoise. Le prince du Liechtenstein abandonne finalement Besançon, le 20 avril 1815.
Durant la Révolution française, le secteur ne fut pas ébranlé, contrairement au proche quartier de Saint-Ferjeux qui prit part à la rébellion contre l'Ancien Régime.

### Époque contemporaine

#### Avant la ZUP
Dès le début du XIXe siècle, un grand nombre de fermes sont construites et le site devient partiellement rural, regroupant un peu plus d'une centaine d'habitants. Les seules traces actuelles de cette période sont un ancien lavoir en pierre, situé en périphérie du quartier urbain ainsi que le château Saint-Laurent et quelques fermes situées à la sortie de la rue de Dole. Le lieu le plus important était alors le château Saint-Laurent, qui appartenait à l'époque à la famille noble Buyer. La chapelle baroque intégrée au bâtiment attirait tous les dimanches les paroissiens du secteur.
Le site de Planoise est en pleine expansion agricole après la Seconde Guerre mondiale, la démographie augmente également assez rapidement avec un total d'environ 800 habitants, malgré une légère baisse d'environ 200 habitants entre 1940 et 1950. Les fermiers cultivaient alors des terres allant de Châteaufarine à Saint-Ferjeux en passant par Planoise et l'Amitié. Ils produisaient essentiellement des pommes de terre, des céréales comme le blé ainsi que des légumes. L'exploitation de la famille Humbert était la plus importante du site, ils étaient en partie propriétaire et en partie locataire de leurs terres, et possédaient plus de 60 hectares alternant prairies et cultures. Ils possédaient également quelques pieds de vigne sur Planoise et sur Rosemont, ainsi que des chevaux et des vaches. De nombreux saisonniers venaient travailler pendant la saison des récoltes, parfois des gens du coin et parfois des portugais.
La Première et la Seconde Guerre mondiale ne concerneront que très peu le quartier. Aucun fait particulier lié à ces deux guerres n'a été signalé, si ce n'est la mort probable d'un soldat américain et la destruction de quelques fermes situées rue de Dole. Cependant, quelques bombardements ont été signalés sur le site juste avant la libération de Besançon le 8 septembre 1944, la ferme Humbert ayant servi d'abri de fortune. D'ailleurs, son propriétaire, Marcel Humbert, avait par la suite caché ses chevaux et ses vivres car les nazis réquisitionnaient tous les véhicules, bêtes et vivres avant de s'enfuir.
Dès la fin des années 1950, Planoise est voué à devenir une importante ZUP (zone à urbaniser en priorité), ce qui ne laisse pas d'autre choix aux agriculteurs que de partir. Certains s'installeront dans la campagne franc-comtoise, mais d'autres reconstruiront leurs fermes à quelques centaines de mètres. Quelques années plus tard, ces derniers seront confrontés à une nouvelle expropriation lors de la construction de la zone de Châteaufarine.

#### Démographie à l'origine du quartier
Au milieu des années 1950, la ville de Besançon fait face à un réel problème démographique : la croissance de la population bisontine est l'une des plus fortes de France, juste derrière celle de la ville de Grenoble. Il faut alors construire de nouveaux logements pour répondre à la demande,. Le quartier de La Boucle, correspondant au centre historique de la ville, est déjà saturé, et les terrains adjacents à ce secteur appartiennent à l'Armée, qui refuse de les céder ou alors pour une lourde somme. Pourtant, il devient impératif de construire de nouveaux logements en dehors de la vieille ville.
Les quartiers de Clairs-Soleils, Montrapon-Fontaine-Écu et le secteur des Orchamps sont déjà en cours d'aménagement, mais la morphologie du terrain ne permet pas la construction, nécessaire, d'une large ZUP.
Les autorités municipales se sont alors longtemps penchées sur le problème du lieu d'accueil d'une future ZUP ayant une superficie suffisante pour répondre à la croissance démographique. Après avoir rapidement écarté une expansion vers le sud qui se révélait impossible à cause du relief montagneux de la colline Saint-Étienne, l'équipe municipale a réfléchi sur une expansion vers l'est qui fut elle aussi inconcevable, la ville étant déjà aux limites de son territoire avec la construction du quartier des Orchamps, et une urbanisation du secteur de la Vaites qui fut elle aussi écartée à cause sa petite capacité d'accueil. Enfin, une expansion au nord-est n'est pas envisageable à cause d'un relief posant des problèmes d'assainissement insolubles, et le nord-ouest de la ville étant déjà occupé par le nouveau secteur du Campus.
La solution réside dans une bourgade située à 3 km à l'ouest du centre historique : Planoise. Ces 3,5 km2 peuvent accueillir une grande population.

#### Conception de Planoise
Planoise était conçu comme une ville nouvelle, d'ailleurs le maire de l'époque, Jean Minjoz, en dira le 18 novembre 1960 « cette future cité sera une véritable petite ville au sein de Besançon ». Jacques Gagey, en qualité de rapporteur présenta le 24 janvier 1964 au conseil municipal le plan de masse d'urbanisation à Planoise, il dira : « je crois que nous avons là une des réalisations les plus importantes prévues en villes satellites actuellement sur le territoire français ».
Le futur quartier est imaginé et construit par l'architecte Maurice Novarina et ses collègues Barres, Jabeuf et Robert.
Planoise devait s'établir sur 128 hectares, et comporter un total de 13 109 logements, répartis sur cinq quartiers : le quartier central (1 737 logements) conçu comme un centre-ville qui devait être ceinturé par quatre quartiers périphériques : le quartier des Époisses (1 842 logements) dont l'emplacement est le même actuellement, le quartier de Châteaufarine (2 997 logements) actuel secteur d'Île-de-France, le quartier de la Louvière (3 171 logements) à l'ouest de Planoise et le quartier de la Bousserotte, actuel secteur de Cassin (3 362 logements),. On prévoit alors à l'époque que 40 000 personnes s'installeront dans la zone résidentielle flambant neuve.
Le coût total de la construction du nouveau quartier avec tout ce que cela comprend (voiries, assainissement de l'eau potable...) est estimé à l'époque à 69 752 000 francs, financé par l'État à 30 % et à 70 % par la ville de Besançon.
Les quelque 1 000 habitants du secteur s'émurent du sort qui leur était réservé : partir soit à l'amiable, soit par expropriation. En effet, l'arrêté préfectoral du 18 janvier 1963 déclare « d'utilité publique l'acquisition des terrains bâtis ou non bâtis nécessaires à la création d'une zone d'habitation au quartier de Planoise, à Besançon et autorise la ville à acquérir soit à l'amiable, soit par voie d'expropriation les immeubles qui sont nécessaires pour la réalisation de l'opération envisagée ». Le journal Le Comtois tentait déjà le 18 avril 1962 d'alerter l'opinion publique sur le sort des habitants du secteur, mais cet article n'eut qu'un faible impact. En 1993, Jean Garneret recueillit divers témoignages des anciens riverains de Planoise et les intégra dans son livre intitulé « vie et mort du paysan ».

#### Début du projet
Le 18 novembre 1960, le statut de ZUP est officiellement reconnu et à partir de la même année, les premières expropriations débutent jusqu'à la fin de l'année 1962, où il n'y a plus aucun habitant sur le site. La totalité des terrains sont maintenant acquis par la ville de Besançon, achetés pour un total de 7 160 886 francs et cédés à la SEDD (société d'équipement du département du Doubs) en 1964, chargée de viabiliser le site avant de le laisser aux promoteurs. À la fin de l'année 1962, les travaux d'aménagement commencent.
En 1963, le collecteur destiné à recueillir les eaux usées du futur quartier est en cours d'aménagement. Il se raccorde à la ZI des Trépillots et traverse le secteur des Époisses et de la Bousserotte (Cassin) avant de contourner la colline de Planoise par le secteur des Vallières avant d'arriver à la station d'épuration de Port Douvot, dans le quartier de Velotte. Pourtant, en avril 1964, les travaux de voirie, d'assainissement et d'alimentation en eau ne sont toujours pas commencés.
Il faut attendre le 27 janvier 1965 à 11h30 pour que le premier sillon soit tracé au bulldozer et que les travaux débutent enfin. La même année débute la construction des blocs, et le 27 octobre 1967, les deux premiers appartements de Planoise sont terminés. Le 6 mars 1968, les parents d'élèves visitent le collège Diderot et le 1er juin 1968, le premier immeuble est totalement terminé.

#### La vie s'installe
À la fin des années 1960, les commerces essentiels sont encore mobiles. Le réseau téléphonique et électrique est toujours restreint. Les lieux de cultes (principalement chrétiens et musulmans) sont souvent des salles improvisées ou des halls d'immeuble. L'église Saint-François-d'Assise est érigée en 1972 et la mosquée Al-Fath seulement en 2007. La construction des centres commerciaux des Époisses et d'Île-de-France, respectivement en 1969 et 1975, constitue le premier développement notable du commerce.
En avril 1971, sur les 2 033 logements livrés, 1 885 sont occupés (dont 1 429 aux Époisses et 456 à Châteaufarine, actuel Île-de-France). À partir de 1968, les premiers habitants s'installent aux Époisses. La SEDD présente alors les résultats d'une étude sur les premiers Planoisiens : 82,6 % sont âgés de moins de 35 ans, 90 % des habitants sont français et les deux tiers des ménages étrangers sont européens, et plus de 55 % des habitants du quartier sont originaires de Besançon, un peu plus d'un tiers sont originaires d'autres villes et seulement 9 % d'origine rurale. Malgré la mauvaise image du quartier dans le reste de la ville à partir des années 1970 (cette image négative des grands ensembles commence en France à partir de cette époque) on constate un degré très inhabituel de satisfaction des habitants de Planoise. En effet, 40 % des enquêtés ont répondu que le confort était la principale raison de leur venue à Planoise, plus de 76 % n'ont pas l'intention de partir ailleurs et pour plus de 46 % Planoise est le meilleur lieu de résidence qu'ils connaissent.
À partir de 1985, le secteur de Cassin se développe ; il accueillera principalement les commerces de proximité. À la suite de l'abandon du projet initial qui prévoyait 13 109 logements répartis sur cinq quartiers, le secteur central sera finalement le troisième et dernier quartier de Planoise et prendra le nom de la place principale située en son centre : la place Cassin. Les constructions dans ce secteur seront plus petites que celle des Époisses et d'Île-de-France et essentiellement constituées d'immeubles et de maisons en copropriété.
Durant cette période, le quartier reste en pleine effervescence et la majorité des infrastructures sont construites. C'est alors « l'âge d'or » du quartier : sa croissance lui vaut à l'époque le surnom de « quartier soleil ».

#### De la ZUP à la ZAC
Dans les années 1950, beaucoup de français rêvaient d'avoir leurs petits HLM avec l'eau courante et l'électricité, de plus la situation géographique d'un grand nombre de ces quartiers facilitaient l'accès aux commerces et aux bâtiments culturels. Pourtant, à partir des années 1970, les grands ensembles avec des constructions démesurées commencent à faire peur. C'est ainsi qu'en 1973, Olivier Guichard alors ministre de l'urbanisme limite la construction des grands ensembles à 1000 à 2000 logements en fonction de l'importance de l'agglomération à laquelle ils sont attachés. Et à partir de 1977, plus de 50 zones urbaines sont réhabilitées.
Planoise n'échappe pas à cette règle, et l'urbanisation change alors à partir de cette époque. On décide alors de passer à un urbanisme de ZUP (barres HLM démesurées, peu ou pas de recherche architecturale) à une ZAC (immeubles de petite taille, harmonisation du paysage, liaisons routières plus pratiques, aménagement de commerces et services...). Le quartier devient alors très nuancé suivant les secteurs, des petits immeubles, des copropriétés et des maisons à Cassin et à Châteaufarine et des barres HLM de 10 à 12 étages en béton armé pour les secteurs des Époisses et d'Île-de-France.

#### De l'âge d'or à la crise des banlieues

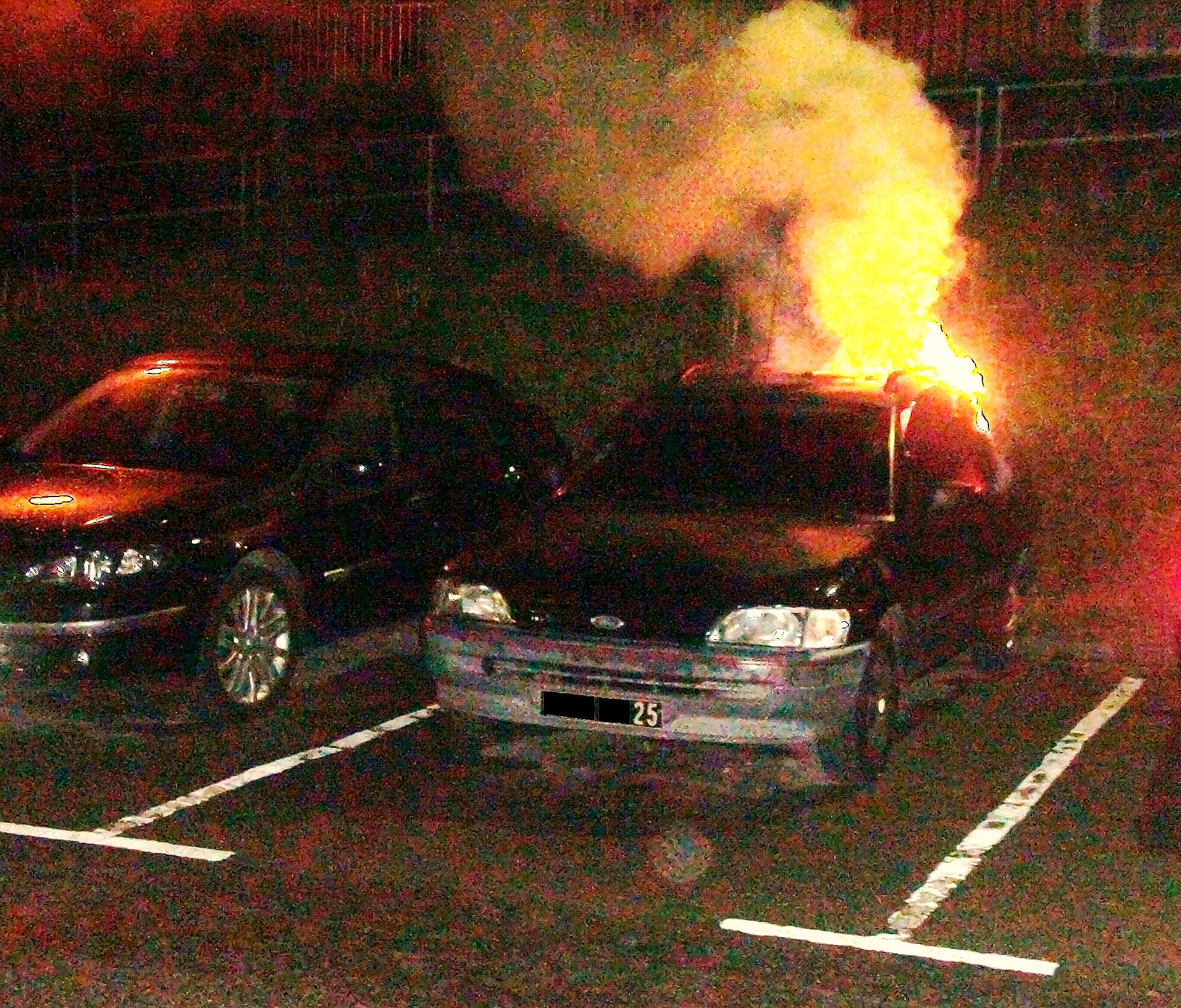
Voiture en feu dans le secteur d'Île-de-France, en 2009

Planoise, comme beaucoup de ZUP construites à la même époque, rencontre des problèmes économiques et sociaux. À partir de la fin des années 1980, le quartier passe d'un secteur prospère à une cité sensible. Guerre des gangs, trafics, braquages, agressions, chômage, promiscuité, dégradation du cadre de vie, « l'âge d'or » de Planoise est bel et bien révolu.
L'exemple le plus frappant est sans doute l'incendie du « Forum » durant les émeutes de 2005, provoquant la mort de Salah Gaham. De nombreux autres faits divers contribuent à la dégradation de l'image du quartier, comme l'agression de plusieurs policiers, qui s'est terminée en une véritable émeute, le 17 septembre 2009, ou encore le braquage d'un bus le 17 janvier 2009 par deux adolescents.
Pour enrayer la hausse de la criminalité à Planoise, la commune a tenté de réagir au plus vite, en construisant par exemple un commissariat à Cassin (bien que ce dernier ait été incendié) et en augmentant le dispositif policier dans le quartier. À la fin des années 2000, une partie de la ZUP est reclassée en zone franche urbaine, ce qui permet l'installation d'une quarantaine d'entreprises.
Malgré tout, les incidents qui ont fait la sulfureuse réputation du quartier restent assez marginaux, même si la délinquance à Planoise reste sensiblement la plus élevée de Besançon. Pourtant, les Planoisiens eux-mêmes ont une meilleure image de leur quartier que les autres habitants de Besançon.

#### Nouvel avenir?
Dans le cadre du PRU (programme de rénovation urbaine), Planoise connaît une réhabilitation sans précédent, de nouveaux secteurs voient le jour, comme les Hauts du Chazal, des bâtiments plus spacieux, plus pratiques et moins modestes se construisent (couleurs plus chaudes, hauteur correspondant à moins de sept étages...). Des espaces publics sont transformés et le paysage urbain restructuré (aménagement de la rue de Cologne et du parvis du collège Diderot).
La réhabilitation des anciens bâtiments concerne essentiellement le secteur des Époisses, mais aussi et surtout le secteur d'Île-de-France, où de nombreux taudis ont déjà été définitivement rasés fin 2009. Les bâtiments détruits devraient être remplacés par d'autres bâtiments reconstruits à Planoise, mais également dans d'autres quartiers de la ville, la municipalité encourageant la dispersion de la population sur l'ensemble de la ville pour éviter de nouveau une situation de promiscuité au sein du quartier.
De nouveaux projets sont aussi à l'ordre du jour, comme le tramway qui passerait à Planoise pour rejoindre Chalezeule. La municipalité a émis la possibilité d'une construction de gare à Planoise, d'ici à 2020.
Le quartier de Planoise reste néanmoins le théâtre de plusieurs règlements de comptes violents, des bandes rivales s'affrontant sur fond de trafic de stupéfiants. Entre novembre 2019 et mars 2020, des bandes rivales s'y sont affrontées pour le contrôle du trafic de drogues : 18 fusillades avaient alors fait un mort et onze blessés.

## Économie
Les habitants du quartier de Planoise sont parmi les plus pauvres de la ville et de la région, les habitants du secteur d'Île-de-France ne touchant que 6 100 € par an en moyenne et ceux du reste du quartier ne touchant pas plus de 10 000 € de salaire par an. Dans ce même secteur, environ 47 % des ressources des ménages sont constitués principalement d'aides sociales, et environ le même chiffre pour le reste du quartier.
L'économie du quartier est essentiellement fondée sur les commerces typiques, notamment à cause de l'immigration maghrébine et asiatique. En effet, nombre de ses magasins sont présents dans le quartier, notamment à Cassin. Toutes les boucheries de Planoise sont de type halal ou kascher et un grand nombre de restaurants et épiceries proposent ce même type de particularité. Outre le secteur alimentaire, des magasins de vêtements traditionnels orientaux sont présents dans le quartier ainsi que des « bazars » proposant des objets d'art et religieux arabo-musulmans.
La proximité du quartier avec le secteur de Châteaufarine est un atout majeur pour Planoise. Elle est la plus grande zone commerciale de la ville et de la région, avec son centre commercial comprenant une grande surface et plus de 70 magasins ainsi qu'une centaine de magasins répartis sur le site, essentiellement dans le secteur non alimentaire.
Aussi, le tout nouveau secteur des Hauts du Chazal qui comprend déjà le nouveau pôle hospitalier de la ville devrait prochainement accueillir un nouveau quartier d'affaires, en plus d'une zone résidentielle.

### Commerces et services

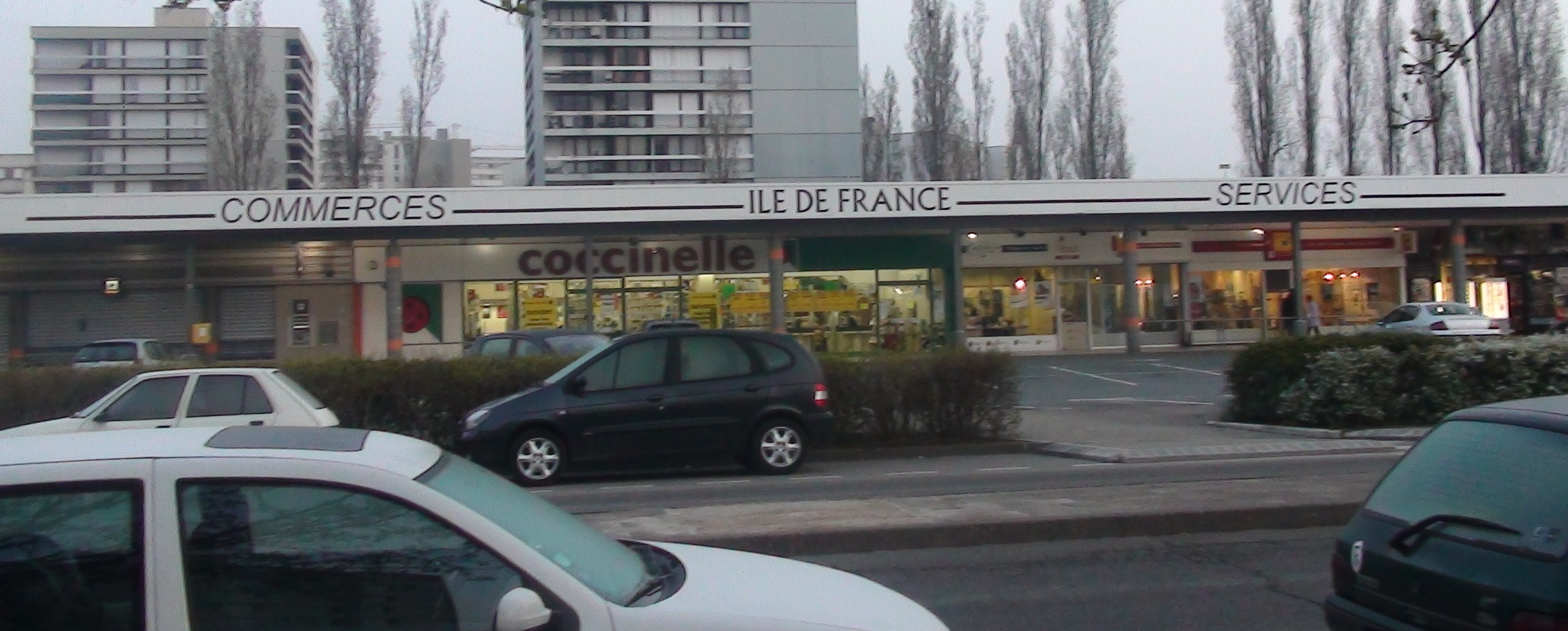
Le centre commercial d'Île-de-France

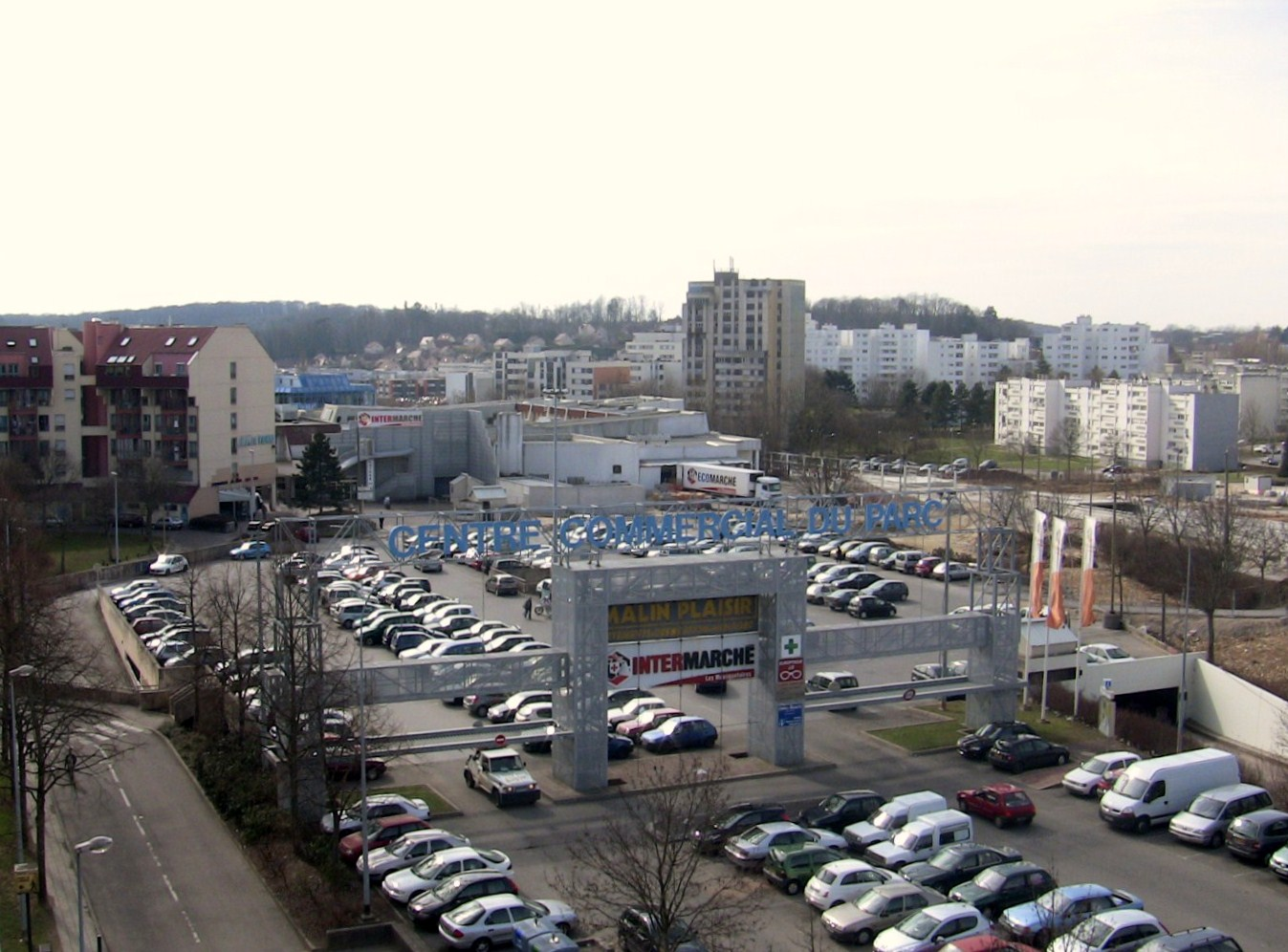
Le centre commercial du Parc (Cassin)

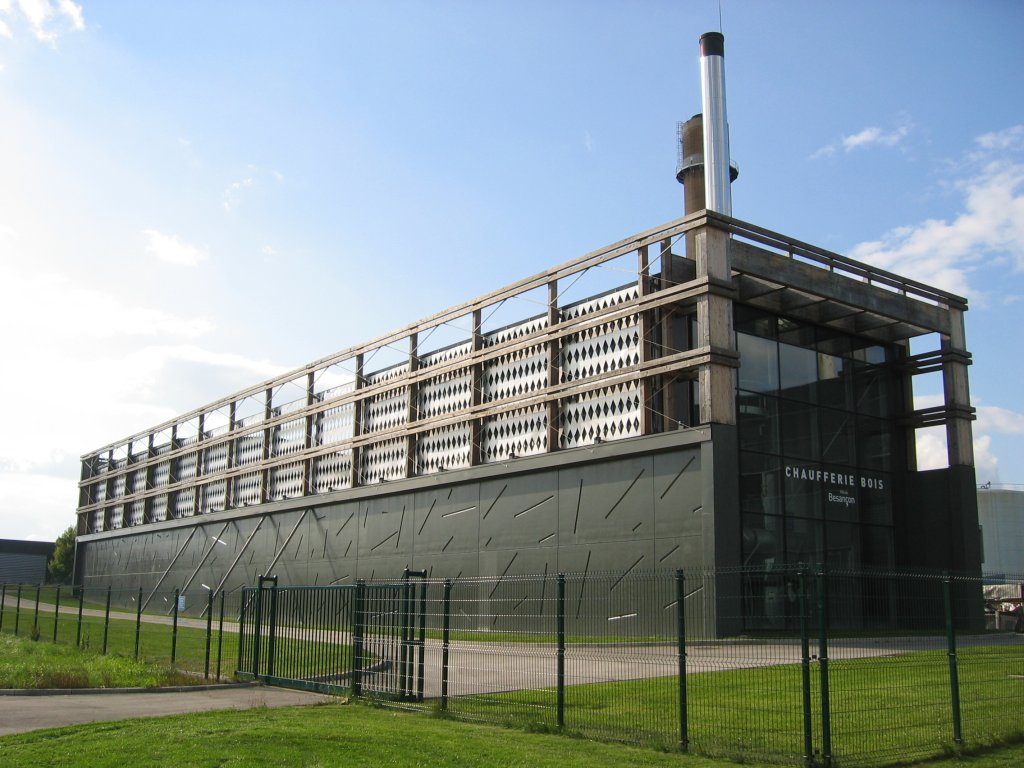
La Chaufferie de bois de Planoise

Le quartier offre de très nombreux commerces et services, notamment trois centres commerciaux : le centre commercial des Époisses (1969) regroupant plusieurs commerces et une moyenne surface Norma, le centre commercial d'Île-de-France (1975) regroupant huit commerces dont une moyenne surface Coccinelle, et le centre commercial du parc (1984) situé à Cassin, qui comprend un Intermarché, complété par le centre commercial de Châteaufarine avec ses 80 boutiques. Chaque secteur est desservi par les commerces essentiels (boulangerie, bureau de tabac, salon de coiffure…) mais le secteur Cassin tire son épingle du jeu, regroupant une grande partie des autres commerces de proximité comme la lingerie ou l'informatique, et regroupant aussi les principaux restaurants du quartier. Le quartier accueille aussi six hôtels, situés principalement près de Micropolis. Des marchands de kebabs viennent quotidiennement aux Époisses et à Île-de-France. Deux à trois fois par semaine, trois foires ont lieu place des Époisses, place d'Île-de-France et Place Cassin.
Planoise offre un bon panel de services : un bureau de poste, un centre SOS médecins, un centre Médecins du monde (ouvert depuis 1988), une agence du pôle emploi, une CAF, la trésorerie principale de Besançon, les Francas ou encore un Centre communal d'action sociale (CCAS).

### Entreprises
Il y a à Planoise un grand nombre de SARL, disséminées un peu partout dans le quartier. La zone « La Fayette » et « De Vigny » regroupent la grande majorité des « grosses » entreprises du quartier, spécialisées principalement dans l'informatique ou le taillage de pierres précieuses. À noter que le service régional de France Télécom se trouve à Planoise (dans le secteur de Cassin), ainsi que le siège de l'Insee Bourgogne-Franche-Comté.

### Industrie
Le quartier ne possède pas d'usine proprement dite ; il existe néanmoins la chaufferie de bois, construite en 1968, rue de Dole. En 1983, un four à charbon est inauguré, puis en 1994 vint le gaz. En juillet 2002, de nouveaux fours sont construits divisant ainsi les émissions de fumées par 100. Les fours à bois sont en construction la même année et inaugurés en 2004.
Jadis, le quartier possédait sa propre Zone industrielle (Zone industrielle de Châteaufarine), mais celle-ci fut finalement rattachée à deux autres zones industrielles, formant aujourd'hui le secteur des Trépillots, et située administrativement dans le quartier des Tilleroyes (le secteur ne fait donc pas partie du « Grand Planoise »).

### Emploi
Au recensement de 1999, Planoise comptait 8 530 actifs, soit plus de 40 % de la population totale. Ces emplois se répartissaient très majoritairement dans le secteur tertiaire (administration, enseignement, santé, commerce, services, transports, immobilier). Le taux de chômage de la population active atteignait 25 %, et 40 % chez les jeunes de 18-25 ans en 1999.
Répartition des emplois par domaines d'activité
|                   | Agriculture | Industrie | Construction | Tertiaire | dont Commerces | dont Services |
| ----------------- | ----------- | --------- | ------------ | --------- | -------------- | ------------- |
| Planoise          | 0,2 %       | 16,8 %    | 5,2 %        | 77,8 %    | 12,1 %         | 18,0 %        |
| Besançon          | 0,3 %       | 14,0 %    | 3,7 %        | 82,0 %    | 11,9 %         | 18,1 %        |
| Moyenne nationale | 4,2 %       | 18,2 %    | 5,8 %        | 71,8 %    | 13,2 %         | 19,7 %        |
| [ 63 ]            |             |           |              |           |                |               |

## Transports

### Transports en commun

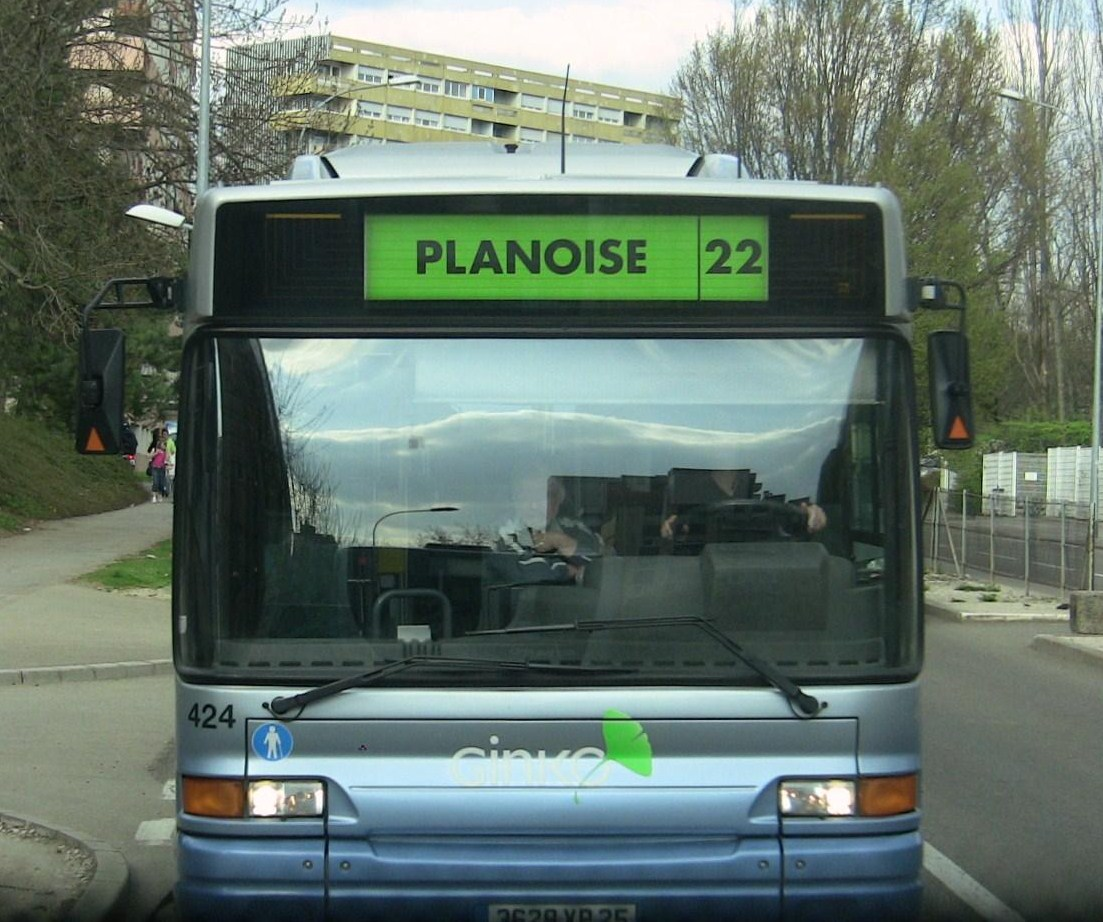
Un bus Ginko.

Le quartier de Planoise n'est qu'à une vingtaine de minutes du centre-ville par les transports en commun, il est desservi entre autres par les lignes  L4  7  10  22 , les lignes périurbaines  51  52  53  54  55  56  57  58  61  84  et les  Ginko Diabolo  D6  D10  du réseau de transport en commun Ginko. Le quartier est également desservi par les lignes  T1  T2  du tramway de Besançon.
La municipalité a aussi émis la possibilité qu'une gare soit construite d'ici à 2020 dans le quartier ; mais pour le moment la gare la plus proche est la gare de Besançon-Viotte. Viennent ensuite la gare de Besançon-Mouillère et la gare de Besançon Franche-Comté TGV, permettant de voyager vers les principales villes de la région ainsi que vers Dijon, Paris, Lyon, Strasbourg, Marseille, Lille, ou encore Nice. Enfin, la desserte aérienne se compose de deux aérodromes : l'aérodrome de Besançon-La Vèze et l'aérodrome de Besançon-Thise, mais les principaux trajets en avions sont organisés depuis l'aéroport de Dole-Tavaux à environ 50 km de la capitale comtoise.
Le quartier est donc doté de nombreux transports en commun. Seul bémol, il n'est pas desservi par un réseau de transport partageable, à l'image de VéloCité qui compte 200 vélos répartis sur 30 stations et de Citiz qui dispose d'environ 10 voitures sur 8 stations.

### Axes majeurs
Le quartier de Planoise est traversé dans sa partie nord par la rue de Dole – un des axes majeurs de Besançon – qui relie la ville avec Dole, Dijon et Chalon-sur-Saône, ainsi qu'à la A 36. Le boulevard ouest, qui est un prolongement « intra-muros » de la RN 273, traverse Planoise à l'est, et relie le quartier à celui de Velotte, ainsi qu'au centre-ville via le quartier de Tarragnoz. L'avenue François-Mitterrand relie le quartier au centre-ville via le quartier de la Grette-Butte.

## Politique et administration

### Politique
Les habitants du quartier de Planoise, avec ceux des Tilleroyes doivent élire tous les sept ans un conseiller général pour le canton de Besançon-Planoise. De 1988 à 2001, Jean-Louis Fousseret devenait conseiller général du canton avant d'être maire de Besançon et de laisser sa place à Danièle Tétu de 2001 à 2008.
En 2008, Barbara Romagnan (PS) devient la conseillère générale au second tour avec plus de 70 % des votes face à Martine Bultot (EXG) qui n'obtient qu'un peu moins de 30 % des voix.
Au premier tour Barbara Romagnan remporte 45,10 % des voix, suivie de Martine Bultot (EXG) avec 17,27 % des voix, de Michel Omouri (UMP) avec 9,84 % des voix, de Robert Sennerich (FN) avec 8,09 % des voix, de Xavier Chaput (MoDem) avec 7,83 % des voix, puis de Christophe Lime (PC) avec 6,1 % des voix et enfin Éric Morgen (Les Verts) avec 5,77 % des voix,.
L'élection cantonale française de 2008 a réuni un total de 4 574 votants, soit moins du quart de la population totale du canton.

### Éducation
Dans ce quartier, le secteur scolaire est particulièrement important avec 17 écoles (2 579 élèves), deux collèges (1 474 élèves) et deux lycées (2 066 élèves). Le collège Diderot ainsi que le lycée Victor Hugo forment les établissements les plus importants du quartier, tant au point de vue historique qu'au niveau des effectifs.

### Bâtiments administratifs
Bien que le centre-ville comporte la quasi-totalité des bâtiments administratifs de la ville, le quartier de Planoise est doté de quelques bâtiments d'une importance départementale et régionale, tels que les archives départementales du Doubs, situées à Cassin, le centre hospitalier régional et universitaire Jean-Minjoz ou encore la polyclinique de Franche-Comté, avec sa maternité et ses divers services pédiatriques.
Le quartier comprend également la fourrière municipale de Besançon, pouvant contenir jusqu'à 800 véhicules, une brigade douanière de gendarmerie, située dans le secteur des Époisses, trois crèches (la crèche des Époisses, la crèche du parc à Cassin, et la crèche d'Île-de-France), le logement/foyer les Hortensias, une maison de retraite située avenue de Bourgogne dans le secteur des Époisses.

### Santé

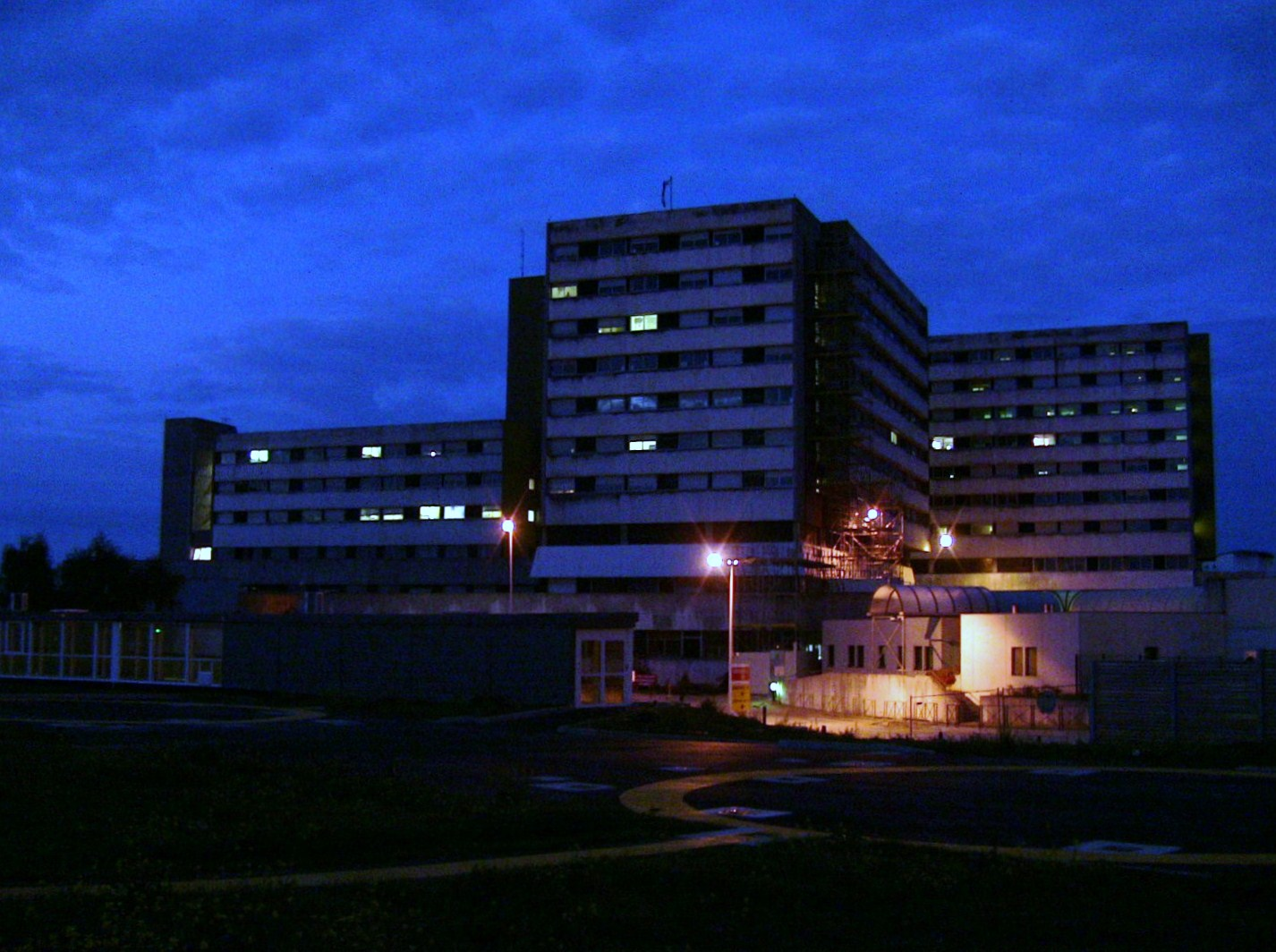
L'hôpital Jean-Minjoz, de nuit.

La ville de Besançon accueille sur son territoire de nombreux établissements de santé dont le principal est le Centre hospitalier universitaire (C. H. U.) réparti actuellement sur deux sites (hôpital Saint-Jacques au centre-ville et Hôpital Jean-Minjoz à Planoise) mais dont l'ensemble des services seront rassemblés à terme (2012) sur le site de Minjoz. 

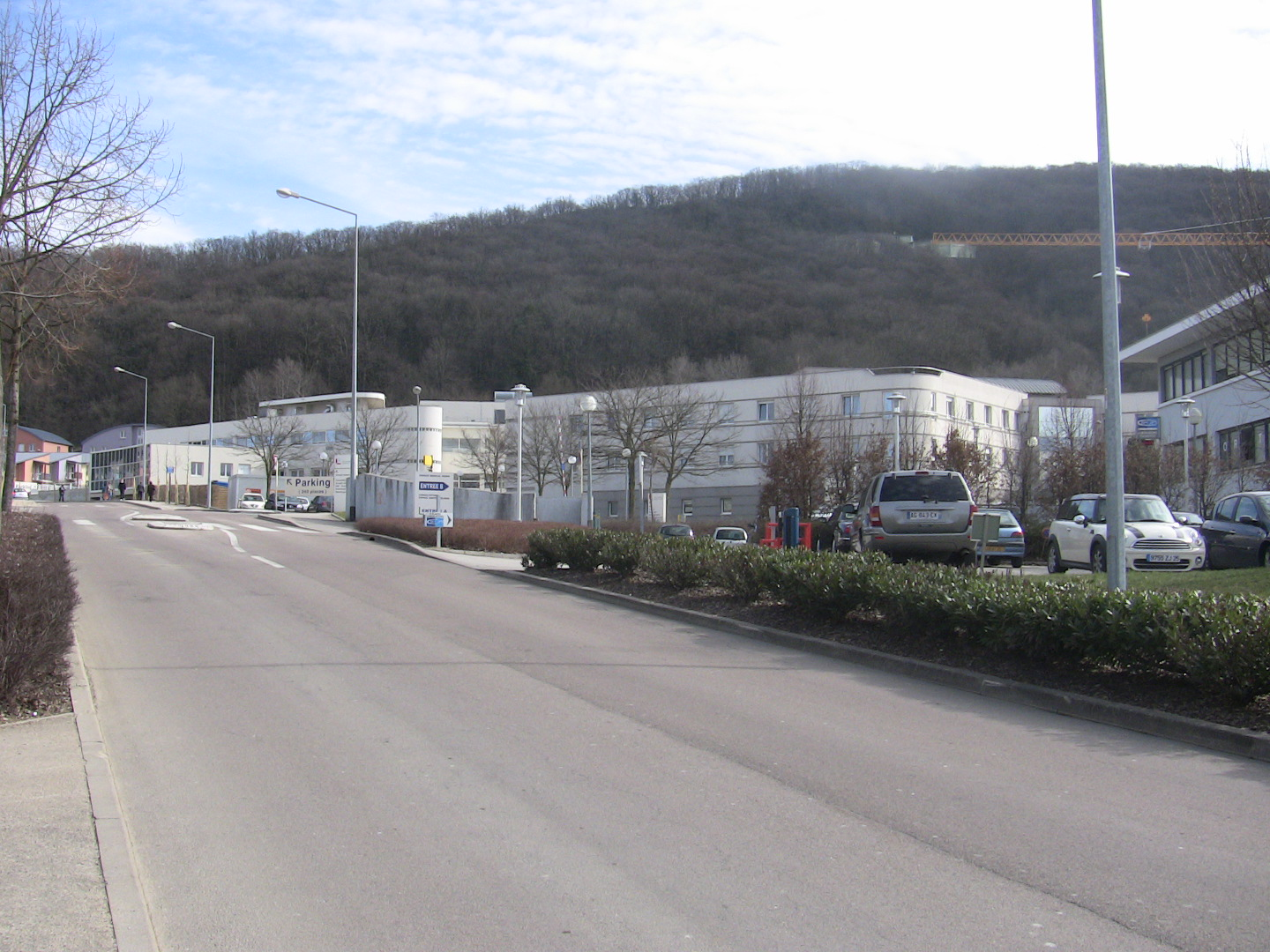
Aperçu du complexe hospitalier de la polyclinique de Franche-Comté.

 Le CHU de Besançon est particulièrement renommé dans les domaines de la bio-ingénierie, de la microrobotique appliquée à la santé et pour son pôle cancérologie. Le quartier accueille également la polyclinique de Franche-Comté avec sa maternité et ses divers services pédiatriques, dans le secteur de Cassin.

### Sécurité et justice

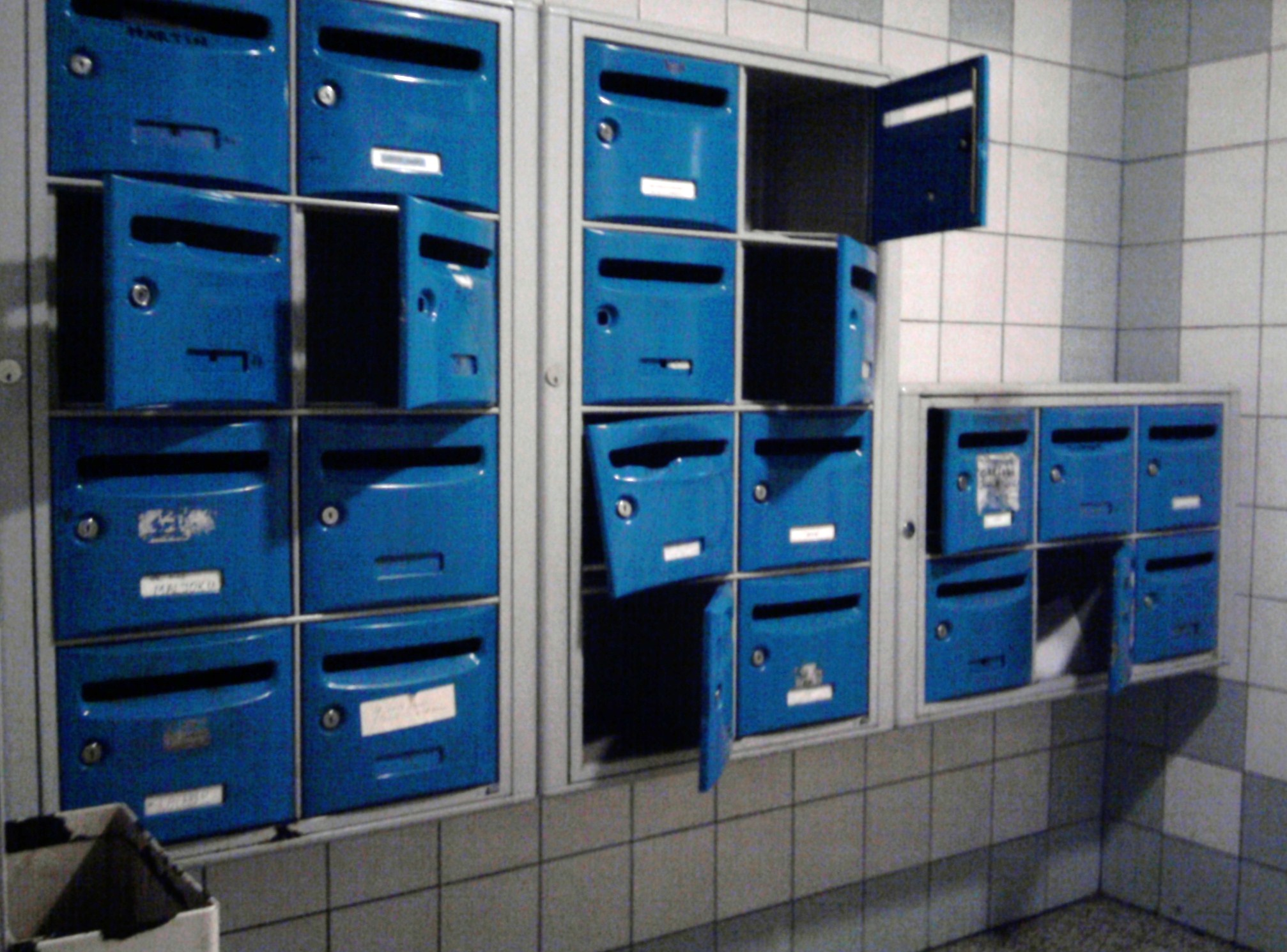
Exemple de vandalisme participant au sentiment d'insécurité : des boîtes aux lettres saccagées, à Île-de-France.

La politique de sécurité est devenue un des premiers enjeux du quartier, du fait qu'il est souvent considéré comme une zone de non-droit. En effet, de nombreux faits divers relayés par les médias et repris par les personnalités politiques ont largement contribué à la dégradation de l'image du quartier, aussi bien au niveau communal que régional. La dégradation du cadre de vie, les incivilitées et surtout l'atteinte aux personnes contribuent également beaucoup au sentiment d'insécurité. Afin de pallier ces fléaux, plusieurs solutions ont été proposées par les personnalités politiques.
En août 2010, après plusieurs incidents impliquant des deux-roues, le maire de la ville Jean-Louis Fousseret promet un renforcement des moyens, relayé par Michel Omouri (conseiller municipal UMP de Besançon) réclamant la mise en place d'un dispositif vidéo dans le quartier, bien que la conseillère générale du canton, Barbara Romagnan (PS), s'y soit opposée. Aussi, après que de nombreux abribus aient été détériorés dans le quartier, il est envisagé que la plupart soient modifiés pour accueillir un nouveau fond composé d’un grillage de métal à la place des vitres.
Concernant l'installation d'un commissariat de police, le sujet a déjà fait débat ces dernières années. Un petit commissariat de quartier existe place de l'Europe, mais il a été plusieurs fois la cible d'attaques dont une en 2007, où les locaux furent totalement détruits par un incendie criminel ; depuis il a été rénové, mais est très souvent fermé. En février 2011, Françoise Branget a écrit un courrier à Brice Hortefeux alors ministre de l’Intérieur, demandant la création d'un commissariat ouvert 24/24 place Cassin sans qu'il y ait de suites pour le moment.
Planoise dépend du palais de justice de Besançon situé au centre-ville (qui regroupe sur un seul site la Cour d'Appel, le tribunal de grande instance, le Tribunal d'Instance et le Tribunal de Commerce de Besançon) et de la maison d'arrêt de Besançon située dans le quartier de la Grette-Butte. Le secteur dépend également du commissariat de police central de la Gare d'eau. La ville comptait en 2008 au total 235 policiers (ADS compris) qui résolvaient en moyenne 14.5 affaires par personne, ce qui place la ville parmi les 25 meilleurs sur plus de 400. En 2009, le taux de criminalité pour 1000 habitants était de 66,88 %, plaçant la capitale comtoise en 204e position sur un classement de plus de 400 villes.

## Vivre à Planoise

### Tissu urbain

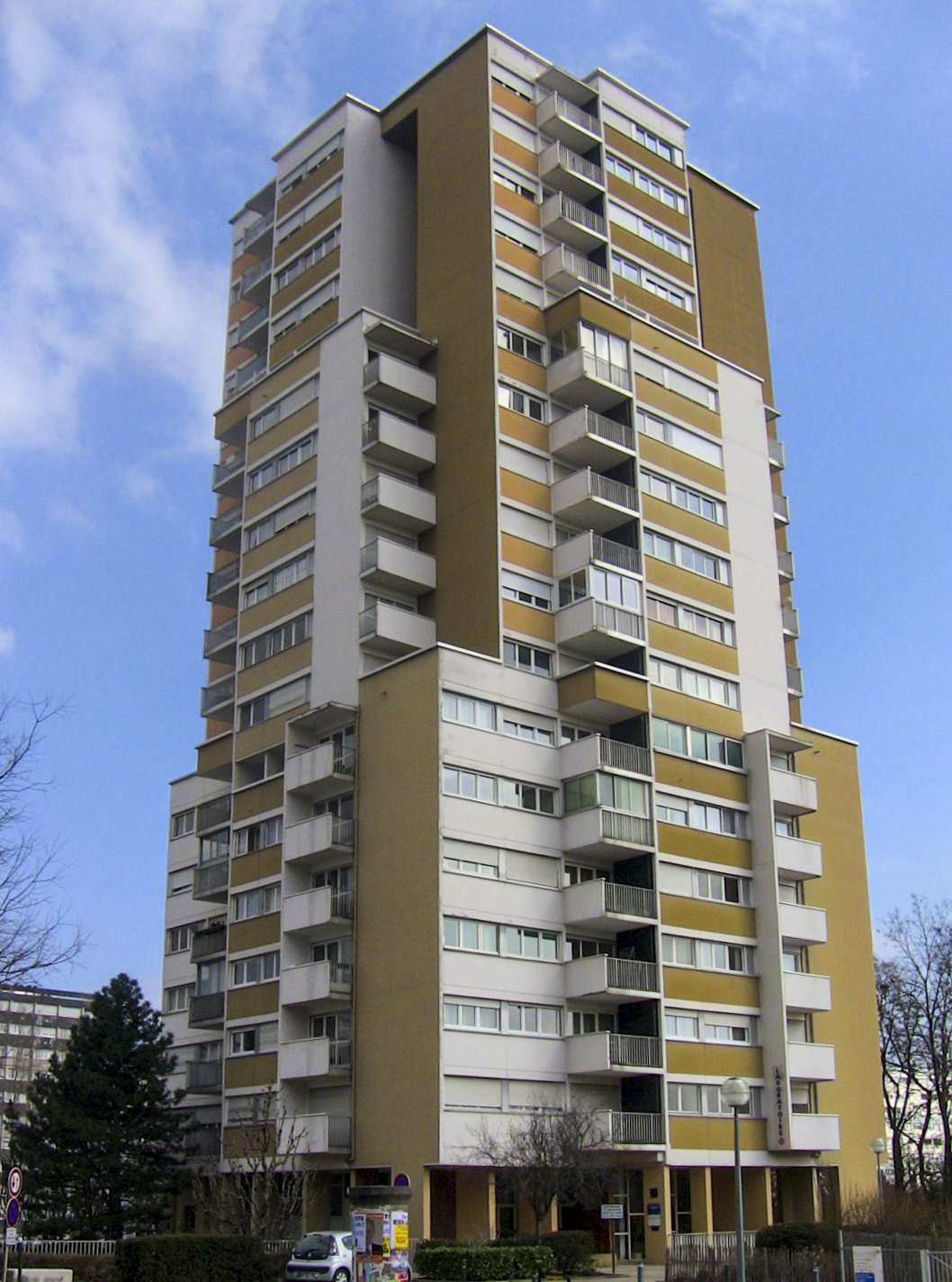
La tour de Planoise.

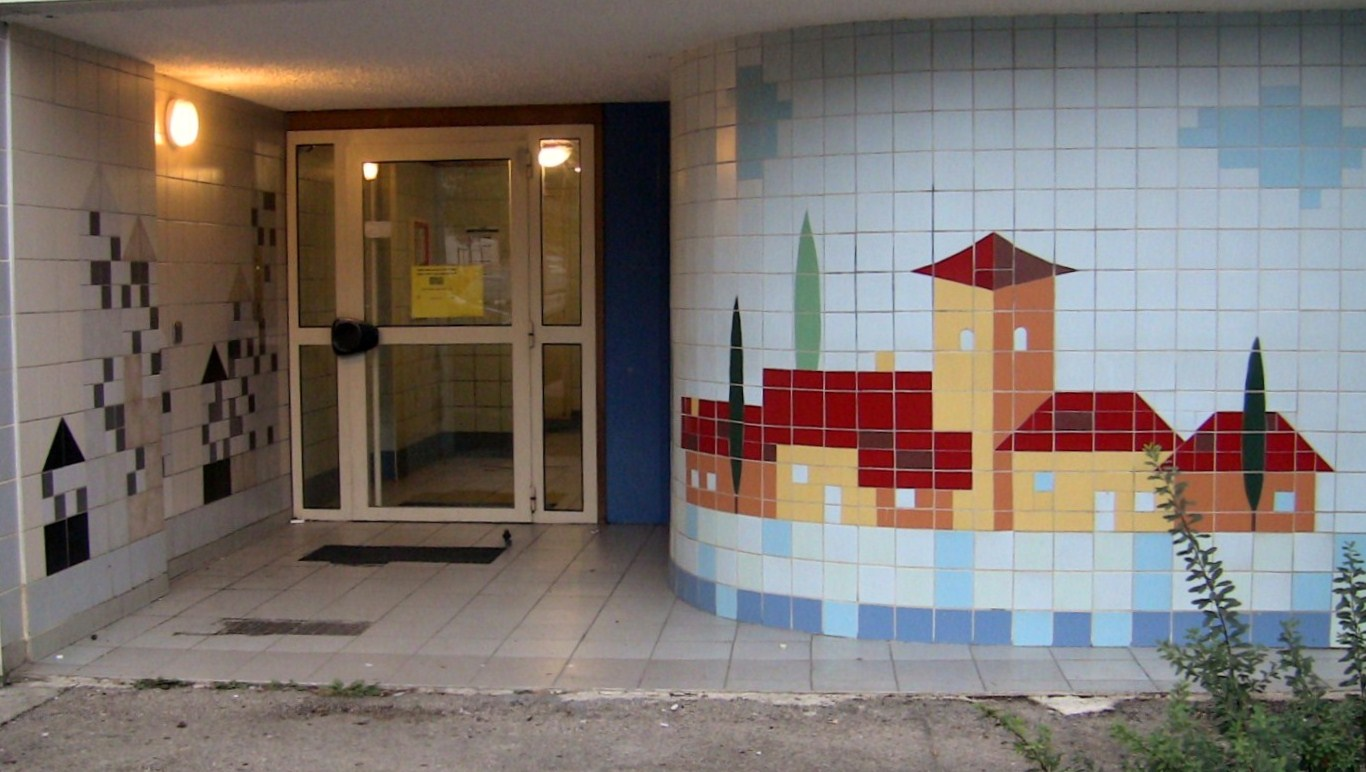
Une fresque en carreaux.

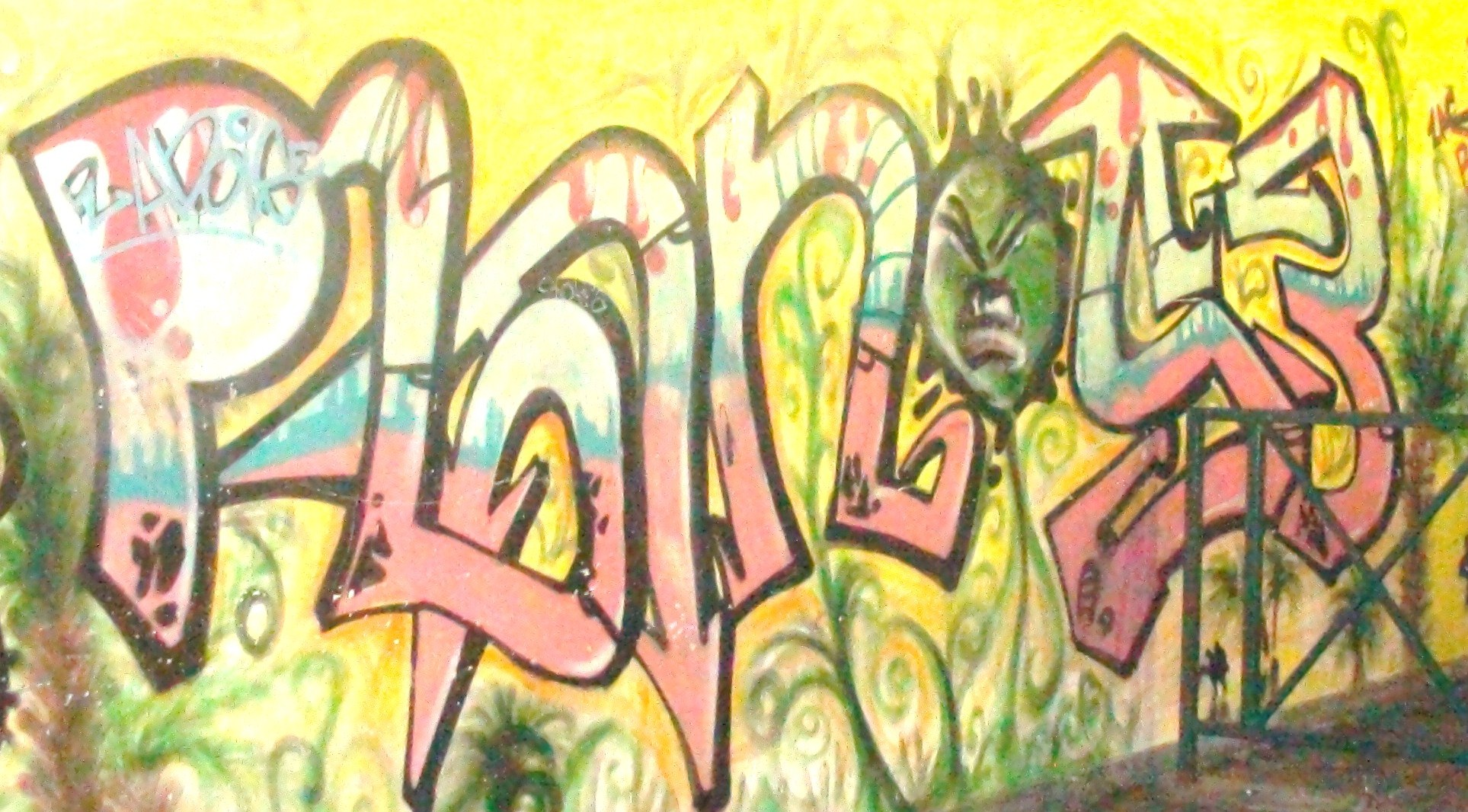
Tag avec marqué « Planoise. »

Construit « à la hâte » pour résoudre les difficultés démographiques auxquelles la ville de Besançon était alors confrontée, le patrimoine architectural du quartier, composé de plus d'une centaine de tours et de barres HLM ainsi que de résidences pavillonnaires, n'est pas d'un intérêt notable. Mais le quartier le plus ancien, la "Cité des Epoisses", oeuvre de l'équipe de l'architecte en chef M. Novarina, a reçu en 2014 le label Architecture Contemporaine Remarquable du Ministère de la Culture.  Le secteur des Époisses, avec Île-de-France regroupe les plus grands « blocs » de la région notamment le bloc d'Île-de-France, comparable à celui du Haut-du-Lièvre à Nancy. Toutes les habitations de Planoise sont des bâtiments ou des tours. 70 % sont des HLM et 30 % des bâtiments privés. Dans l'agglomération, près de Châteaufarine, il existe une centaine de résidences, principalement des maisons individuelles. Il y a aujourd'hui plus de 8 620 logements à Planoise dont près de 6 000 logements sociaux.
À Planoise, au moins cinq bâtiments peuvent être qualifiés de tours, et au moins quatre blocs mesurent plus de 250 mètres de longueur. D'imposantes tours, comme la tour de Planoise (18 étages, environ 40 mètres), la tour Miramas (17 étages, environ 30 mètres), la tour des Causses (14 étages, environ 25 mètres) ou encore la tour d'Île-de-France (14 étages, environ 25 mètres) constituent les plus hauts édifices de la région. Le bloc d'Île-de-France (environ 450 mètres de long), le bloc de Savoie (environ 300 mètres de long), le bloc de Franche-Comté et de Champagne (environ 250 mètres de long) font également partie des édifices les plus imposants de la région. Ils sont actuellement (2023) voués à démolition au nom de la "dédensification".

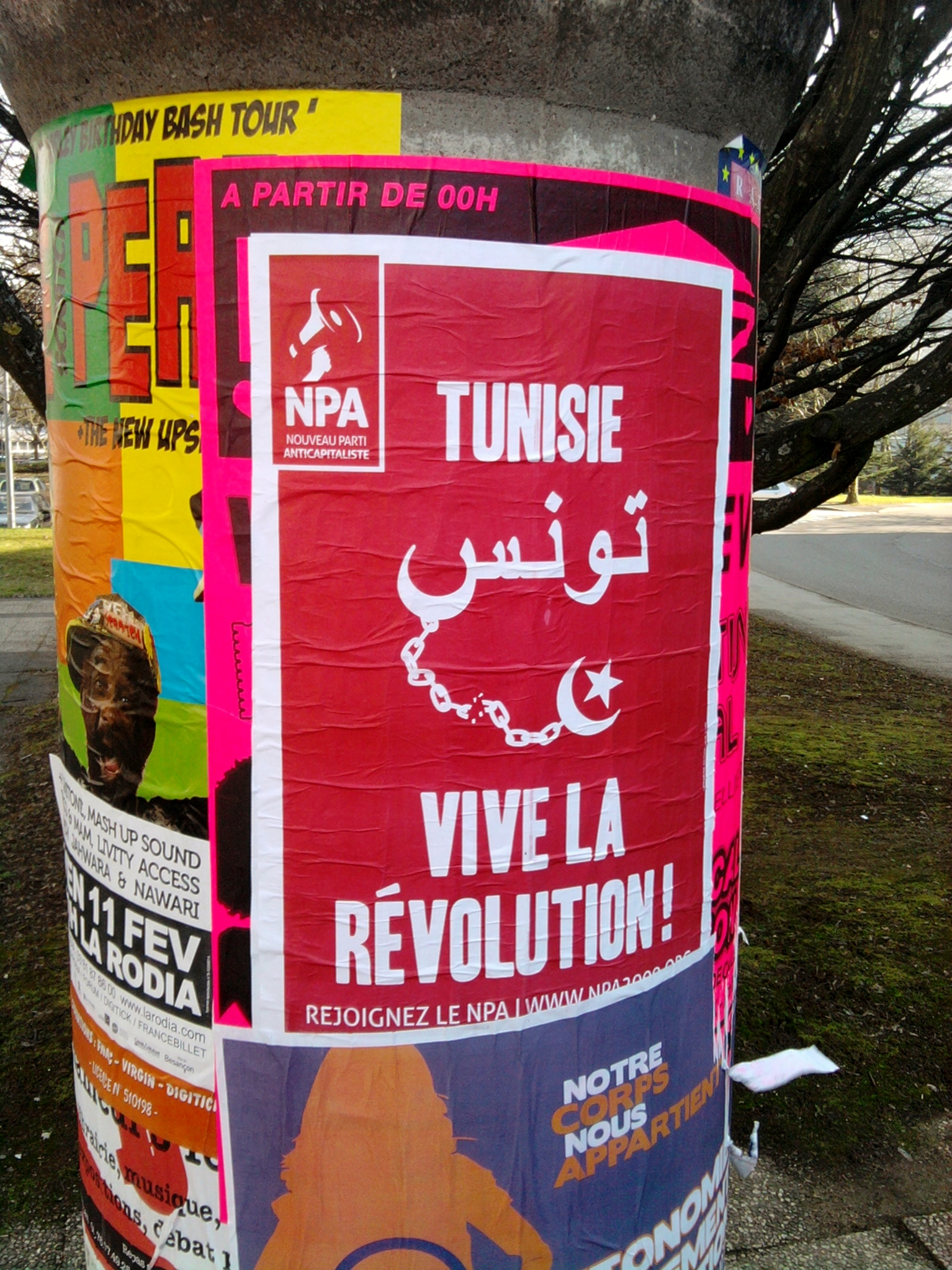
Exemple d'une virole à Planoise.

La municipalité a pourtant fait de grands efforts pour rendre certains bâtiments plus agréables visuellement. C'est ainsi que dans le secteur d'Île-de-France, au niveau de la rue du Languedoc, certaines entrées extérieures d'immeubles contiennent de petites fresques en carrelage, représentant un paysage franc-comtois. Dans d'autres bâtiments, notamment rue de Savoie, les façades sont colorées de part et d'autre avec de petits carrés peints (en vert, orange et jaune) donnant ainsi une impression « d'arc-en-ciel » en voyant l'immeuble de loin. Rue des Malines, dans l'ouest du quartier, la façade d'un bâtiment est totalement peinte dans sa largeur par une empreinte digitale, donnant ainsi la vision d'une véritable œuvre d'art.
Comme dans beaucoup d'autres zones urbaines, les graffitis font partie du quotidien. À Planoise, un grand nombre d'entre eux ornent les murs des bâtiments et des rues. Certains, considérés comme de véritables œuvres d'art, sont conservés, comme les tags de la passerelle de Planoise ou encore les tags du lycée Victor-Hugo. Le quartier est celui qui dispose du plus grand nombre de viroles de la ville, pour l'affichage publicitaire : il en compte 12, et six nouveaux supports verront le jour d'ici l'année prochaine portant à 18 le nombre total de viroles à Planoise sur les 87 que la ville compteras.

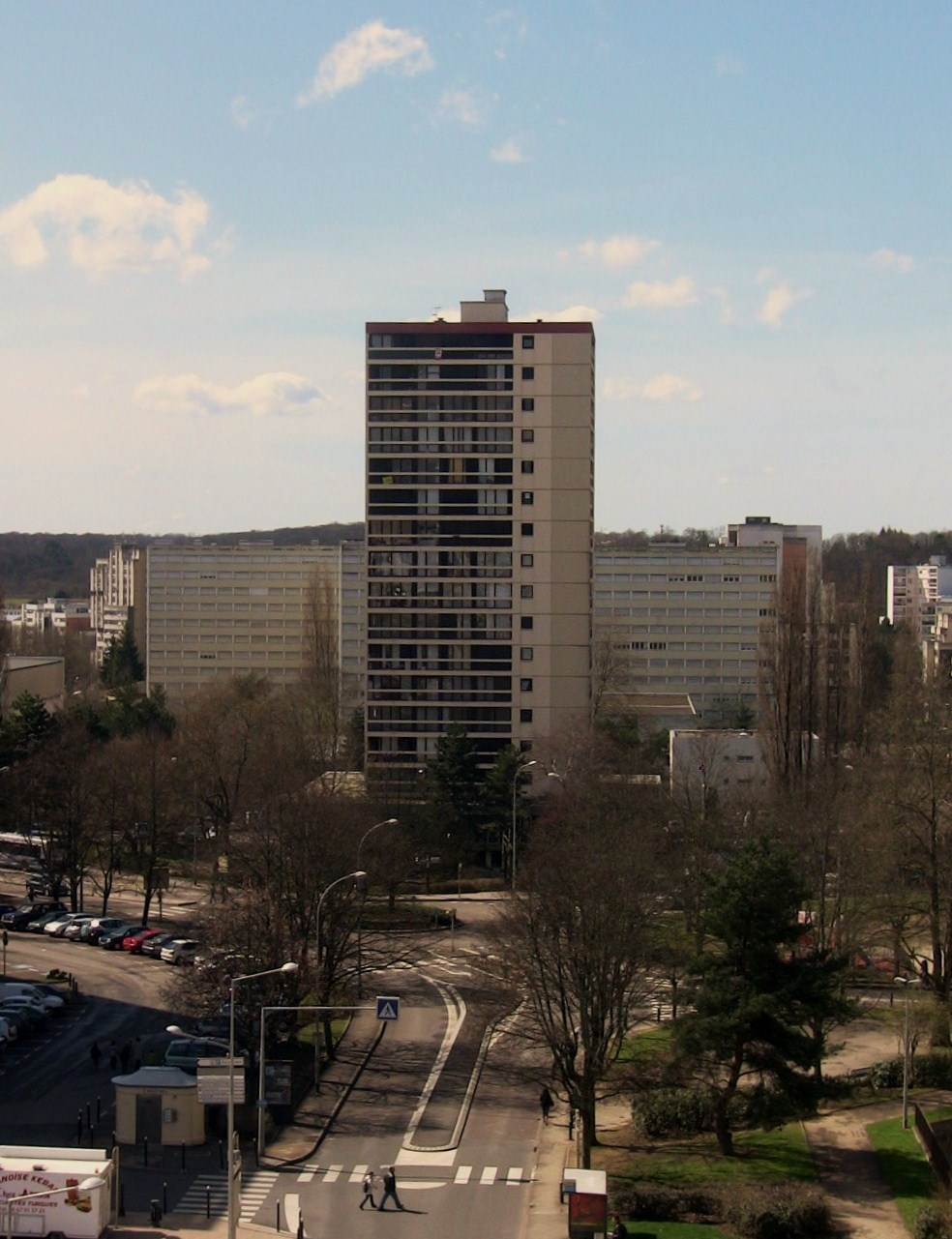
La tour Miramas.
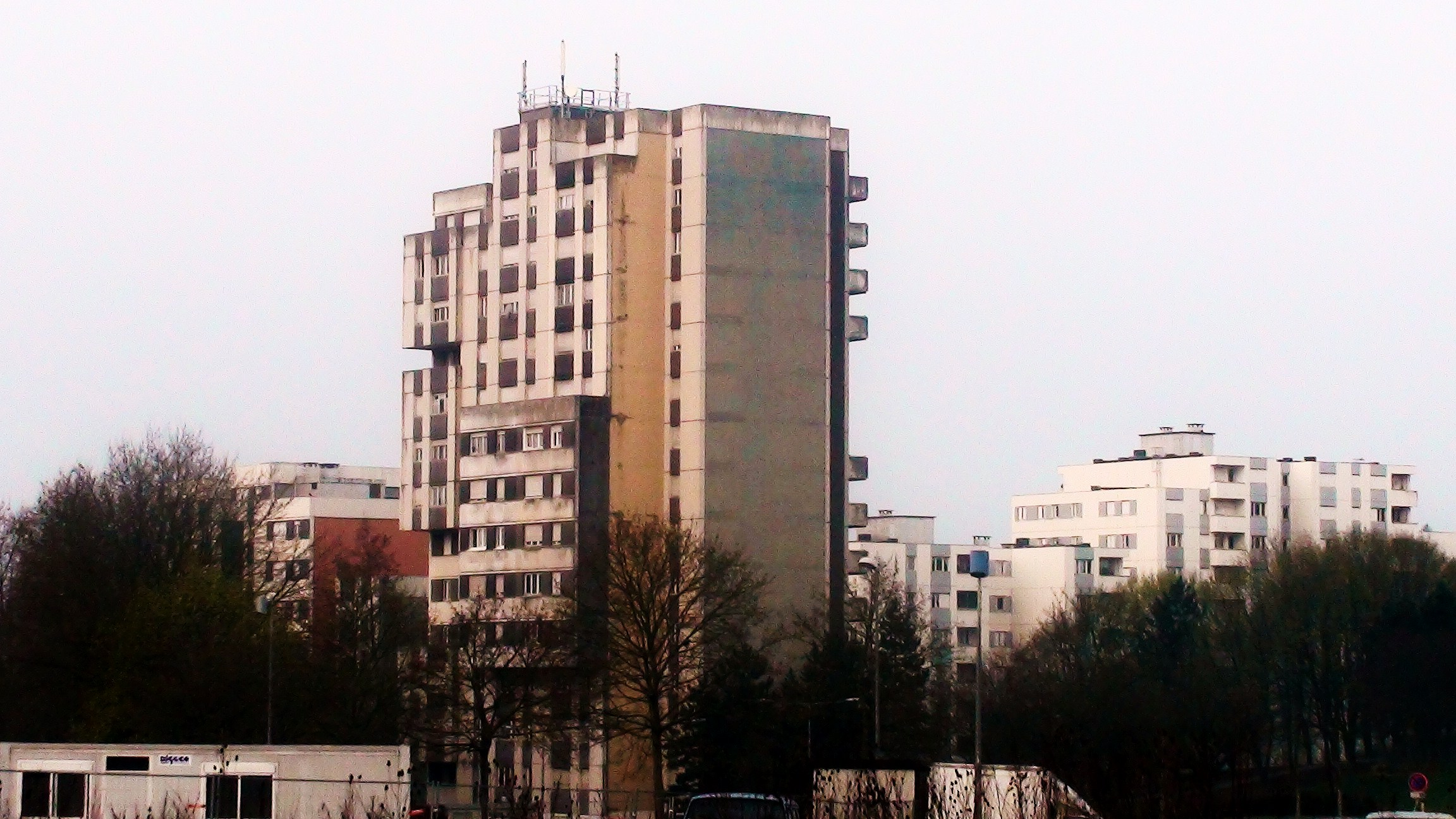
La tour des Causses.
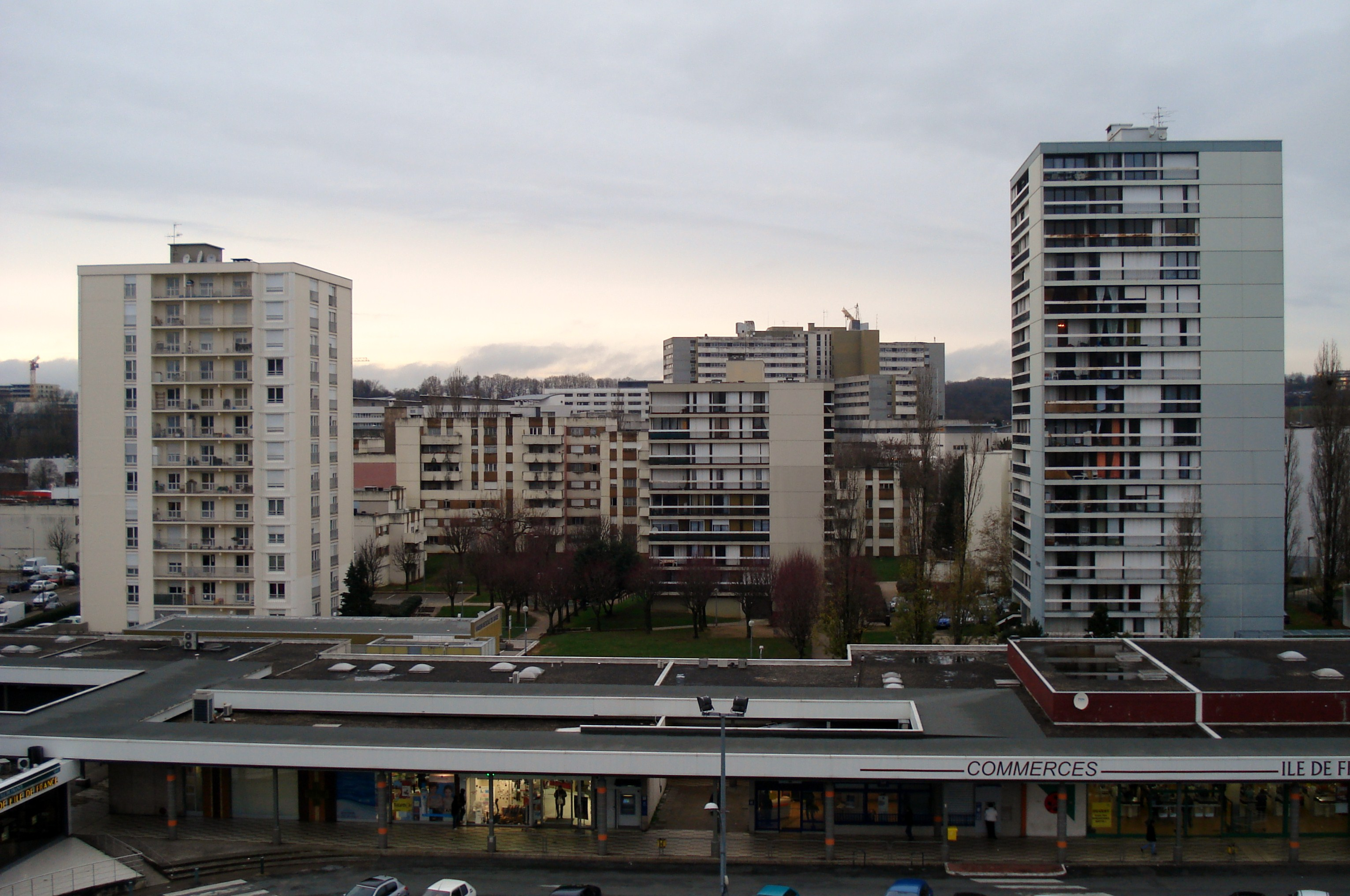
Les tours d'Île-de-France.
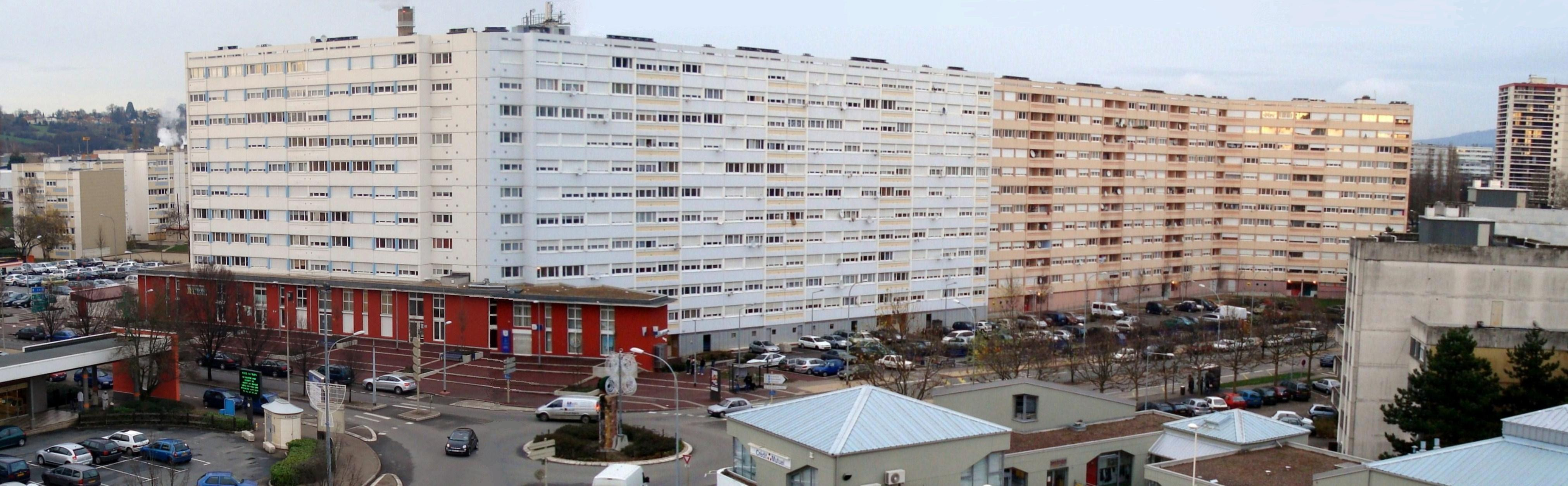
Bloc d'Île-de-France.
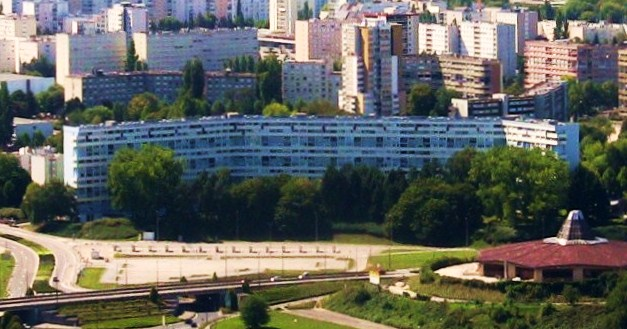
Bloc de Champagne.

### Médias

Le logo de Radio Décibels, avec comme fond les bâtiments du quartier

Le quartier de Planoise ne dispose pas de nombreux médias locaux, excepté le BVV ou Vu du Doubs. Cependant, le journal local de quartier La Passerelle a réussi à devenir une véritable fenêtre des habitants sur la vie locale du secteur. Il fut créé en 1985 et paraît 4 fois par an grâce aux dons des Planoisiens et des Bisontins. Planoise a aussi compté jusqu'à deux radios : Radio Sud, créée par Hamid Hakkar dans les années 1960 dans la cité de l'escale, elle déménagea dans le quartier à partir des années 2000 et émet toujours sur la fréquence 101,8 MHz. La deuxième, Radio Décibels était située rue de Cologne dans le secteur d'Île-de-France, avant de disparaître en 2006.

### Associations de quartier
Planoise compte un grand nombre d'associations, qui militent principalement pour la « réunion et l'entente des peuples » comme l'association franco-turque. Les plus importantes associations du quartier sont : l'association Pari, qui fut créée en 1981 aidant les jeunes du quartier dans leurs devoirs (assistance, compréhension...) et accueille environ 300 enfants par an. L'association propose aussi une initiation à l'informatique, des cours de français pour les adultes, divers ateliers culturels, multimédia, artistiques, ainsi que des stages de révisions et constitue la seule structure d'aide aux devoirs pour les jeunes. L'association des Racines et des Feuilles, retraçant l'immigration à Planoise et proposant des ateliers de langue arabe, des sorties familiales ainsi qu'un groupe de parole sur l’éducation des enfants, le CAEM (Carrefour d'animation et d'expression musicale) aujourd'hui située au centre Nelson-Mandela, créée en 1992 dans le quartier, et propose des cours de chant, de musique classique (violon, alto, saxophone, clarinette...) et actuelles (rap, blues, rock, jazz, guitare...) ainsi qu'une initiation de la musique pour la petite enfance, l'Association franco-turque, située place Cassin, œuvrant pour l'amitié entre ces deux peuples et plus généralement entre l'Orient et l'Occident, forment également les associations les plus importantes de Planoise. Le quartier compte également deux associations dites de compétences administratives, qui sont l'association des Organismes HLM de la Région de Franche-Comté et l'association Récidev (Réseau Citoyenneté Développement), située à Cassin.

### Culture

#### Évènements

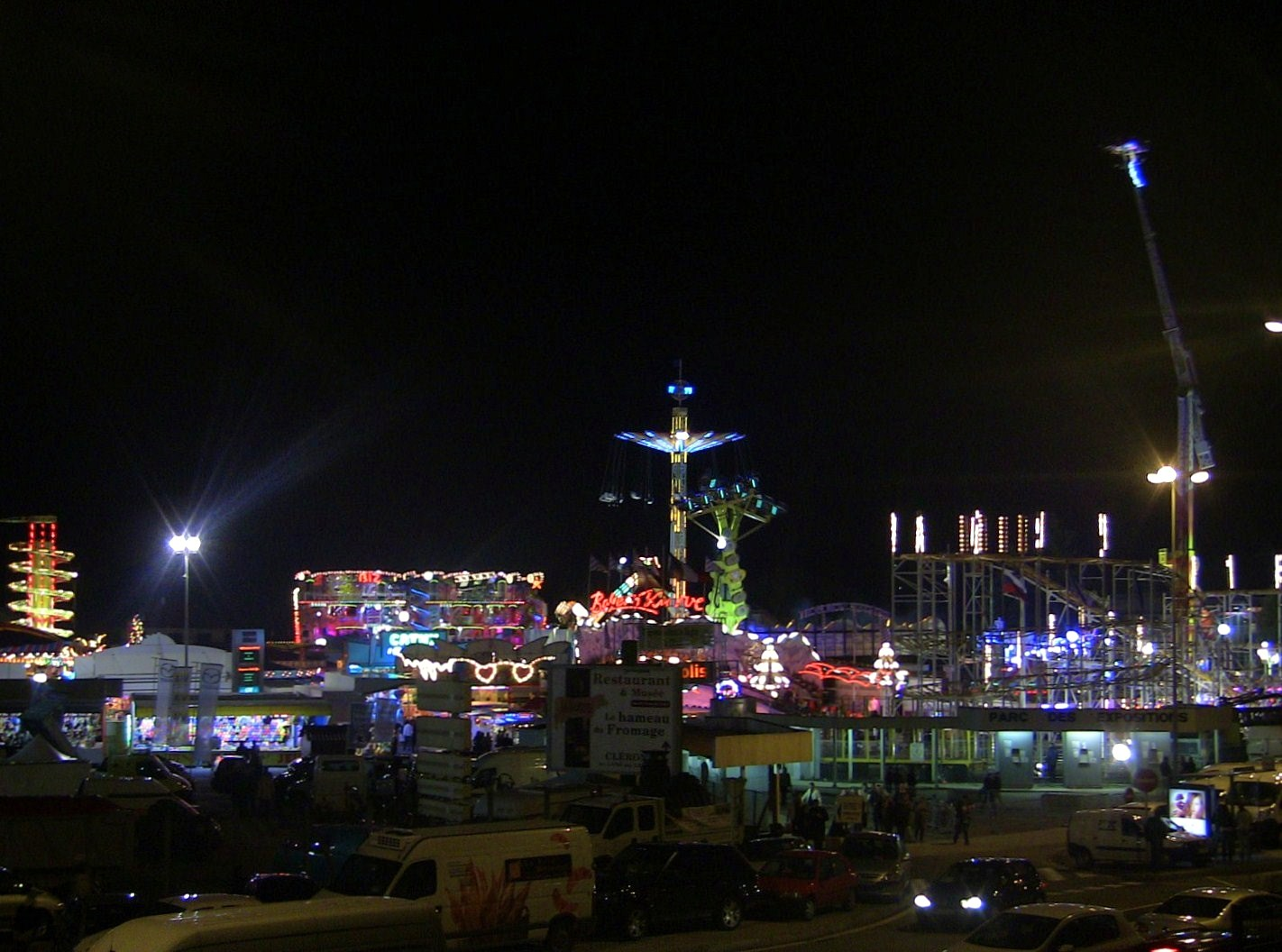
La foire comtoise, de nuit.

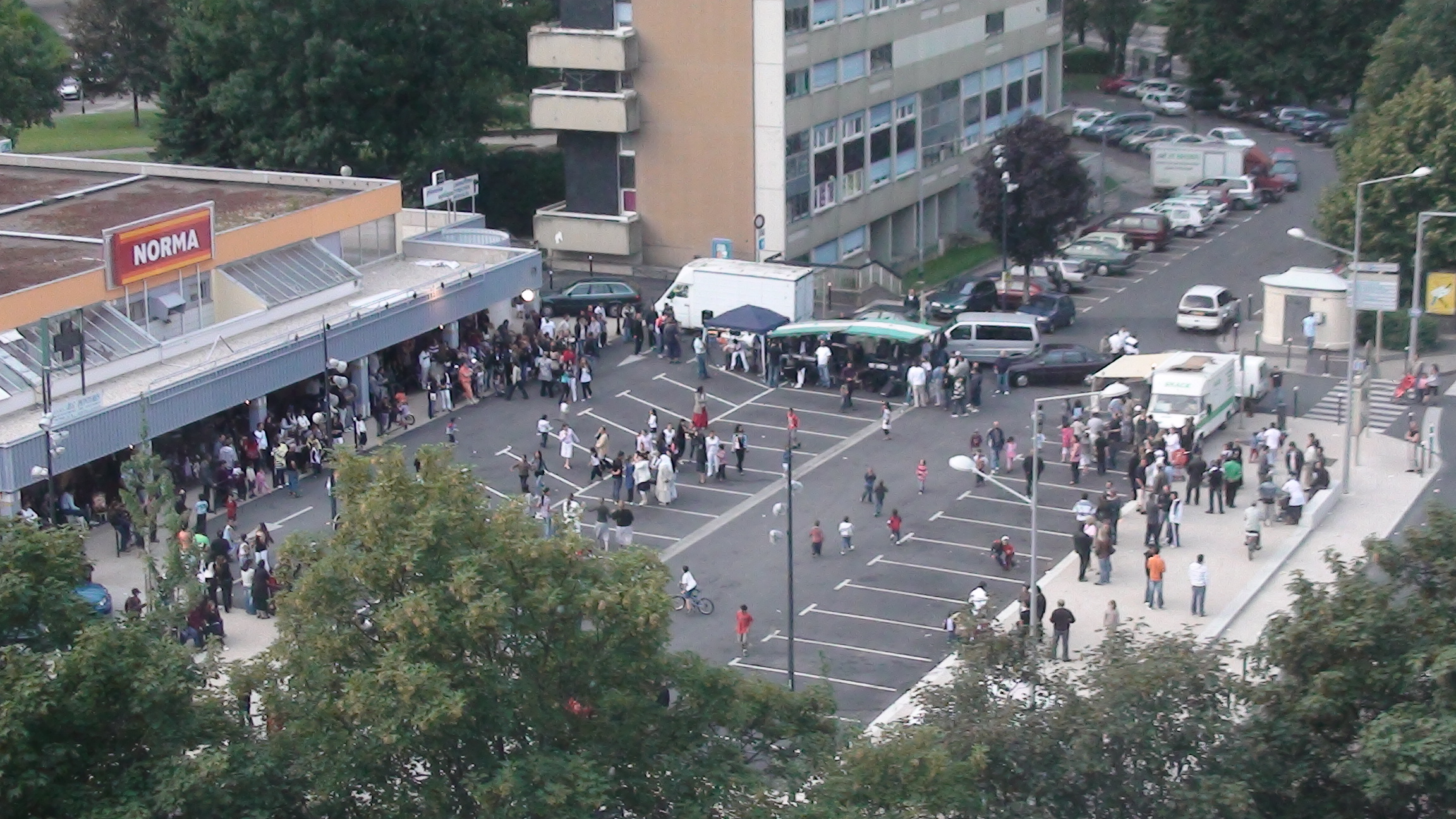
Fête de la musique à Planoise

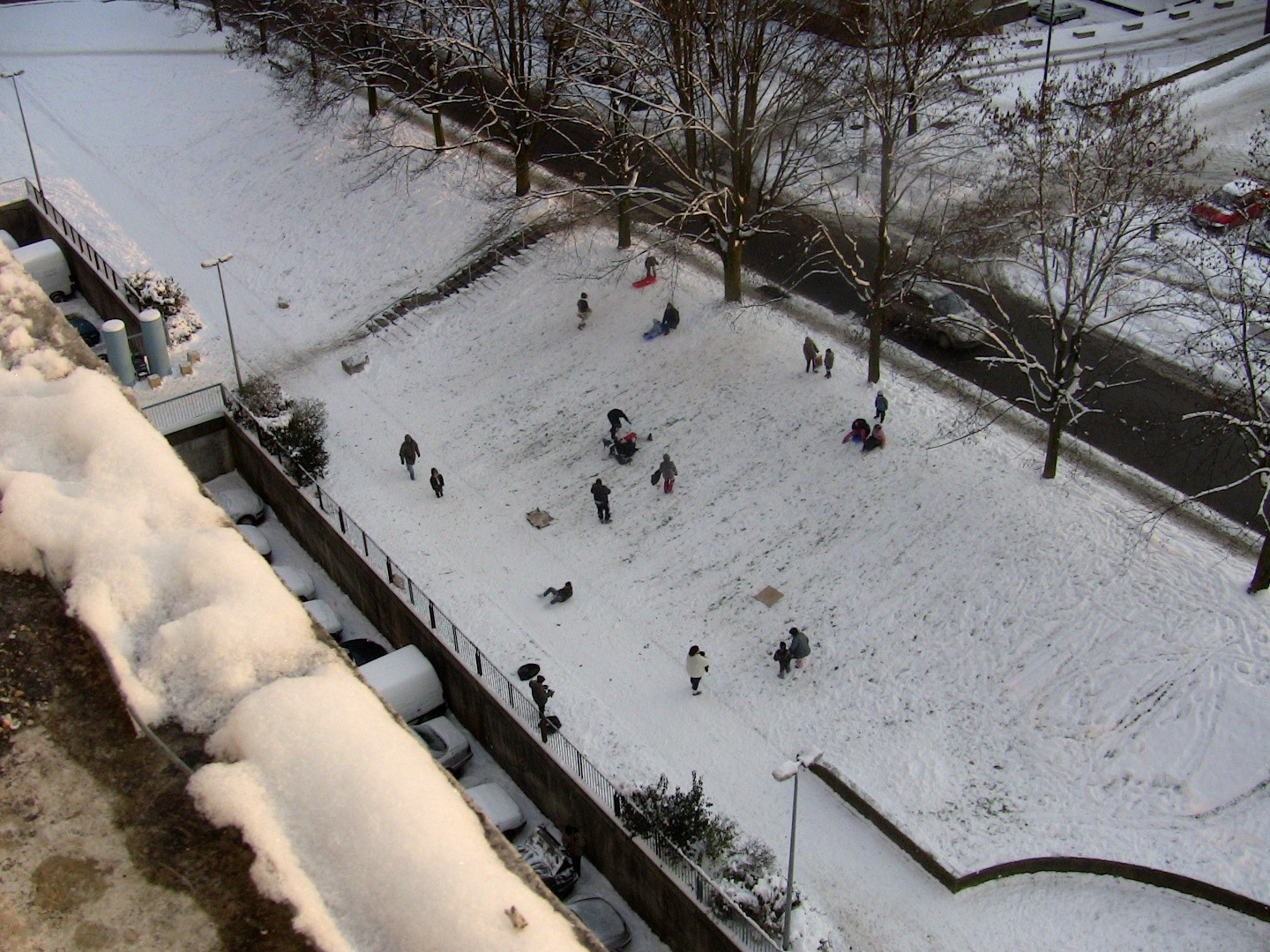
Enfants faisant de la luge dans le quartier, un jour d'hiver

Les principaux évènements festifs du quartier sont le plus souvent populaires ; en effet, Planoise a sa propre fête de la musique, organisée par les habitants du quartier sur la place du secteur des Époisses. Les musiques jouées sont orientales, kabyles, turques, kossovares, musiques du monde...
Les évènements sportifs ont lieu à la Malcombe tout au long de l'année (divers concours sportifs, matchs de foot entre équipes bisontines...) mais le plus important est sans nul doute Vital'été, la plus grande manifestation sportive de la ville. Cet évènement vise particulièrement les jeunes et propose des activités de football, de volley-ball, du VTT, de l'escalade, du roller en salle durant les vacances scolaires (de fin juin à fin août).
Le parc des expositions de Micropolis propose de nombreuses manifestations et salons tout au long de l'année. La Foire comtoise, le salon des microtechniques Micronora, le salon du tuning... mais aussi une grande partie des concerts de la ville y ont lieu en alternative avec le Cylindre, à Larnod.
Divers autres évènements, comme les feux d'artifice de Planoise, qui ont lieu conjointement avec ceux du centre-ville lors du 1er janvier et/ou du 14 juillet. On peut citer également l'incontournable fête des voisins, ou encore le vide-grenier de Planoise, qui ont lieu tous les ans ainsi que le carnaval de Planoise. Le quartier a également déjà accueilli le Tour de France qui passe parfois par Besançon, comme en 2009 où l'arrivée de la 14e étape de ce Tour de France fut à Planoise.

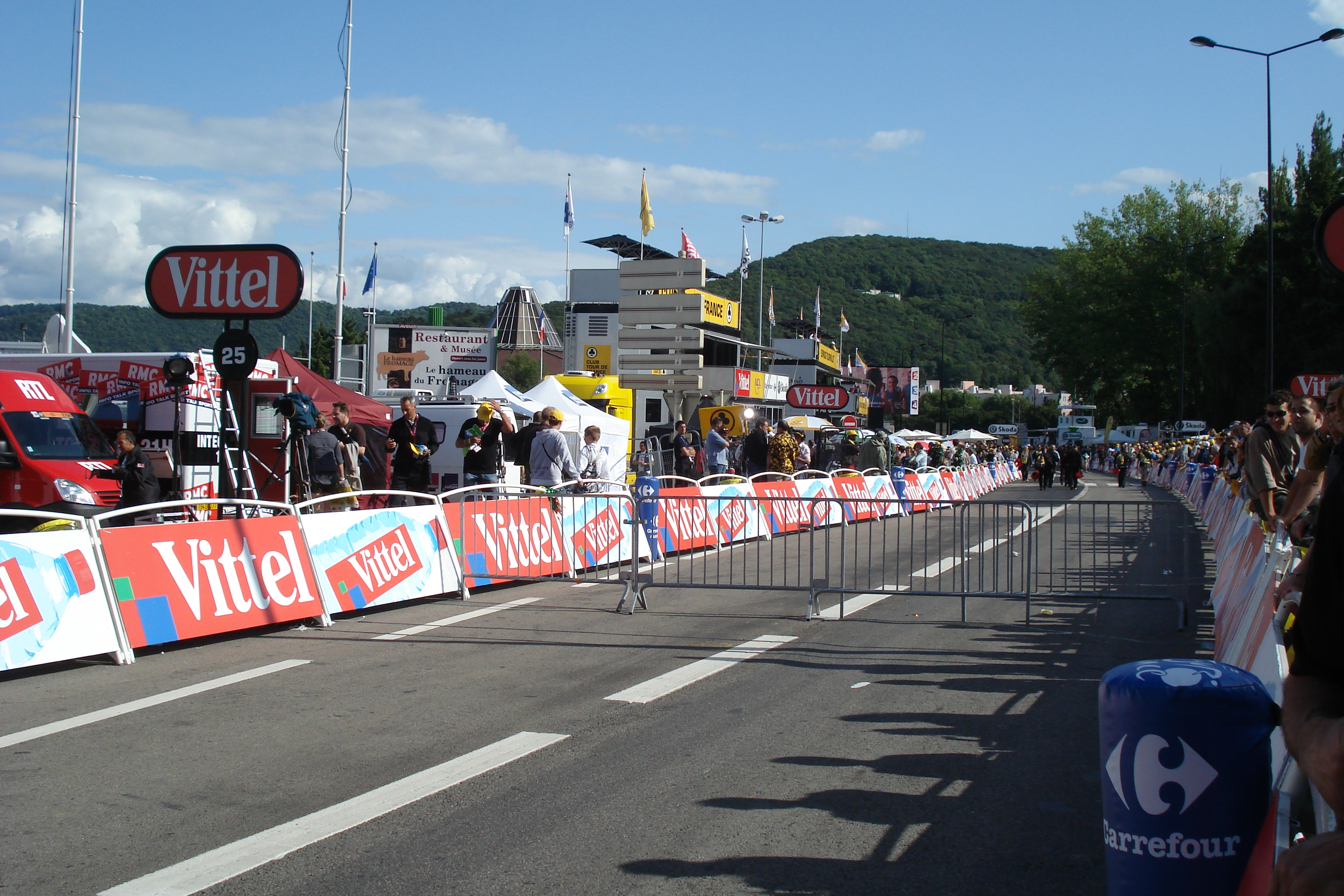
Le Tour de France 2009.
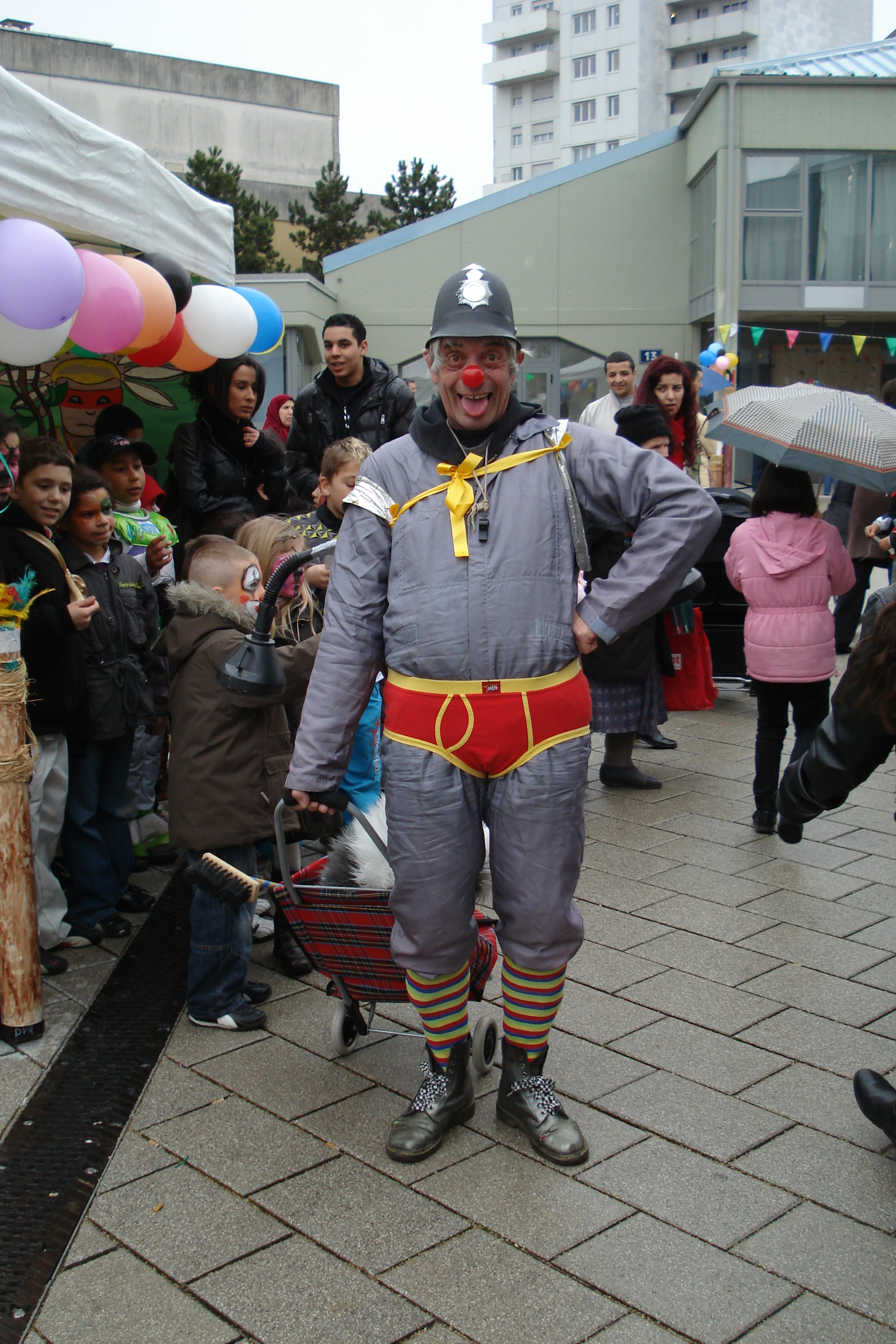
Le carnaval de Planoise.

#### Équipements culturels

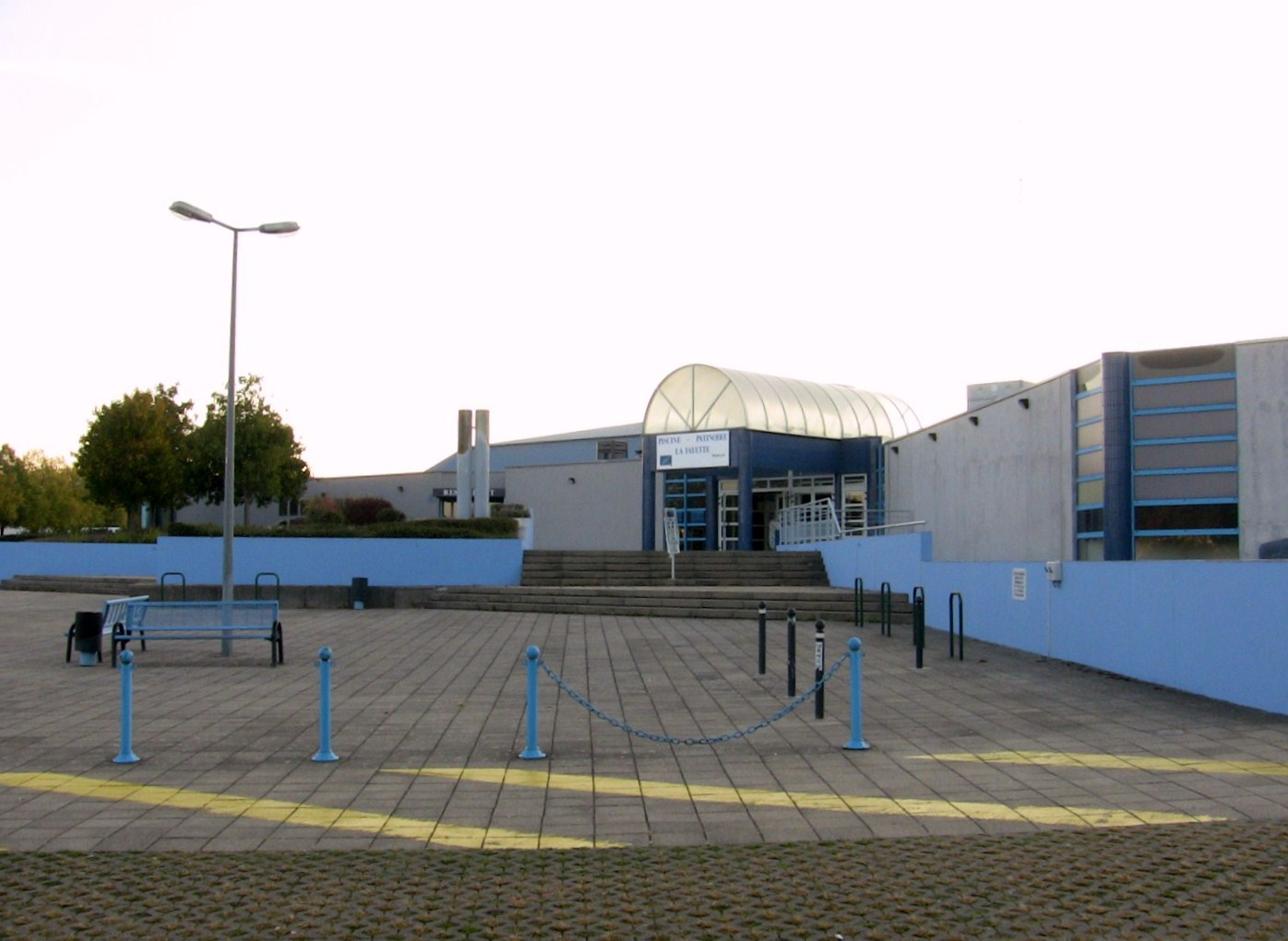
Piscine-patinoire La Fayette

Le quartier de Planoise est doté de nombreux équipements sportifs et culturels, notamment la maison de quartier-médiathèque Nelson-Mandela, située dans le secteur d'Île-de-France : elle comprend une bibliothèque, une salle informatique (Cyber-base), une salle de spectacles, et propose divers ateliers et activités pour jeunes et adultes. Une autre maison de quartier existe, il s'agit de la maison de quartier municipale de Planoise, située avenue de Bourgogne, mais dont le rôle est plus secondaire que la première.
Micropolis, qui comprend un parc des expositions, une salle de concert et un palais des congrès, est également un lieu culturel incontournable de la ville avec ses nombreux salons et ses foires festives dont la plus célèbre d'entre elles, la Foire comtoise est l'une des plus importantes de la région.
Le théâtre de l'Espace situé place de l'Europe, est un des deux lieux de la Scène nationale de Besançon, Les 2 Scènes (avec le théâtre Ledoux, au centre-ville). Doté d'une salle de 420 places avec un grand plateau et d'une petite salle de 80 places, une programmation pluridisciplinaire tout public, mêlant spectacle vivant ; cinéma et action culturelle, y est développée.

#### Pratique sportive
Le sport occupe une place significative dans le loisir des Planoisiens. L'essentiel des équipements sportifs (handball, volley-ball...) se situe sur le site de la Malcombe, à l'exception de la Piscine-patinoire La Fayette, mais il y a un grand nombre de terrains de football et de basket-ball. Les clubs les plus connus sont : le Planoise Karaté Academy, club fondé en 1986, qui eut comme élèves certains champions comme Ali Yugo (double champion de France), Luc Menyomo (double champion du monde, double champion d'Europe et plusieurs fois champion de France), Mourad Taïati (médaillé national de combat et au katana) ou encore Baba Sanogho (champion de France 1993 et vice-champion d'Afrique 1997), l'A.S.C. Planoise - Saint-Ferjeux situé rue Pesy, à Saint-Ferjeux, le club profession sports 25, une infrastructure qui propose diverses activités sportives pour les jeunes ou encore le boxing club de Planoise (BCP), situé à Cassin. Planoise comprend aussi deux gymnases : le gymnase Châteaufarine et le gymnase Diderot.

#### Planoise dans la culture et les arts
Le quartier de Planoise, comme de nombreux autres secteurs extérieurs à La Boucle, ne fut pas la scène de nombreux tournages de films, le sujet de chansons célèbres ou de livres signés de grands auteurs. Cependant, on note que le film l'Invitée fut tourné en 1969 dans le quartier alors tout juste construit, avec des acteurs tels que Joanna Shimkus, Michel Piccoli ou encore Jacques Perrin.
Le quartier constitue la toile de fond du polar humoristique de Jacky Schwartzmann publié en 2023.

#### Personnalités liées au quartier
Sportifs
- Coline Bassenne, championne de France junior en patinage sur glace[100].
- Jan Théo, double champion de Franche-Comté de judo benjamin[100].
- Sandrine Delerce, championne de handball et enseignante au collège Diderot.
- Rachid Djebaili, footballeur algérien ayant grandi dans le quartier.

Politiques
- Jean-Louis Fousseret, conseiller général du canton de Besançon-Planoise de 1988 à 2001 et maire de Besançon de 2001 à 2020.
- Barbara Romagnan, ancienne conseillère générale du canton de Besançon-Planoise, ancienne Députée de la circonscription, demeurant à Planoise et enseignante à Diderot.
- Fannette Charvier, actuelle Députée de la circonscription et demeurant à Planoise.
- Toufik-de-Planoise, blogueur et militant libertaire, demeurant à Planoise et devant au quartier son pseudonyme.

Autres
- Salah Gaham, mort durant les émeutes de 2005 en tentant de porter secours à des étudiants.

## Patrimoine
Le patrimoine du quartier est peu présent ou souvent pas mis en valeur. L'essentiel des anciennes fermes et demeures qui constituaient jadis les demeures des Planoisiens ont été peu à peu détruites. On notera cependant l'existence de quelques bâtiments remarquables : les Archives départementales du Doubs, avec ses baies vitrées bleu turquoise, le fort de Planoise datant du XIXe siècle ou tout simplement l'hôpital Jean-Minjoz. Quelques statues composent le patrimoine ornemental de Planoise, dont la plus célèbre, la statue de la diversité, devint une véritable icône du quartier. La Tour de Planoise ainsi que la Tour Miramas contribuent elles aussi à la beauté architecturale de cette petite ville.

### Lieux de culte
Le quartier, qui devait comporter pas moins de cinq églises dans les années 1980, n'en comporte finalement que deux aujourd'hui : l'église Saint-François-d'Assise, construite sur les plans de Maurice Novarina et ouverte en 1972, est située place Jean-Moulin dans le secteur des Époisses et comporte une fresque de 33 000 éléments créée par l'artiste Pascutto. Depuis le début des années 2000, l'église évangélique Cépée est installée rue Blaise-Pascal, dans le secteur de Cassin. Il existe également une église des Témoins de Jéhovah, rue Blaise Pascal.
Outre les lieux de culte chrétiens, le quartier est doté d'une mosquée récemment construite, aux limites entre Besançon et Avanne-Aveney : la mosquée Al-Fath (signifiant le destin). Bâtie en 2005 et inaugurée le 25 mai 2008 en présence du maire, elle accueille les fidèles du secteur ainsi que l'association culturelle Al-Fath, consacrée à la pratique du culte musulman, à l'organisation d'activités sportives, de sorties et de voyages, de cours d’enseignements civique et religieux, mais aussi à l'aide et l'accompagnement des musulmans dans certaines démarches administratives.

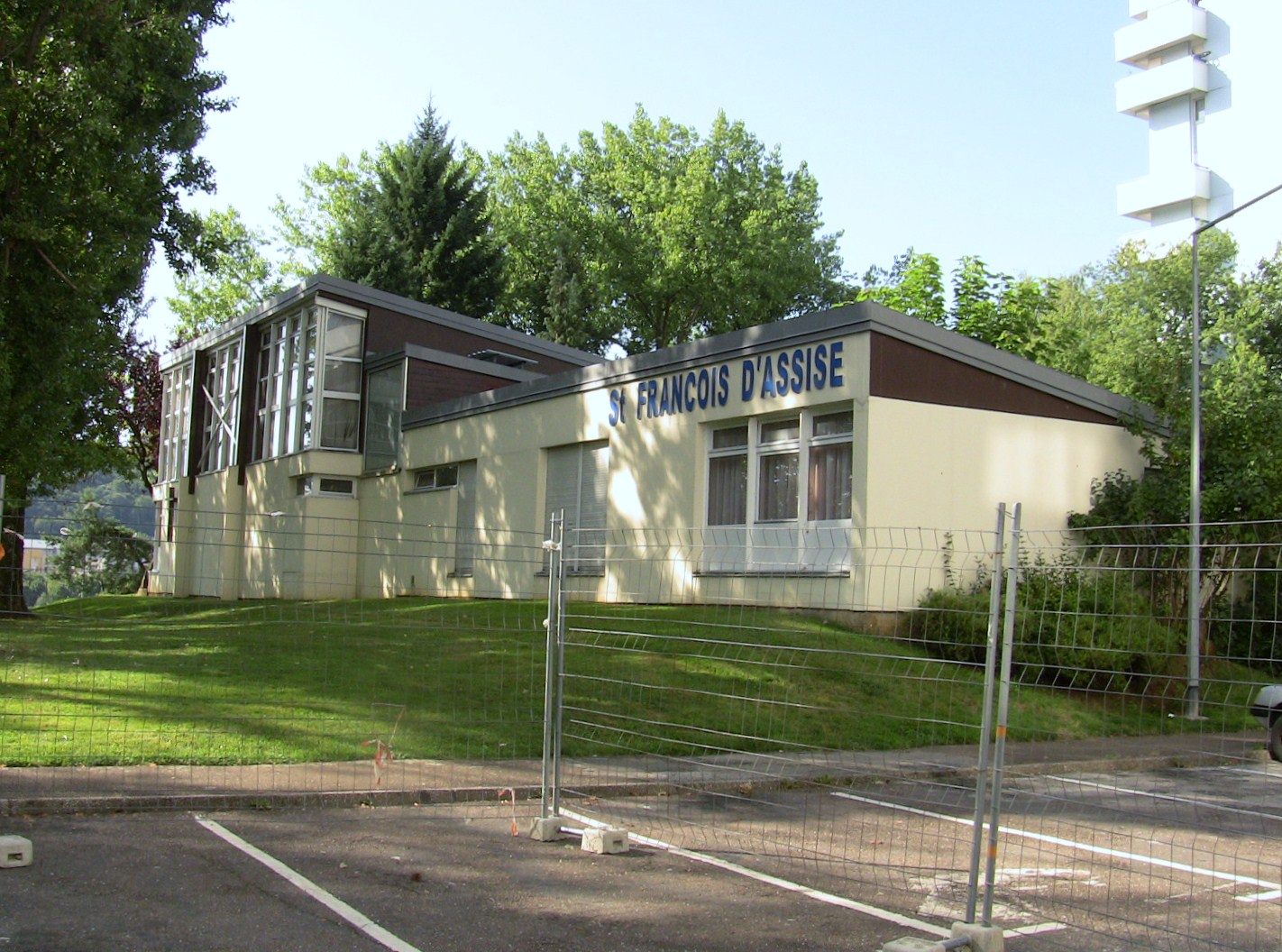
L'église Saint-François-d'Assise.
La mosquée Al-Fath.
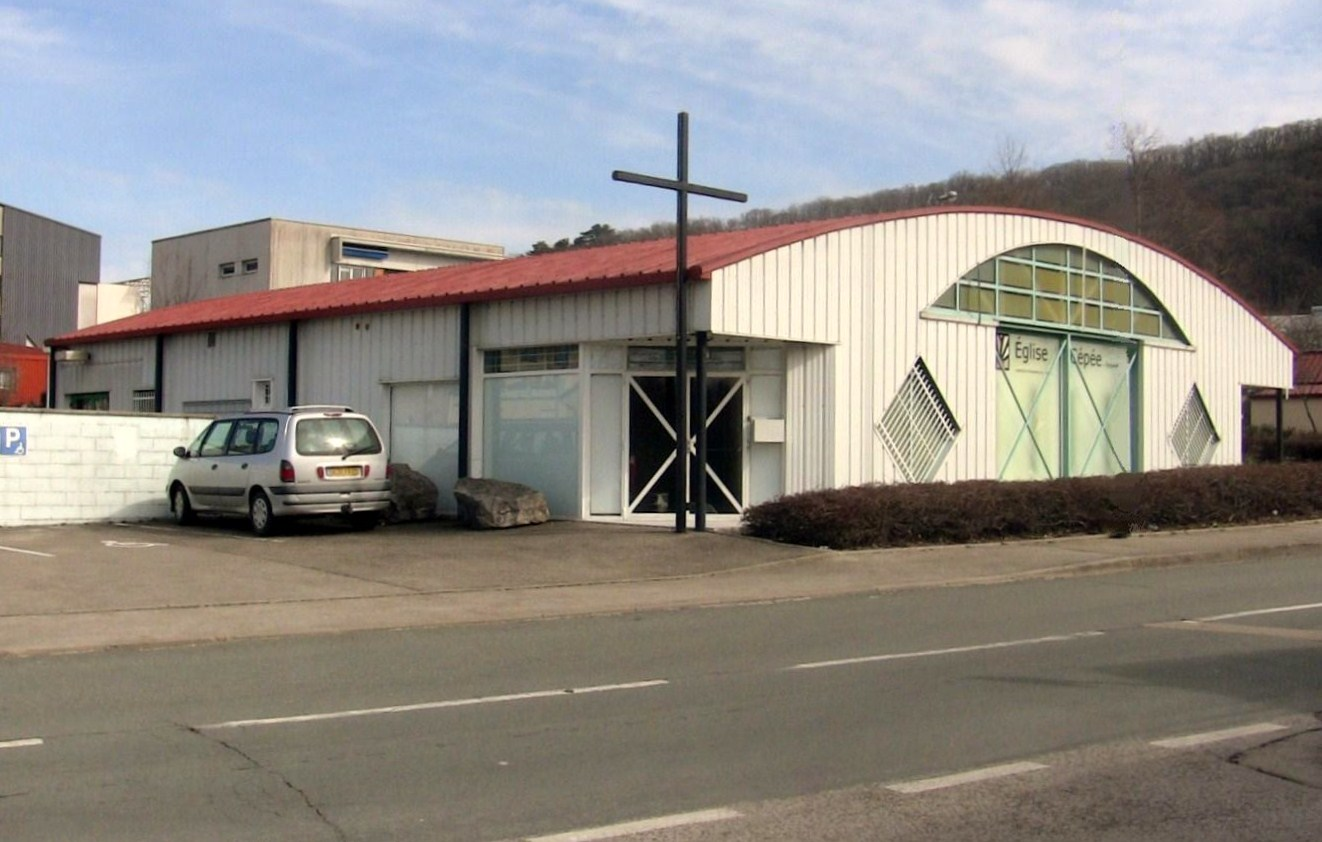
L'église Cépée.
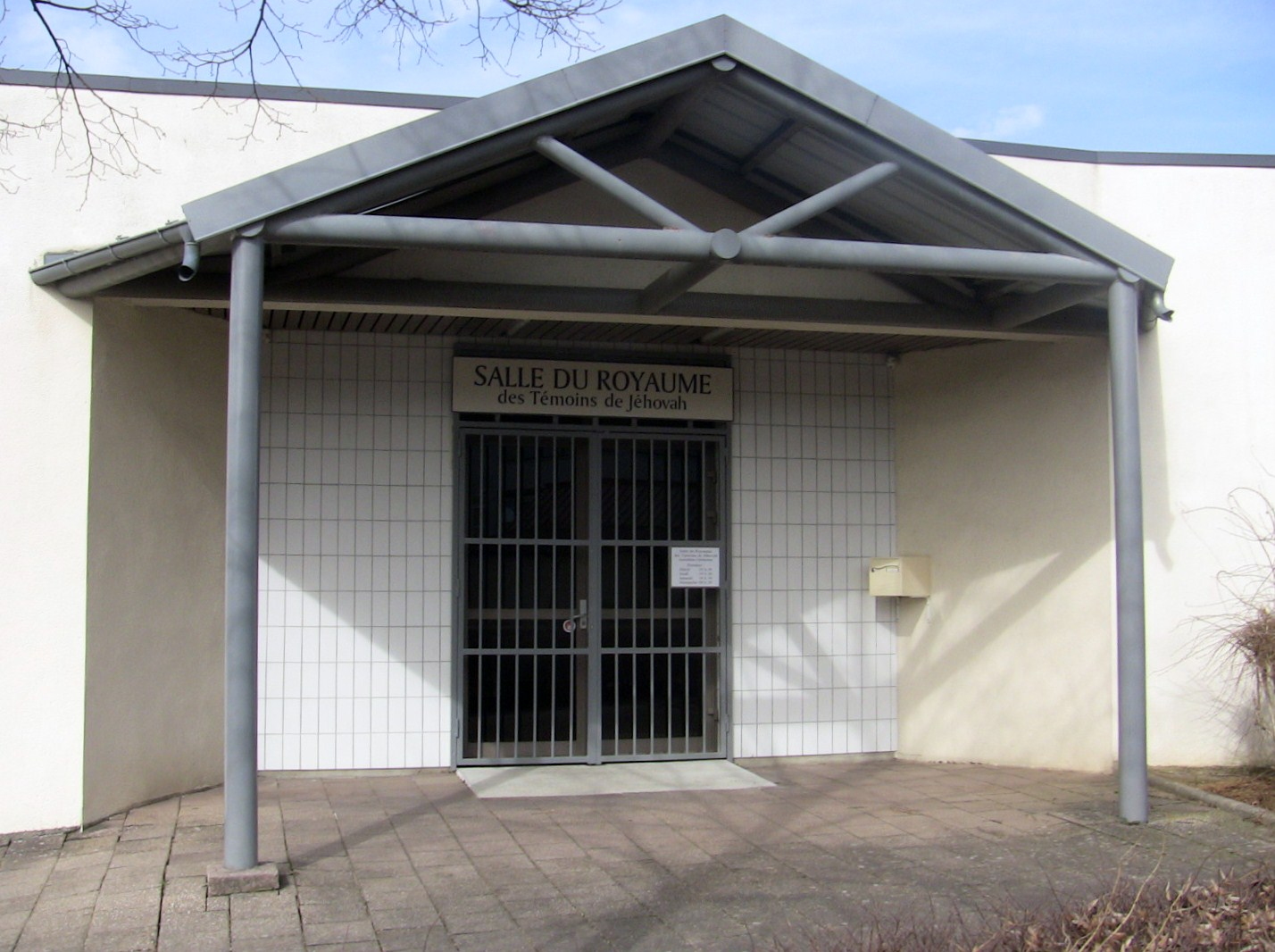
Salle du Royaume des Témoins de Jéhovah.

### Patrimoine militaire, civil et autres
Planoise ne comporte pas beaucoup de patrimoine remarquable, cependant un des plus beaux châteaux de la ville y est situé : le château Saint-Laurent, construit en 1613 sur demande du sieur Bon Monnier. Un joli corps de logis qui comporte dès l'origine une chapelle de style baroque, des communs bien organisés dont une superbe « maison de vigne » destinée à l'élaboration du vin, forment un ensemble agréable complété par une ferme. Tout est prévu : chambre à grain, cave à vin, forge, grange, étable, bergerie, porcherie, poulailler, bûcher, chambre à lessive... La ferme était sise sur le territoire de la commune d'Avanne-Aveney. Le quartier dispose également d'un fort, le fort de Planoise (officiellement fort Moncey) qui fut construit en 1877 au sommet de la colline de Planoise. Il avait pour but d'interdire les routes de Dijon et de Lyon, ainsi que la voie ferrée de Dole-Dijon. Aujourd'hui le bâtiment est occupé par le Mouvement Emmaüs.
Aussi, le secteur comporte deux anciennes écoles : l'ancienne école communale de Châteaufarine située chemin des Essart l'Amour ; elle fut construite dans les années 1940 avant d'être fermée au début des années 1960, ainsi qu'une école située le long de la rue de Dole qui sert depuis plus de quarante ans à la fraternelle des instituteurs.

### Lieux d'enseignement
Le collège Diderot

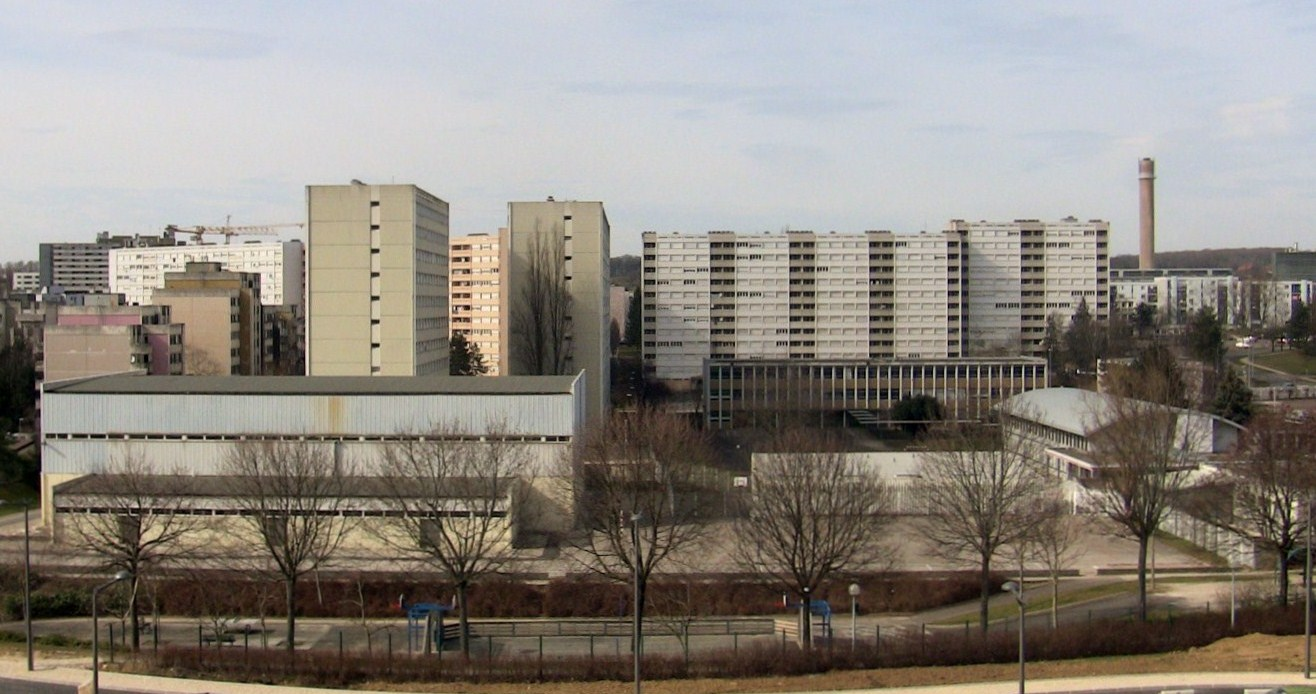
Le collège Diderot, au premier plan.

Il fut le premier collège du quartier et le second lieu d'enseignement après le lycée Tristan Bernard : construit en 1967 et ouvert en 1968, les champs d'un côté et la construction des barres HLM de l'autre. L'édifice fut bâti sur le site de la ferme Siméon, cette dernière fut conservée et intégrée aux bâtiment du collège, avant d'être définitivement détruite en 1978. La construction des bâtiments aux alentours du collège devait situé ces derniers à seulement quelques mètres des salles de cours, mais les responsables du collège ont réussi à faire reculer les architectes. Le collège comporte également une section dite SEGPA, une filière spécialisée pour les adolescents ne pouvant pas suivre un cursus habituel pour les élèves présentant des difficultés scolaires graves et durables qui fut créée dès 1967 dans des bâtiments rénovés durant l'année 1994. Le collège dispose d'un gymnase attenant, le gymnase Diderot, dont l'accès a été réduit en 1994 par la construction d'un muret, ainsi qu'une autre salle de sport de 300 m2 qui fut ouverte en septembre 2003. Le bâtiment héberge une cabane de mesure de la composition de l’air de Météo-France Besançon, ainsi qu'un espace de verdure. Jadis, du lierre grimpant recouvrait une des faces du vieux bâtiment et des logements de fonction, mais ce dernier fut arraché, de même pour les marronniers centenaires de l’exploitation qui survécurent jusqu'en 2001. À l'occasion du bicentenaire de la Révolution française de 1789, une magnifique composition de poteries avait été posée sur le bâtiment de la loge, mais ceux-ci furent retirés par la suite. L’arbre la liberté, qui fut planté en 1989 fut également arraché dans le cadre de la réhabilitation, mais des haies furent replantées à la place.
L'établissement est classé en ZEP depuis 1997, et accueille des élèves de plus de 40 nationalités différentes. Le collège a connu de nombreuses personnalités du quartier, notamment Joëlle Cailleaux, qui y a été principale pendant 20 ans et aujourd'hui directrice de publication du journal La Passerelle, Sandrine Delerce enseignante de sport au collège et ancienne multiple championne de handball. L'épreuve du « Cross » annuel, consistant à faire une course d’endurance à pieds dans l’enceinte du collège, a lieu tous les ans, considérer aujourd'hui comme une grande tradition de l'établissement. Depuis quelques années, le collège participe à la journée d’action « Sportez vous bien », en partenariat avec la Maison du Sport et de l’Insertion du Doubs. Aujourd'hui, ce collège accueil environ 800 élèves par an encadrés par une équipe pédagogique de 130 personnes. Le collège Diderot a reçu le label « École sans racisme », ce qui est une première en France, l'établissement a aussi été catégorisé collège « ambition réussite ». Cependant, cet établissement est connu pour sa vétusté, mais également pour les nombreux faits divers qu'il s'y passe. On peut citer le jet d'un cocktail Molotov sur la cour, la destruction et la vandalisation d'un mur d'enceinte, mais aussi et surtout l'altercation violente avec une assistante d'éducation et l'agression au couteau d'un autre élève en 2011. Le malaise des enseignants à Diderot est parfois profond, et dernièrement une manifestation des enseignants eut lieu dans le quartier pour dénoncer les suppressions de poste et les conditions de travail qu'ils jugent parfois scandaleuse.
Le collège Voltaire
Il est situé rue du Piémont, il fut ouvert en 1971 après le collège Diderot en 1968 et le lycée professionnel Tristan Bernard en 1967. Le collège accueillait en 2005 environ 800 élèves, dont 45,8 % étaient originaires du quartier, 51,7 % des villages environnants et 2,5 % d'ailleurs. L'établissement fut totalement rénové en 2005, avec un investissement de 13 980 064 euros. L'établissement comporte un CDI, une association sportive ainsi qu'un gymnase annexe, le gymnase de Châteaufarine,.
Le lycée Victor-Hugo
Il est tout d'abord un lieu scolaire situé dans le centre historique de la ville, qui est actuellement connu sous le nom de collège Victor-Hugo. Mais c'est à partir de 1980 que le lycée est transplanté dans le nouveau quartier de Planoise où de nouveaux locaux sont construits, constitués de bâtiments en forme d’amphithéâtre antique s’inscrivant dans une architecture contemporaine d’un quartier périurbain en pleine expansion. Le personnel de l'époque devait alors choisir entre rester au centre-ville avec les classes du collège, ou aller fonder et « ouvrir le Lycée de Planoise ». C'est dans un esprit pionnier que les volontaires font évoluer ce lycée classique vers un établissement polyvalent proposant une large palette de formations générales, industrielles et tertiaires, complétées par un BTS et des Classes Préparatoires Scientifiques.
Le lycée professionnel Tristan Bernard
Il fut quant à lui construit en 1967 rue Goya, dans le secteur de Cassin et ouvrit la même année. L'établissement propose des enseignements tels que le commerce, la gestion, l'informatique, l'accueil ou encore la vente.

### Patrimoine ornemental

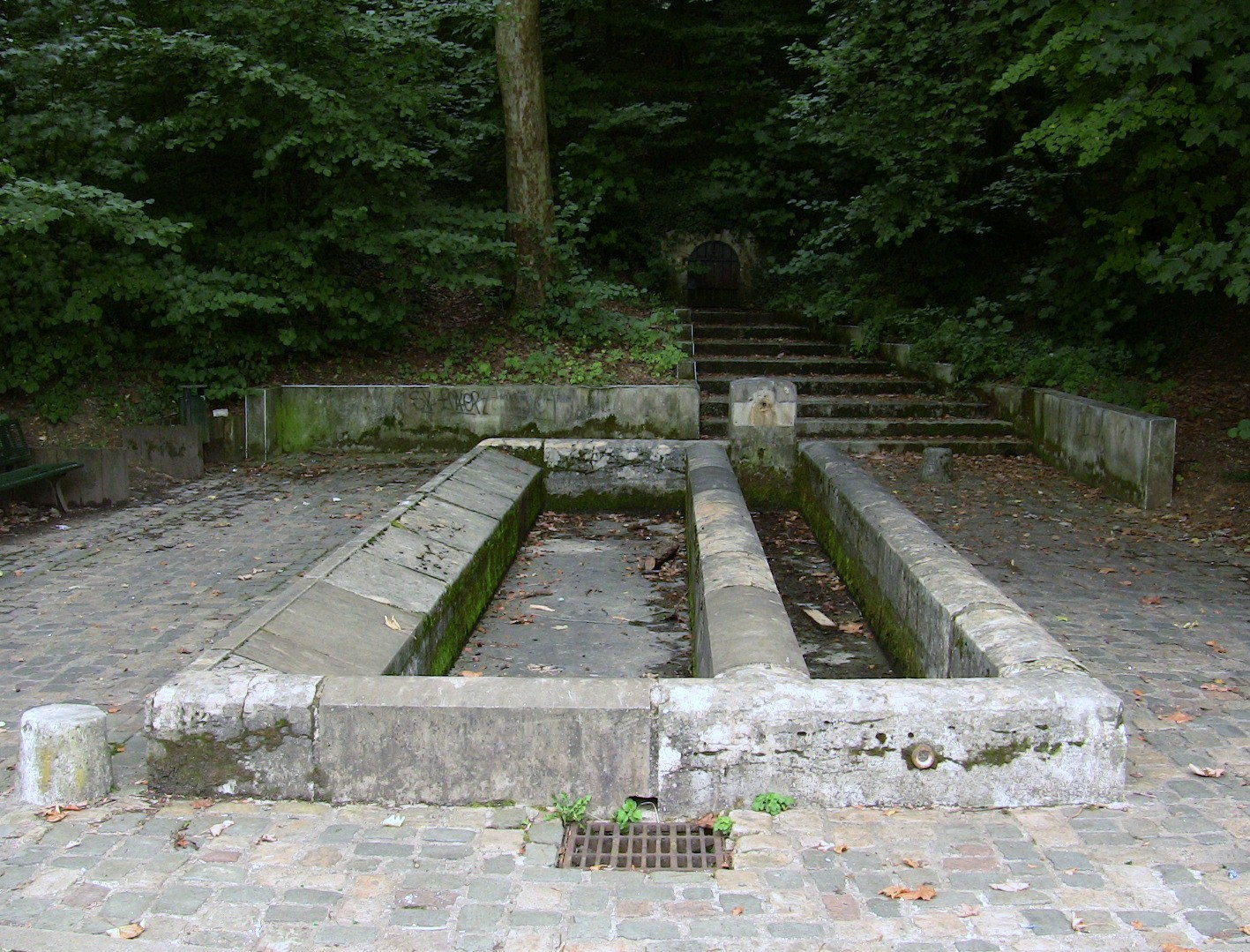
Le lavoir de Planoise.

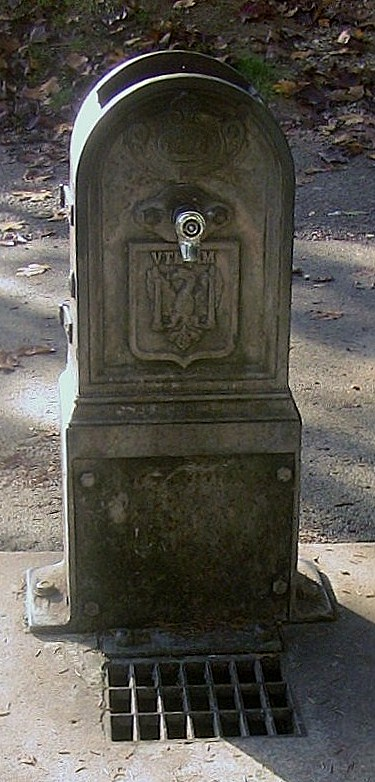
Fontaine des Époisses.

Planoise, au contraire du centre de Besançon, ne possède pas un patrimoine architectural riche et varié. Cela s'explique sans doute par son isolement et son activité principalement agricole jusque dans les années 1950. À partir des années 1980 et 1990, dans un souci d'esthétisme, la municipalité a décidé de mettre en place quelques statues pour orner et égayer le quartier.

#### Le lavoir de Planoise
Le lavoir de Planoise, construit au XIXe siècle, est situé chemin du Cerisier et proche de la forêt de Planoise, au bord de la colline Saint-Laurent. Il servait à l'époque aux agriculteurs qui, jadis, peuplaient le site de Planoise. Créé en 1812, nettoyé en 1996 et blanchi en 1999, ce lavoir n'est pas classé comme monument historique, bien qu'il soit l'un des derniers édifices antérieur à 1950 subsistant à Planoise. Aujourd'hui plusieurs bancs ont été installés autour de l'édifice, faisant de ce site un espace convivial.

#### Fontaines
La fontaine des Époisses, située près de la tour de Planoise fut construite en 1874. Cette fontaine est en fonte, mais elle n'est plus en état de marche. Sur la face de la fontaine sont gravées les armoiries de Besançon : le blason de Besançon ainsi que la phrase « Utinam » (en latin) « Plaise à Dieu », devise de la ville. La date (1874) est ornée d'une branche d'olivier.

#### Statues
La statue de la diversité, appelée ainsi à cause des dizaines de traces de mains laissées sur cette dernière, orne un des ronds-points du secteur d'Île-de-France. C'est une colonne certainement en plâtre colorée de bandes rouges, jaunes, noires… Cette statue symbolise la diversité et la fraternité des Planoisiens.
La statue du collège Diderot est une statue en béton ornant l'entrée du collège Diderot, dans le secteur d'Île-de-France.
La statue du lycée Tristan-Bernard est une statue d'assemblage de divers métaux ferreux, mesurant environ trois mètres de haut. Elle est située en annexe du lycée Tristan-Bernard, dans le secteur de Cassin.
La « statue du monde » est une statue représentant une partie de la Terre (parties visibles : Amérique du Nord et Europe). Elle est située dans le secteur de Cassin, près de la piscine-patinoire La Fayette et orne un rond-point.

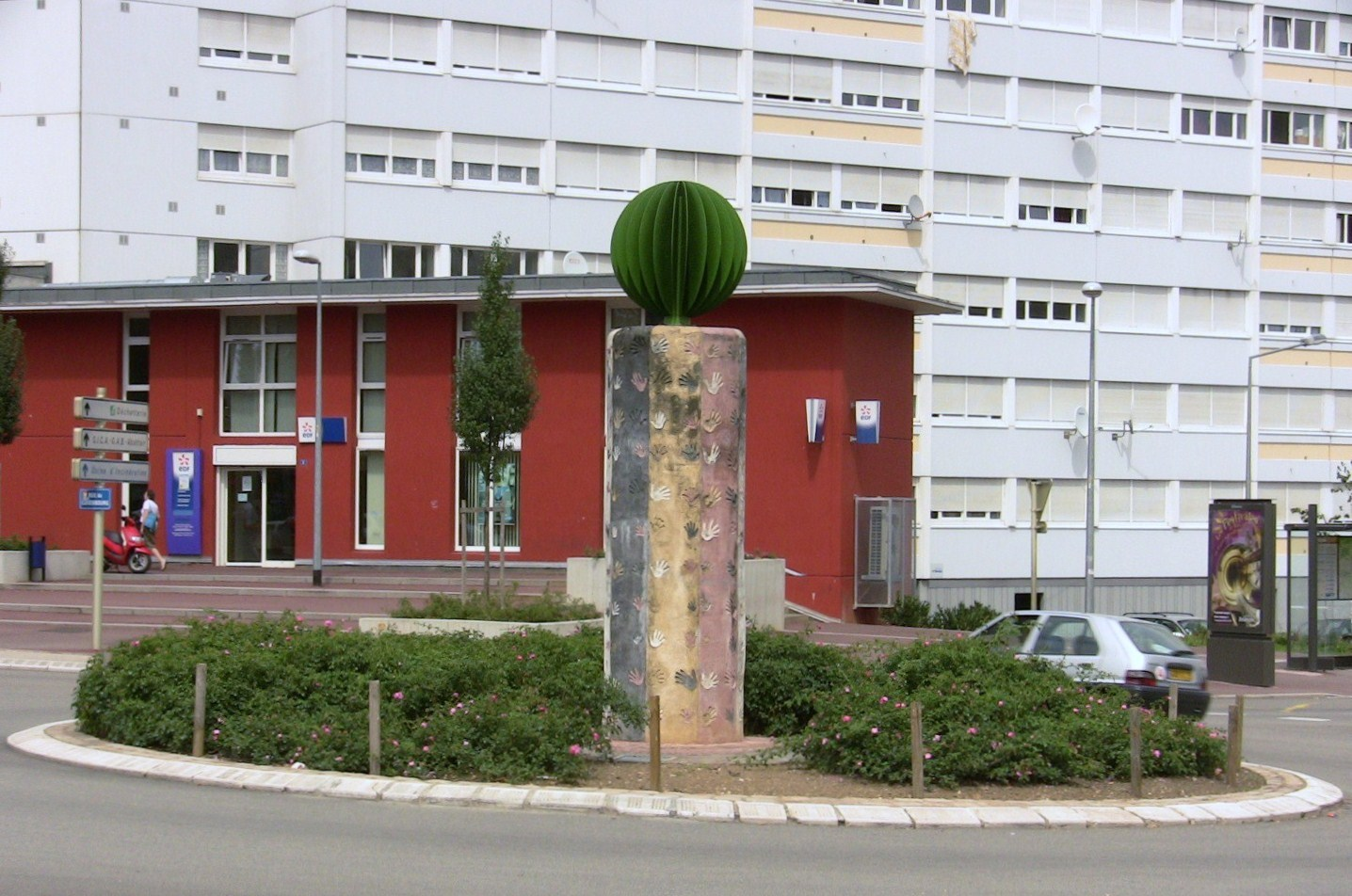
La statue de la diversité.
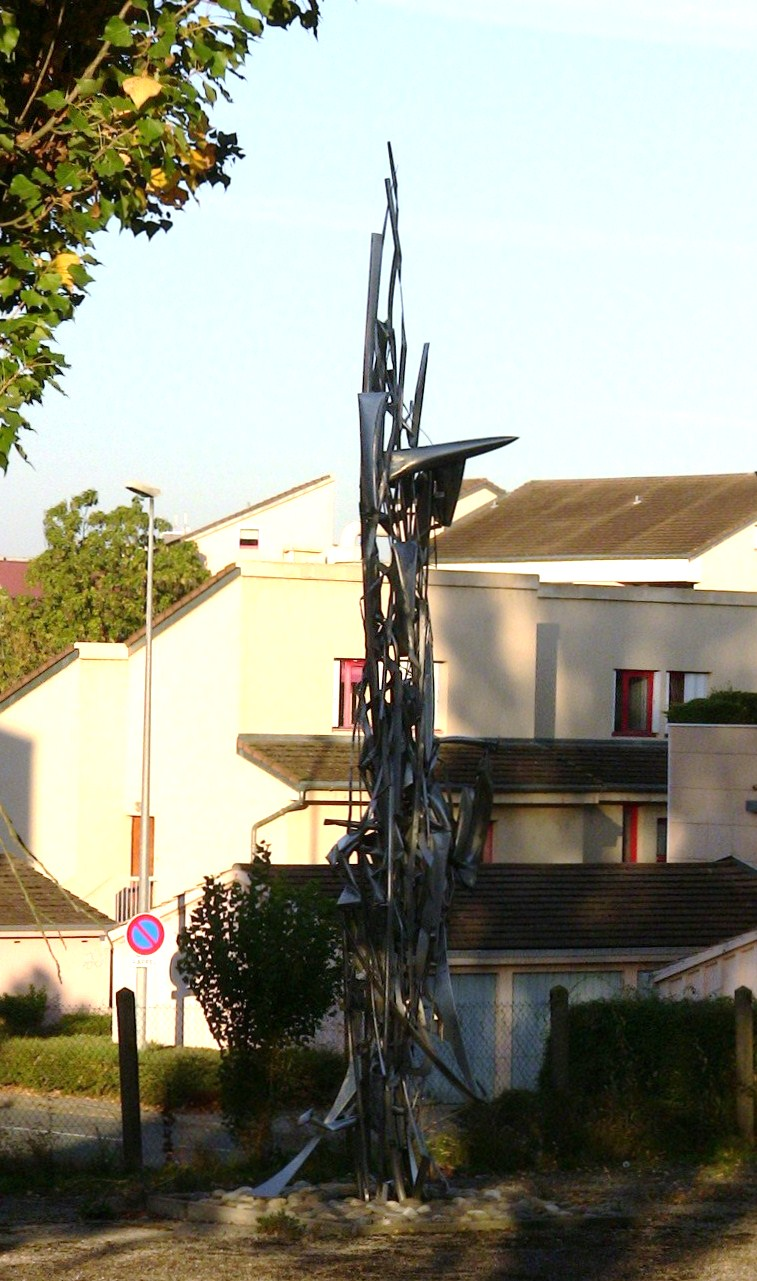
Statue du lycée Tristan-Bernard.
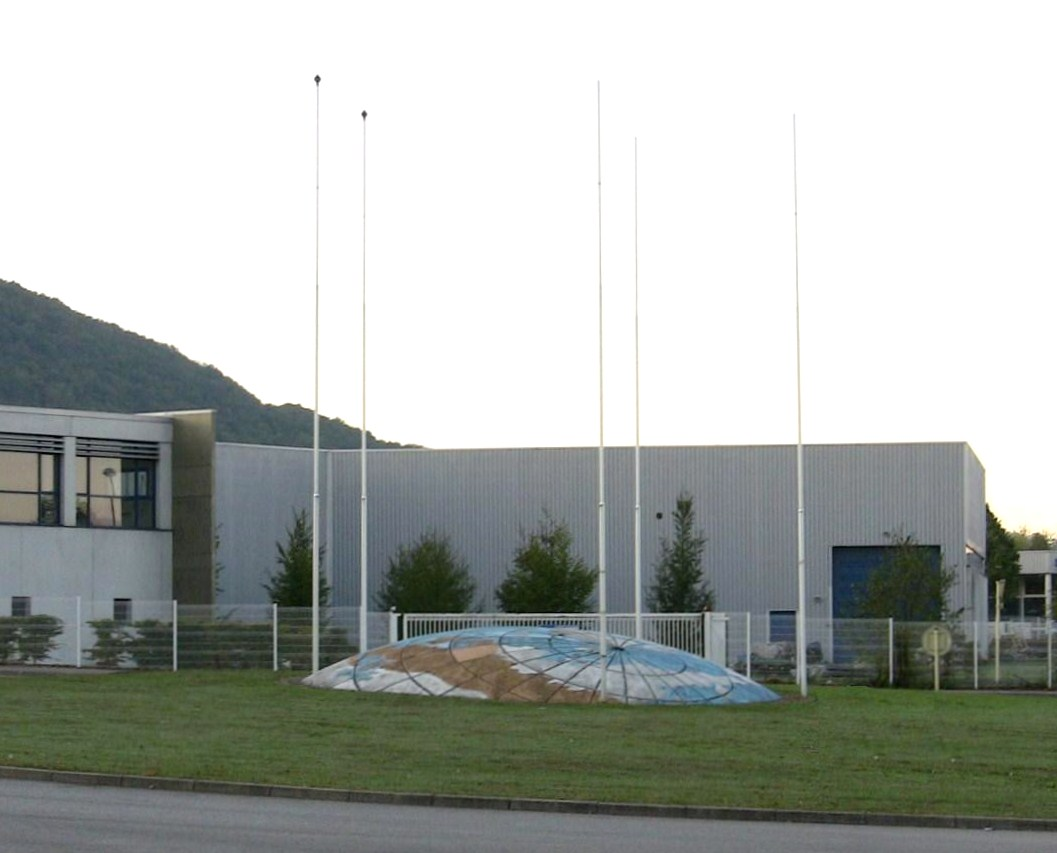
La « statue du monde ».

### Patrimoine environnemental

#### Faune du quartier

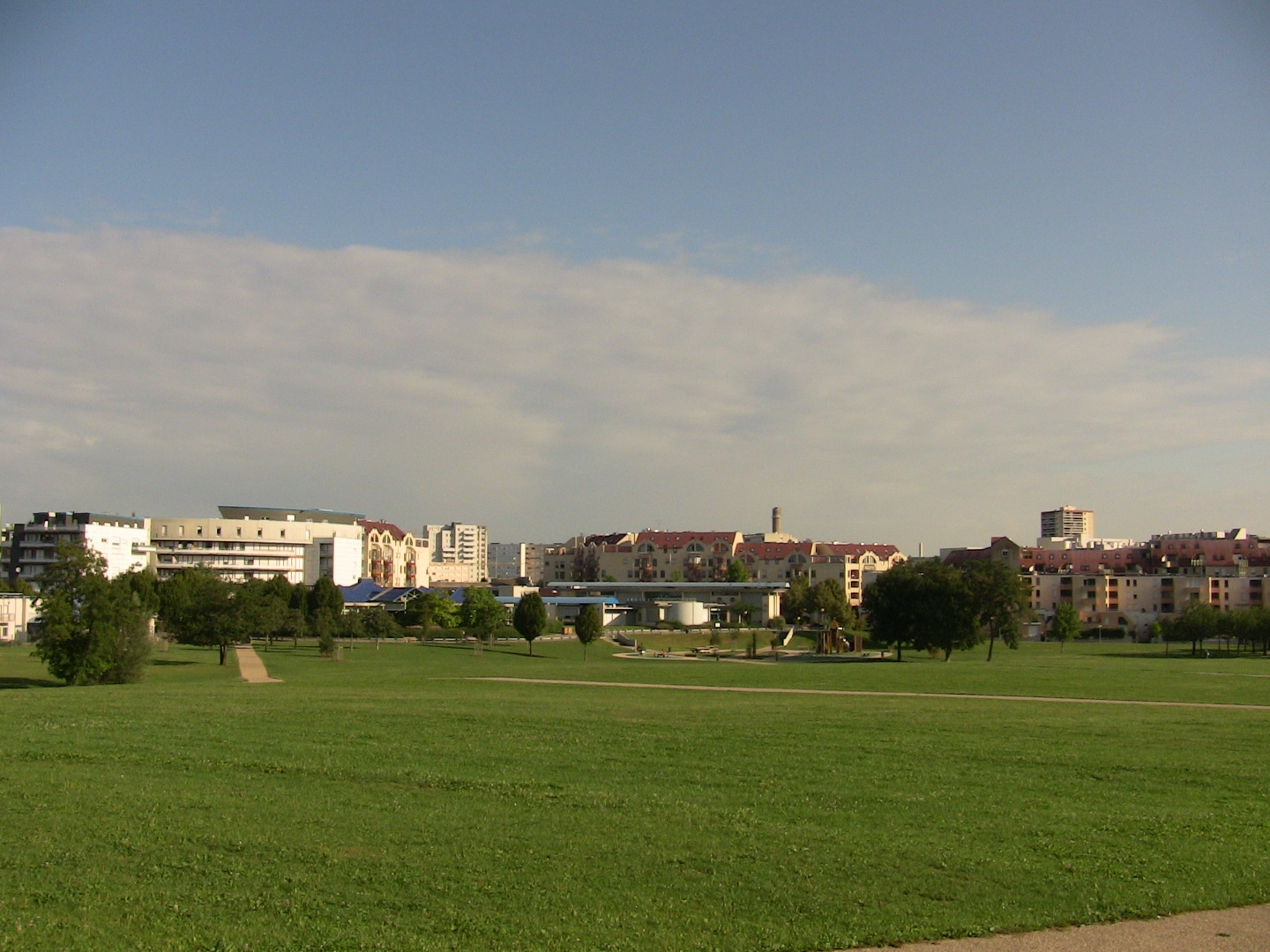
Le parc urbain

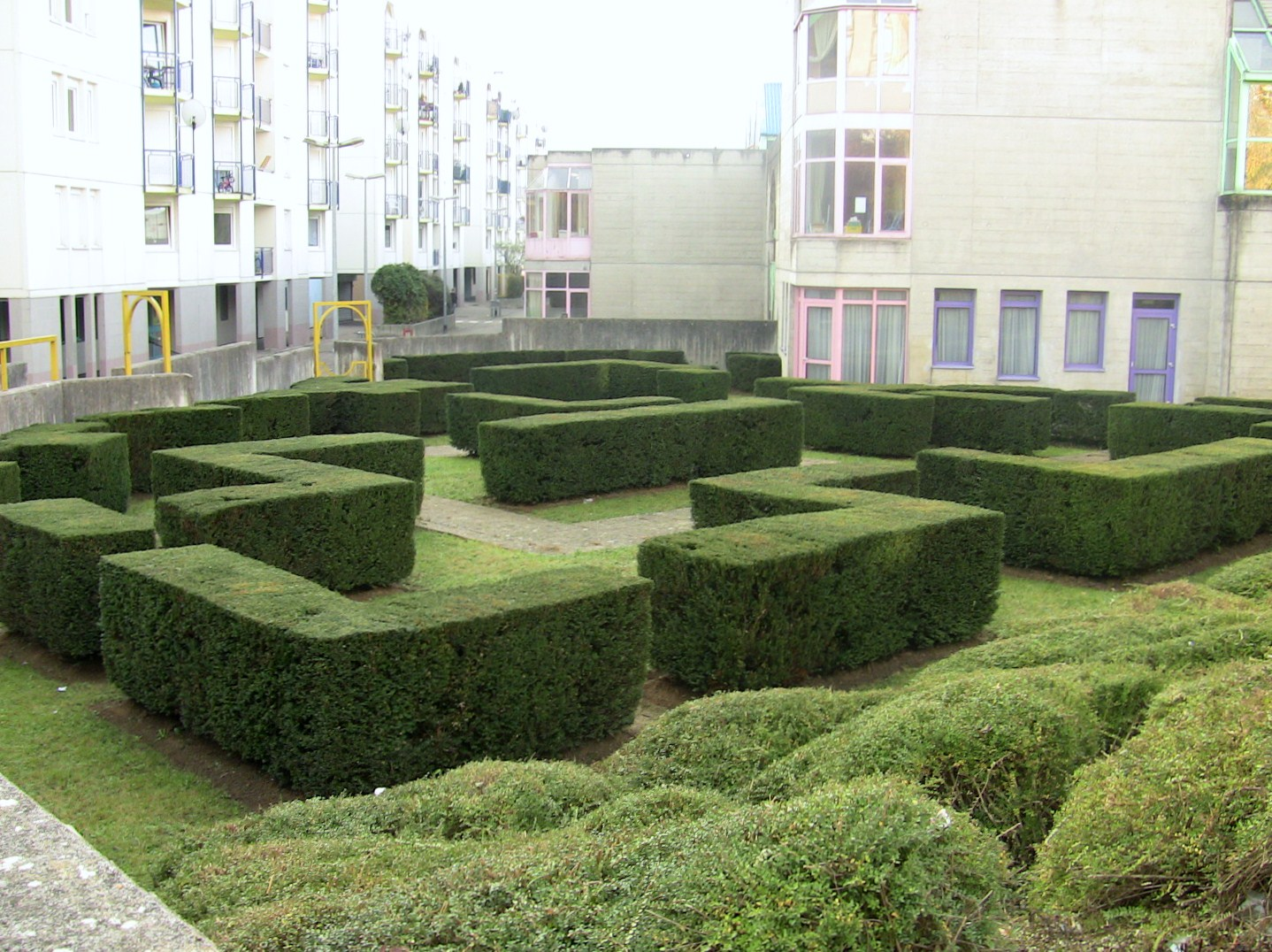
Le labyrinthe de Planoise

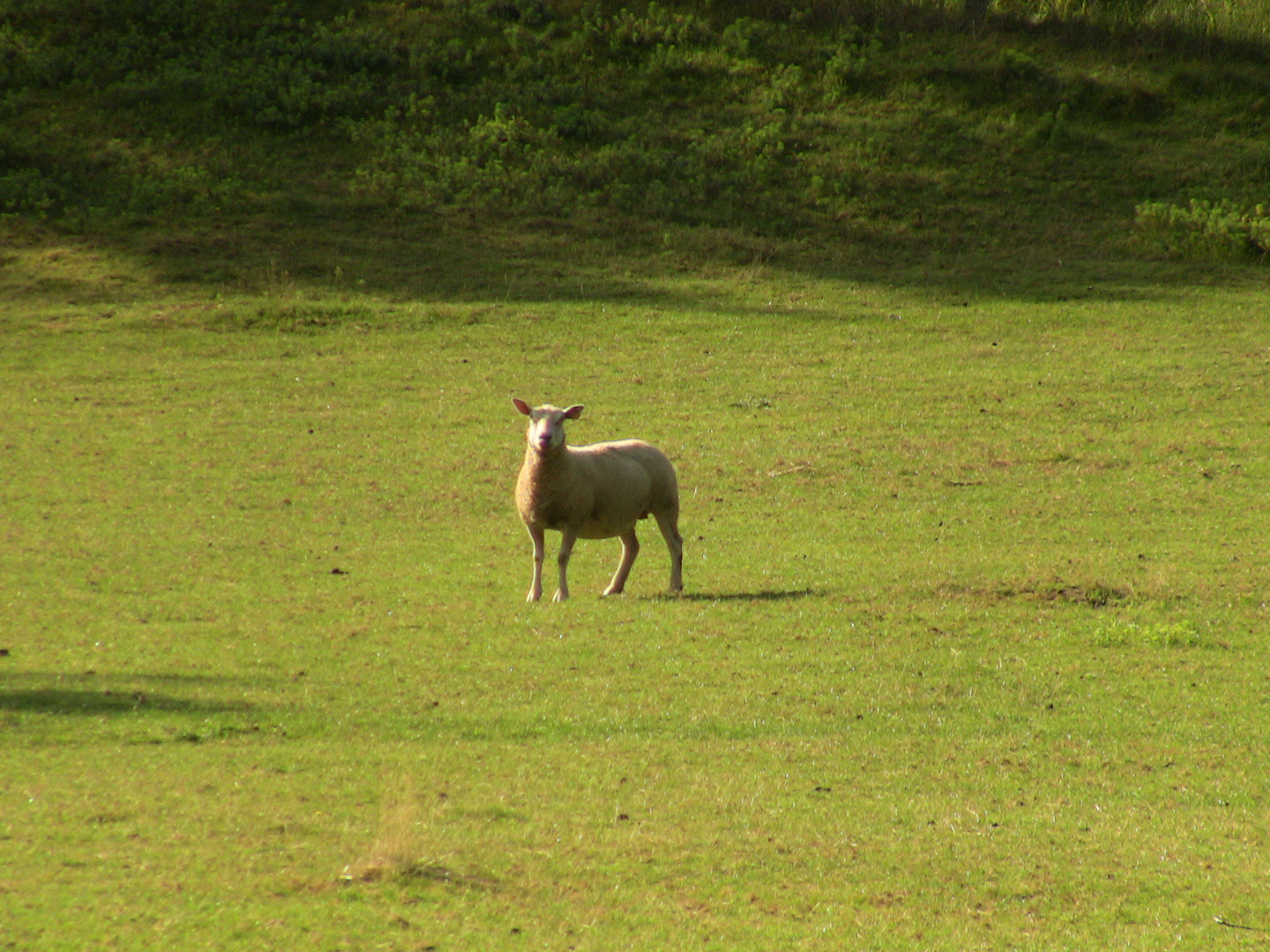
Un mouton, près de la Malcombe

La faune sauvage de Planoise, bien que rare, concentre quelques espèces animales typiques des grands espaces urbains. La faune sauvage est essentiellement constituée de rats, de mulots et de quelques hérissons. Un très grand nombre de pigeons et de corbeaux constituent la majeure partie des oiseaux du quartier. Outre la faune sauvage, il y a un grand nombre de chats et de chiens errants. Cependant, il existe quelques élevages de vaches et de moutons près de la Malcombe.

#### Flore du quartier
Planoise, malgré son « hyper-urbanisation » a su conserver une grande partie d'espaces boisés : à chaque coin de rue, il y a des arbres ou des buissons (essentiellement des sapins, des hêtres, des marronniers ou des bouleaux) ainsi qu'un grand nombre de parcs et de petits espaces verts. À l'instar de certains quartiers de la banlieue parisienne, le sol est composé principalement de pelouse et de petits jardins botaniques.
Dans le secteur de Cassin, il existe un petit jardin communément appelé le labyrinthe. En effet, la disposition des buissons dans cet espace en fait un véritable petit labyrinthe.
Près du secteur de Rosemont au niveau de la rue Wittman, à l'est du quartier fut aussi créé à la fin des années 1990 un jardin communautaire, partagé entre les habitants du quartier avec ceux de Saint-Ferjeux et de la Grette-Butte. Il s'agit du plus grand jardin communautaire de la ville.

#### Parc urbain
Le parc urbain de Planoise, est un ensemble d'espaces verts constitué d'un grand terrain gazonné complété par un bois et par une aire de jeux. Le parc est situé au sud du quartier (à Cassin) et devrait être prochainement réaménagé (investissement de 1,5 million d'euros) et accueillir un terrain de loisirs. Le bois (bois de Planoise) est essentiellement composé de petits arbres (hêtres et bouleaux, il y a aussi de nombreuses espèces de champignons et de fleurs). Un réseau de sentiers relie le parc directement au bois ainsi qu'aux multiples terrains de jeux.

#### Forêt et colline de Planoise
La forêt de Planoise offre une grande diversité aussi bien au niveau de la faune que de la flore : des sangliers, des renards, sont présents, ainsi que plusieurs espèces d'oiseaux (moineaux, hirondelles, ou encore des chouettes) ou tout simplement des écureuils. La flore est constituée majoritairement de chênes (34 %), de hêtres (11 %), de sapins, de platanes, de bouleaux ainsi que de fougères. Un réseau de sentiers permet d'accéder au fort de Planoise ainsi qu'à divers points de vue. Le long du parcours, se trouvent un grand nombre de bâtiments militaires, annexes du fort de Planoise, tous datant du XIXe siècle. La seule infrastructure contemporaine est le château d'eau, situé au contrebas du fort. La colline et la forêt font face à un paradoxe : en effet, l'intégralité de la colline est administrativement située dans le quartier de Velotte.

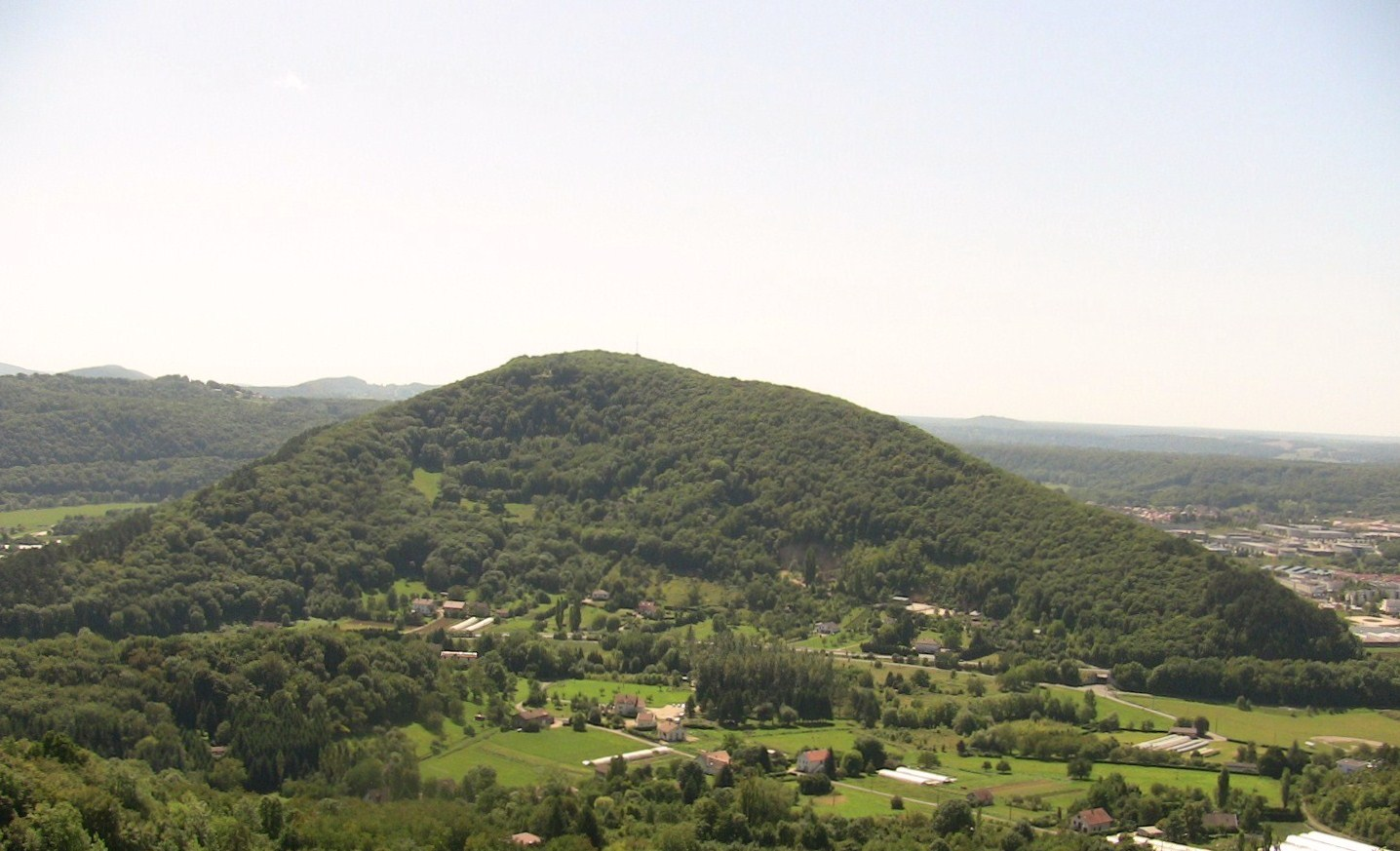
La colline de Planoise.
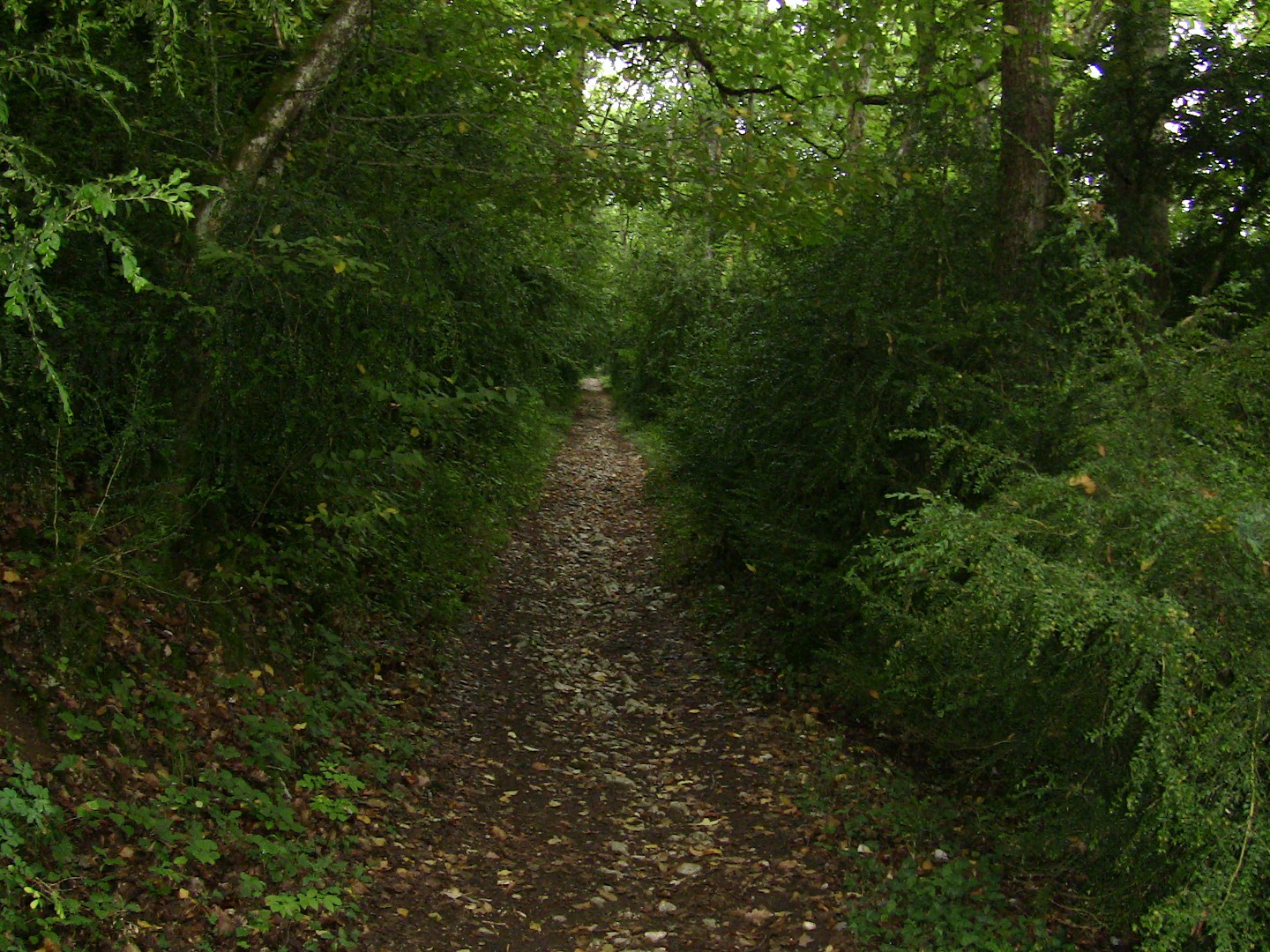
Un sentier de la forêt.
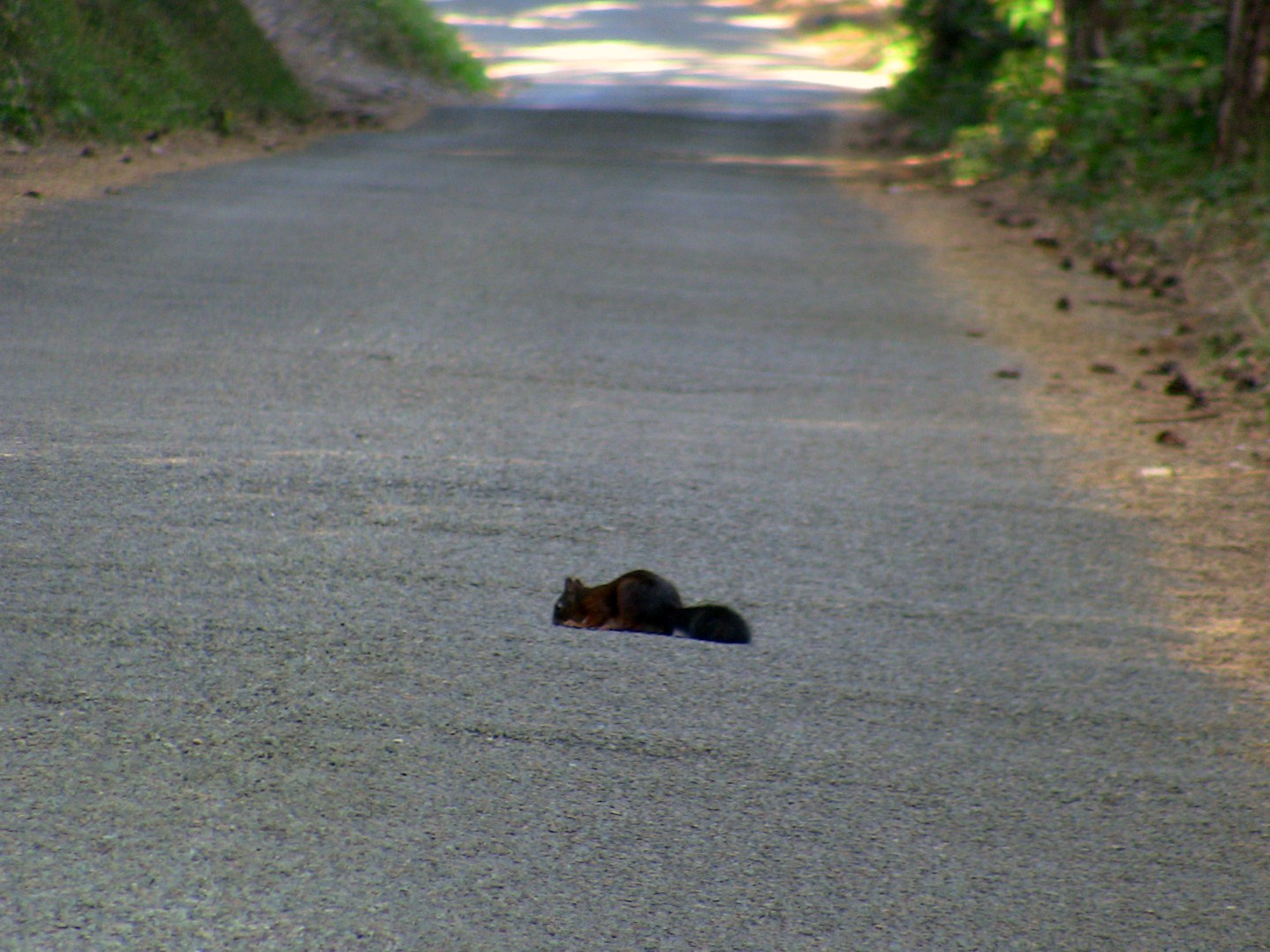
Un écureuil passant sur un chemin de la colline.

## Sociologie

### Démographie
Planoise comptait 20 700 habitants environ au recensement de 1999 ce qui la placerait au troisième rang départemental et au quatrième rang régional en tant que ville après Besançon (117 080 habitants), Belfort (50 863 habitants) et Montbéliard (26 535 habitants). Un pic démographique a été atteint en 1989 avec 21 300 habitants.
Longtemps zone isolée et pratiquement inhabitée, le boom démographique des années 1960, directement lié à la construction de la ZUP, a profondément changé le secteur, devenu aujourd'hui une zone ultra-urbanisée et affichant 8,625 habitants au kilomètre carré. Aujourd'hui Planoise est le plus grand quartier de Besançon, devant les Chaprais (15 500 habitants) et loin devant le centre-ville (10 000 habitants).
| 1940         | 1950       | 1959       | 1962 | 1971  | 1977   | 1989   | 1990   | 1999   |
| ------------ | ---------- | ---------- | ---- | ----- | ------ | ------ | ------ | ------ |
| 1 000 (est.) | 800 (est.) | 100 (est.) | 0    | 7 480 | 12 000 | 21 300 | 18 489 | 19 531 |

| 2006   | 2010   | 2015   | 2020   | - | - | - | - | - |
| ------ | ------ | ------ | ------ | - | - | - | - | - |
| 19 309 | 18 249 | 17 917 | 18 617 | - | - | - | - | - |

### Pyramide des âges
| 75+   | 311   |
| 60-74 | 789   |
| 40-59 | 2 866 |
| 25-39 | 5 608 |
| 20-24 | 2 700 |
| 15-19 | 1 539 |
| 7-15  | 2 343 |
| 0-6   | 2 333 |

### Population

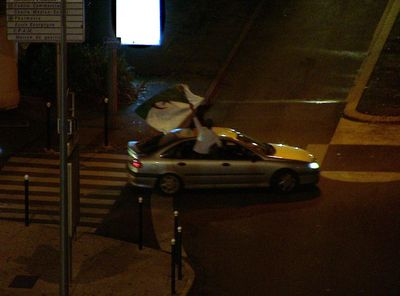
Une voiture dont les passagers brandissent un drapeau de l'Algérie à Planoise, lors de la qualification pour le mondial 2010.

La ville de Besançon fut de tout temps influencée par les nombreuses cultures qui sont apparues avec l'immigration. Le quartier de Planoise étant construit à partir des années 1960 pour répondre à un accroissement de la population, les vagues migratoires qui se sont installées sont donc typiquement liées au contexte de l'époque, à savoir le besoin de main d'œuvre qui engendra une immigration massive de travailleurs maghrébins, espagnols, italiens et portugais.
Entre la fin des années 1940 et le milieu des années 1970, les migrants participent au boom économique de l'Hexagone et de la ville, époque que l'on appelle Trente Glorieuses. La main d'œuvre est très demandée lors de l'urbanisation de la ville, où des quartiers comme Planoise, les 408, les Clairs-Soleils, Palente-Orchamps ou encore Montrapon-Fontaine-Écu sont construits. Après avoir vécu dans des cités de transits (l'Amitié, les Acacias, l'Escale...) de nombreux immigrés originaires d'Afrique du Nord se répartissent dans de nouveaux quartiers de la ville, comme aux Clairs-Soleils, à Montrapon-Fontaine-Écu, et par la suite à Planoise, aux Orchamps et à Palente ou encore aux « 408 ».
Le quartier de Planoise devient donc un secteur multi-ethnique, et même si les Maghrébins représentent la majeure partie des immigrés, on note également la présence d'une population originaire d'Europe de l'Est, d'Afrique subsaharienne ainsi que d'Asie. Au total, on comptait en 2008 plus de 50 nationalités différentes dans le quartier. De nombreuses personnalités de Planoise sont ainsi originaires d'un autre pays que la France (Mifa Saï Saï, Lil Shaolin, Rachid Djebaili...). L’influence de ces populations joue également un rôle dans l'aspect culturel, linguistique, artistique et cultuel du quartier.

### Documentaires audios/vidéos
- « Généalogie de l’émeute » : documentaire audio revenant sur les grands faits divers à Planoise et les difficultés sociales, par Hacène Belmessous et Vanessa Nadjar, datant du 7 avril 2011, 55 minutes, sur le site officiel de France Culture.

#### Histoire
- Chronologie de Planoise
- Histoire de Besançon
- Chronologie de Besançon
- Zone à urbaniser en priorité
- Grand ensemble en France

#### Patrimoine
- Patrimoine de Besançon
- Mosquée Al-Fath
- Archives départementales du Doubs
- Hôpital Jean-Minjoz